# 1984
Het jaar 1984 is een jaartal volgens de christelijke jaartelling.

## Gebeurtenissen
januari
- 1 - Brunei wordt een zelfstandige staat.
- 1 - De hoogste West-Duitse NAVO-generaal Günther Kiessling wordt ontslagen omdat hij door de militaire veiligheidsdienst in homobars is gesignaleerd. Daardoor zou hij de kans lopen op chantage en een veiligheidsrisico inhouden. Onder druk van de publieke opinie moet defensieminister Manfred Wörner zijn besluit ongedaan maken, waarna de generaal eerherstel krijgt.
- 3 - In Tunesië wordt de staat van beleg afgekondigd nadat verhoging van de broodprijzen tot bloedige onlusten hebben geleid.
- 13 - In Amsterdam en Utrecht blijkt een groot aantal mensen te zijn besmet met dysenterie, na het eten van garnalen uit Zuidoost-Azië. Er overlijden in totaal veertien mensen aan de gevolgen van de besmetting. Er wordt een verbod in het vooruitzicht gesteld op het zogenaamde 'thuispellen' van garnalen, dat te weinig hygiëne kan garanderen.
- 14 - De BBC verbiedt uitzending van de song Relax van Frankie Goes to Hollywood. Dat maakt de groep pas écht bekend.
- 17 - In Stockholm begint de vervolgzitting van de Europese Veiligheidsconferentie van Madrid, met als thema's wederzijds vertrouwen en ontwapening.
- 18 - Voor het eerst in elf jaar militair bewind breekt in Uruguay een algemene staking uit.
- 19 - De Franstalige burgemeester van de Nederlandstalige Limburgse gemeente Voeren José Happart wordt geschorst omdat hij weigert een taalexamen af te leggen.
- 24 - De eerste Apple Macintosh-computer kan worden gekocht. Hij wordt geleverd met een grafische gebruikersinterface (Mac OS) en met een muis.
- 24 - Argentinië en Chili sluiten vrede in het conflict rond het Beaglekanaal bij Vuurland. In 1978 had de touwtrekkerij om drie kleine eilandjes bijna tot een oorlog geleid.
- 30 - Met de aanhouding van voetbalmakelaar Jef Jurion komt in België een kleine serie voetbalschandalen uit. Eerst gaat het om fiscale fraude en valsheid in geschrifte, later blijken er ook 'verkochte' uitslagen van wedstrijden te zijn. Onder meer vijf spelers van het nationale team worden gestraft, van wie aanvoerder Eric Gerets het zwaarst: drie jaar schorsing vanwege zijn aandeel in de 'geregelde' 3-1-overwinning van Standard Luik op Waterschei in 1982.

februari
- 8 - Begin van de Olympische Winterspelen in het Joegoslavische Sarajevo, de eerste keer dat ze in een Oostblok-land worden gehouden.
- 10 - De Rotterdamse burgemeester Bram Peper installeert Jan van Dorp als nieuwe hoofdcommissaris van de Rotterdamse politie als opvolger van Albert Vermeij.
- 15 - Het oudst bekende bericht op Usenet met een Nederlandstalige zin erin. "Oftewel je gaat je gang maar broer."
- 16 - De Golfoorlog tussen Irak en Iran raakt geïntensiveerd: Iran begint een groot offensief. Op 22 februari sturen de VS oorlogsschepen naar de Perzische Golf, om de westerse olievoorziening veilig te stellen – dat wil zeggen: desnoods met wapens af te dwingen.
- 22 - Jordanië verbreekt de diplomatieke banden met Libië, nadat in december 1983 de Jordaanse ambassade in Tripoli is bestormd en in brand gestoken door Libische demonstranten.
- 25 - Na een scheuring in de CPN richten "horizontale" communisten het Verbond van Communisten in Nederland op.
- 27 - In de Nigeriaanse stad Yola vallen bij een opstand van een islamitische sekte al voor de derde maal in vier jaren vele honderden doden.

maart
- 4 - In Versailles demonstreren 800.000 aanhangers van het particulier onderwijs tegen het streven van de linkse Franse regering om van alle scholen openbare onderwijsinstellingen te maken onder toezicht van de staat.
- 5 - Gulf Oil wordt overgenomen door Chevron.
- 16 - In Wenen worden na een onderbreking van drie maanden de onderhandelingen tussen de Sovjet-Unie en de VS over troepenverminderingen in Midden-Europa weer opgepakt.
- 16 - Zuid-Afrika en Mozambique tekenen een verdrag van 'non-agressie en goede nabuurschap'. Het zwarte Mozambique is wat buitenlandse handel aangaat afhankelijk van het Zuid-Afrikaanse apartheidsregime, dat de controle heeft over de transportwegen.
- 24 - In Rome protesteren meer dan 700.000 mensen tegen het plan van de regering om af te stappen van de scale mobile, de automatische aanpassing van de salarissen en uitkeringen aan de stijgende prijsindex.
- 26 - Onafhankelijke deskundigen bevestigen in een rapport van de Veiligheidsraad van de Verenigde Naties dat in de oorlog tussen Irak en Iran de gifgassen tabun en mosterdgas als wapen worden ingezet.

april
- 1 - Amerikaanse soulzanger Marvin Gaye wordt op de dag vóór zijn verjaardag doodgeschoten door zijn eigen vader na een heftige ruzie.
- 1 - De Nederlandse motorcoureur Jack Middelburg komt op het stratencircuit van Tolbert tijdens de race hard ten val en twee dagen later overlijdt hij in het ziekenhuis in Groningen.
- 1 - Het Faeröerse televisiestation Sjónvarp Føroya zendt voor het eerst uit, waarmee deze eilandengroep het laatste gebied in Europa is dat een eigen publieke televisie-omroep krijgt.
- 3 - Een week na de dood van president Sekou Touré van Guinee, die meer dan 25 jaar regeerde, grijpen de militairen de macht.
- 5 - Sportverslaggever Theo Koomen verongelukt met zijn auto op de terugweg van de wedstrijd FC Twente-MVV.
- 9 - Nicaragua dient bij het Internationaal Gerechtshof in Den Haag een klacht in tegen de VS, vanwege het aandeel van dat land in het leggen van mijnen in drie Nicaraguaanse havens door de contra's. Al op 10 mei sommeert het Hof de VS de gewraakte activiteiten te staken. De VS op hun beurt hadden eerder al verklaard dat ze de uitspraak van de internationale rechter niet zouden aanvaarden.
- 10 - Het Europees Gerechtshof bepaalt dat vrouwen die in hun beroepsleven zijn benadeeld ten opzichte van mannen recht kunnen doen gelden op schadeloosstelling.
- 12 - In Australië betogen meer dan 250.000 mensen tegen de nucleaire wapenwedloop en tegen de ontginning en export van Australisch uranium.
- 14 - De Nederlandse band Doe Maar stopt en geeft twee afscheidsconcerten in de Maaspoort te 's-Hertogenbosch.
- 15 - De Britse komiek Tommy Cooper overlijdt op 63-jarige leeftijd te midden van zijn publiek tijdens een show.
- 21 - Jacques Hanegraaf wint de negentiende editie van Nederlands enige wielerklassieker, de Amstel Gold Race.
- 26 - De President van de Verenigde Staten Ronald Reagan begint zijn zesdaagse bezoek aan China.

mei
- 1 - In de Chileense en Uruguayaanse hoofdsteden Santiago en Montevideo vinden op de Dag van de Arbeid gevechten plaats tussen politie en demonstranten.
- 6 - De tweede ronde van de presidentsverkiezingen in El Salvador levert een overwinning op van de christendemocraat José Napoleon Duarte op zijn extreemrechtse tegenstander. Ook in Panama zijn er verkiezingen, voor het eerst na 16 jaar militair regime, maar een golf van geweld volgt op de omstreden uitslag.
- 7 - In het proces om schadevergoeding dat duizenden Vietnam-veteranen hebben aangespannen tegen de fabrikant van het zeer schadelijke ontbladeringsgif Agent Orange bereiken de partijen een akkoord op de uitkering van in totaal 250 miljoen dollar.
- 8 - het nationaal Olympisch comité van de Sovjet-Unie besluit de Olympische Spelen van Los Angeles te boycotten. Andere Oostbloklanden scharen zich achter die beslissing.
- 11 - Op 11 mei deed de aardeovergang, gezien van Mars af, zich voor het laatst voor tot 11 november 2084.
- 12 - Winnie Mandela mag na 22 jaar voor het eerst haar man Nelson bezoeken op het Robbeneiland.
- 13 - In Rijsel winnen de Nederlandse hockeysters de Europese titel door de Sovjet-Unie in de finale met 2-0 te verslaan.
- 14 - Nadat in West-Europa de plaatsing van Amerikaanse Pershing II's en kruisraketten als uitvloeisel van het NAVO-dubbelbesluit onmiskenbaar is begonnen, brengt de Sovjet-Unie in de DDR eveneens middellangeafstandsraketten in stelling.
- 17 - Ten noorden van Bombay komen bij rellen tussen moslims en hindoes ten minste 230 mensen om het leven.
- 27 - Voor het eerst sinds 1952 krijgen de burgers van Egypte gelegenheid om bij parlementsverkiezingen een keuze te maken uit vijf verschillende partijen. Winnaar wordt de regerende nationaal-democratische partij, met 73 procent van de stemmen.
- 31 - In de nachtelijke uren worden in Nederland drie Noordelijke provincies, Overijssel en delen van Gelderland getroffen door een grote stroomstoring die tweeënhalf uur aanhoudt. Oorzaak van de storing is het ontploffen van een transformator in een koppelstation in Ens. In Groningen, Leeuwarden,  Enschedé, Deventer en Zwolle worden winkels geplunderd.

juni
- De NMBS reorganiseert het spoorverkeer in België met de invoering van het IC/IR-plan.
- 1 - De Nederlandse regering besluit dat alle 48 Amerikaanse kruisraketten zullen worden geplaatst, tenzij op 1 november 1985 kan worden vastgesteld dat de Sovjet-Unie haar bestand aan SS-20-raketten na 1 juni 1984 niet heeft uitgebreid.
- 1 - De Efteling opent attractie Carnaval Festival.
- 6 - Speciale eenheden van het Indiase leger bestormen de Gouden Tempel in Amritsar, het centrum van de Sikh-separatisten, in de Punjab. In dit belangrijkste heiligdom van de Sikhs zaten al bijna twee jaar enkele honderden radicale, separatistisch gezinde Sikhs verschanst.
- 6 - Acht staatshoofden en regeringsleiders van de landen die in de Tweede Wereldoorlog de geallieerden vormden, gedenken op het strand van Normandië de 40ste verjaardag van D-Day, de geallieerde invasie in het bezette Europa van 1944.
- 11 - De Amerikanen vernietigen bij een SDI-test voor het eerst een (gefingeerde) aanvalsraket in de ruimte.
- 12 - Na bemiddeling van de Secretaris-generaal van de Verenigde Naties gaan de oorlogvoerende partijen Irak en Iran ermee akkoord over en weer niet langer burgerdoelen aan te vallen.
- 17 - Voor het eerst sinds de stakingen van 1980 en de instelling van de staat van beleg zijn er in Polen verkiezingen. Aan de oproep van de verboden vakbond 'Solidariteit' om de stemming te boycotten, wordt nauwelijks gehoor gegeven.
- 21 - De Wet-Gol regelt de verkrijging van de Belgische nationaliteit door geboorte.
- 24 - Elf Latijns-Amerikaanse landen met samen meer dan 300 miljard dollar aan buitenlandse schulden eisen in een gemeenschappelijke verklaring dat rentes en aflossingen drastisch worden verlaagd.
- 27 - Gastland Frankrijk wint in Parijs het EK voetbal door Spanje in de finale met 2-0 te verslaan.

juli
- 1 - Rechtse partijen behalen een meerderheid van de zetels bij de verkiezingen voor de Nationale Vergadering die in Guatemala een nieuwe grondwet moet gaan ontwerpen.
- 5 - In Londen vindt een poging tot ontvoering plaats: een Nigeriaanse politicus in ballingschap, ex-minister Umaru Dikko, wordt als diplomatieke bagage in een kist door de douane op de luchthaven geloodst. Vlak vóór de start van het vliegtuig naar Nigeria kan de gevangene alsnog worden bevrijd.
- 17 - Laurent Fabius, op dat moment 37 jaar oud, wordt benoemd als Franse premier, als opvolger van Pierre Mauroy. Hij was tot deze datum minister van Industrie.
- 18 - Walter Mondale, vicepresident onder de Amerikaanse president Jimmy Carter, wordt door de Democratische Partij tot presidentskandidaat gekozen. Mondale neemt als kandidaat vicepresident voor het eerst een vrouw: Geraldine Ferraro.
- 19 - Jacques Delors wordt de nieuwe voorzitter van de EG-Commissie, als opvolger van de Luxemburger Gaston Thorn. Eerder was Delors in Frankrijk minister van Economische Zaken en Financiën.
- 22 - De Franse wielrenner Laurent Fignon wint voor de tweede keer op rij de Ronde van Frankrijk.
- 23 - De Belgische Minister van Buitenlandse Zaken Leo Tindemans verbiedt op het allerlaatste moment de uitvoer van een boor- en freesmachine van het Waalse bedrijf Pégard naar de Sovjet-Unie. De betreffende hoogwaardige technologie mag van de VS niet aan de Russen worden geleverd. Later zal het Belgische leger de machine aankopen. In september krijgt Pégard alsnog toestemming voor de export naar het Oostblok.
- Van 28 juli tot 12 augustus vinden in Los Angeles de Olympische Zomerspelen van de XXIIIe Olympiade plaats.

augustus
- 4 - In Rotterdam wordt voor de eerste keer het Zomercarnaval gehouden.
- 4 - Opper-Volta verandert zijn naam in Burkina Faso.
- 5 - De eerste Olympische marathon voor vrouwen wordt gewonnen door de Amerikaanse Joan Benoit

in 2:24.52. 
- 8 - De Marokkaanse Nawal El Moutawakel wint op de Olympische Spelen als eerste Afrikaanse en islamitische vrouw een gouden medaille, en wel op de 400 meter horden.
- 10 - Bij het olympische debuut van het vrouwenhockey, tijdens de Olympische Spelen in Los Angeles, wint de Nederlandse vrouwenhockeyploeg onder leiding van bondscoach Gijs van Heumen de gouden medaille.
- 11 - Een grapje van de Amerikaanse president Ronald Reagan bij een microfoontest, dat hij zojuist het bevel had gegeven de Sovjet-Unie te bombarderen, heeft een stroom van kritiek tot gevolg. Reagan zegt zijn verspreking te betreuren en stelt de media verantwoordelijk voor het wereldkundig maken ervan.
- 21 - Op de eerste verjaardag van de moord op de Filipijnse oppositieleider Benigno Aquino jr. demonstreren honderdduizenden Filipino's tegen het regime van dictator Ferdinand Marcos.
- 31 - Het Vaticaan noemt de bevrijdingstheologie, waar vooral in Latijns-Amerika veel priesters aanhanger van zijn, een 'totalitaire filosofie'.

september
- 1 - Afghaanse verzetsstrijders plegen een aanslag op de luchthaven van Kabul: 42 mensen komen om en er zijn meer dan 100 gewonden.
- 6 - De Zuid-Koreaanse president Chun Doo-hwan brengt een historisch bezoek aan Japan: het is het eerste bezoek van een Zuid-Koreaanse president aan Japan sinds de eeuwenlange vijandschap tussen Japan en Korea.
- 7 - De Nederlandse afdeling van Artsen zonder Grenzen wordt opgericht.
- 10 - Het Franse vrachtschip 'Mont Louis', dat op 25 augustus voor de kust van België is gezonken, breekt in tweeën. De vaten radioactief uraniumhexafluoride die de lading uitmaken, zijn drie weken later allemaal geborgen.
- 12 - Het voormalige vrachtschip Hilma Hooker zinkt voor de kust van Bonaire naar de zeebodem en wordt daar een attractie voor duikers.
- 13 - Na wekenlange onderhandelingen bereiken de twee grootste Israëlische politieke partijen, het Likoed-blok onder leiding van Yitzhak Shamir en de sociaaldemocratische Arbeidspartij van Shimon Peres, een akkoord over een coalitie. De eerste twee jaar zal Peres premier zijn, vervolgens Shamir.
- 17 - Frankrijk en Libië maken bekend dat ze een overeenkomst hebben bereikt over 'volledige terugtrekking' van beide troepen uit de republiek Tsjaad. De oorlog in dat land wordt weer een burgeroorlog.
- 23 - De regering van Nicaragua gaat als laatste betrokkene akkoord met het vredesplan dat de Contadora-groep (de landen Mexico, Colombia, Venezuela, Costa Rica en Panama) heeft uitgewerkt voor Midden-Amerika. De andere Midden-Amerikaanse partijen trekken daarop hun steun aan het plan in.
- 29 - Groot-Brittannië en de Volksrepubliek China komen overeen dat Hongkong per 1 juli 1997 zal worden overgedragen aan China. Groot-Brittannië houdt het gebied nog in pacht tot 30 juni 1997.

oktober
- 2 - De Cellules Communistes Combattantes (CCC) plegen een bomaanslag bij een vestiging van het Amerikaans-Zweedse bedrijf Litton in Evere. Dit is de eerste van een groot aantal aanslagen van de CCC.
- 3 - Voetbalclub Ajax verslaat thuis in Amsterdam het Luxemburgse Red Boys Differdange met 14-0 in het UEFA Cup-toernooi, de grootste zege ooit van een Nederlandse club in een Europacup-toernooi.
- 8 - Bart Vos claimt als eerste Nederlander de Mount Everest te hebben beklommen.
- 10 - In Panama vindt de inauguratie plaats van de omstreden winnaar van de presidentsverkiezingen van mei, Nicolás Ardito Barletta, en presenteert deze zijn kabinet.
- 12 - Betonrot is de oorzaak dat de bewoners van vier torenflats aan de Haagse Melis Stokelaan moeten verhuizen. Vanwege hetzelfde verschijnsel moeten in Zaandijk 20 flats worden gesloopt.
- 12 - De IRA laat een bom ontploffen in het Grand Hotel in Brighton, waar de Britse premier Margaret Thatcher en haar kabinet verblijven.
- 16 - De Nobelprijs voor de Vrede gaat naar de zwarte bisschop en geweldloze tegenstrever van de Apartheid Desmond Tutu, de secretaris-generaal van de Zuid-Afrikaanse Raad van Kerken. Aan de Nederlander Simon van der Meer wordt de Nobelprijs voor de Natuurkunde toegekend. Medewinnaar is de Italiaan Carlo Rubbia. Beide geleerden zijn verbonden aan het CERN in Genève en doen onderzoek naar elementaire deeltjes.
- 18 - Iran begint opnieuw een groot offensief in de Irak-Iranoorlog tegen Irak, dat zes dagen zal aanhouden. Beide kanten kampen met zware verliezen.
- 19 - In Polen wordt de oppositionele priester Jerzy Popieluszko door vier leden van de binnenlandse veiligheidsdienst ontvoerd en vermoord. Zes dagen nadat zijn lichaam is gevonden in een waterreservoir in Noord-Polen, worden de daders gearresteerd. Op 7 februari 1985 krijgen de vier gevangenisstraffen van 14 tot 25 jaar.
- 19 - Amerikaanse wetenschappers hebben aangetoond dat de immuunziekte aids ook kan worden doorgegeven door personen die zelf geen ziekteverschijnselen vertonen, maar enkel 'seropositief' zijn.
- 23 - Publieke druk heeft een officieel onderzoek afgedwongen naar de moord op de Filipijnse oppositieleider Benigno Aquino. Het wijst uit dat de uit ballingschap terugkerende politicus in opdracht van zeer hoge officieren van het Marcos-regime is doodgeschoten.
- 25 - De grootste waterkrachtcentrale van de wereld, de Itaipudam op de grens van Brazilië en Paraguay, wordt na een bouwtijd van tien jaar feestelijk in gebruik genomen. Brazilië heeft zich voor de bouw diep in de schulden gestoken, reusachtige oppervlaktes bos gekapt en honderden indianenfamilies naar elders overgebracht. De stroom van de centrale is de duurste die waar ook ter wereld door waterkracht wordt opgewekt.
- 30 - In Chili breekt een algemene staking uit tegen de militaire dictatuur van generaal Augusto Pinochet. Bij gevechten met de politie vallen ten minste zeven doden.
- 31 - De Indiase premier Indira Gandhi wordt in New Delhi neergeschoten door twee Sikh-soldaten uit haar eigen lijfwacht. Enkele uren later overlijdt ze in een ziekenhuis. Haar zoon Rajiv Gandhi wordt de nieuwe minister-president en volgt haar op.
- 31 - Op Aruba wordt bekendgemaakt dat de Lago-olieraffinaderij in maart 1985 zal sluiten. De helft van de belastinginkomsten van het eiland valt daardoor weg, plus een groot deel van de werkgelegenheid.

november
- 1 - Abortus gelegaliseerd in Nederland, middels de aanname van de Wet afbreking zwangerschap en het Besluit afbreking zwangerschap.
- 4 - In Nicaragua winnen de Sandinisten 65% van de stemmen. Daniel Ortega wordt gekozen tot president.
- 6 - Voormalig filmacteur Ronald Reagan herkozen als president van de Verenigde Staten.
- 9 - De NAVO aanvaardt een nieuwe verdedigingsstrategie, volgens welke een eventuele aanval uit het Oosten vroegtijdig moet worden beantwoord met tegenaanvallen ver achter de frontlinie met de modernste conventionele wapens. Op deze manier moet het gebruik van kernwapens in Midden-Europa zo lang mogelijk  worden verhinderd.
- 12 - De regering van Nicaragua, die na de herverkiezing van de Amerikaanse president Ronald Reagan reden heeft om voor een invasie van Amerikaanse troepen te vrezen, brengt alle gevechtseenheden, reservisten en milities in staat van paraatheid.
- 14 - Ingrid Berghmans wint twee titels bij de Wereldkampioenschappen judo (half-zwaargewicht en alle categorieën) en wordt daarmee de meest onderscheiden atlete uit het vrouwenjudo. Net als in 1980, 1982 en 1983 wordt ze tot Belgisch sportvrouw van het jaar gekozen.
- 15 - Tussen Noord-Korea en Zuid-Korea vinden eerste gesprekken plaats over de mogelijkheid een economische relatie aan te gaan.
- 19 - Bij een grote brand en een serie explosies in een LPG-opslagplaats nabij Mexico-Stad vallen 500 doden en ruim 2500 gewonden (Gasramp van San Juan Ixhuatepec).
- 25 - In Uruguay worden voor het eerst sinds 1973 weer vrije verkiezingen gehouden. De overwinning gaat naar de sociaaldemocratische Coloradopartij, met als leider Julio Maria Sanguinetti.
- 26 - Bij de televisieactie Een voor Afrika geven de kijkers 61 miljoen gulden voor leniging van de hongersnood in de Sahel-landen.
- José Napoleon Duarte wordt na een heftige verkiezingscampagne gekozen als president van El Salvador. De Verenigde Staten beloven economische steun.

december
- 1 - De NASA laat speciaal voor een onderzoek naar brandstoffen een onbemande Boeing 720 neerstorten. Het miljoenen kostende experiment mislukt.
- 3 - Giframp Bhopal, India ongeveer 8.000 mensen komen om het leven. Later zal het dodental oplopen tot 20.000.
- 10 - Het eindrapport van de Parlementaire enquête naar de RSV-werf verschijnt. De commissie-van Dijk velt een hard oordeel over minister van Economische Zaken Gijs van Aardenne, die de Kamer onvoldoende heeft geïnformeerd over de oeverloze subsidiëring van het bedrijf. Desondanks overleeft de minister een motie van wantrouwen.
- 10 - Op de internationale dag van de mensenrechtenen neemt de Algemene Vergadering van de Verenigde Naties eenstemmig een al jaren voorbereide 'Conventie tegen marteling en andere afschuwelijke, onmenselijke of vernederende vormen van behandeling of bestraffing' aan.
- 11 - Er wordt een aanslag gepleegd door de extreemlinkse actiegroep Cellules Communistes Combattantes op een depot van de NAVO in Glaaien, België.
- 14 - In Karachi eindigt de Nederlandse hockeyploeg als vierde bij het toernooi om de Champions Trophy.
- 19 - In een referendum spreken de Pakistani zich uit voor voortzetting van de politiek van islamisering en voor verlenging van de ambtstermijn van de dictator Mohammed Zia-ul-Haq.
- 23 - Het geweld in Italië beleeft opnieuw een tragisch hoogtepunt: in een kilometers lange spoortunnel tussen Bologna en Florence vindt een bomaanslag plaats op een trein. Zeker 25 reizigers komen om het leven en de paniek is groot.
- 24 - Op de zesde verjaardag van hun invasie in Cambodja openen de Vietnamese troepen een nieuw groot offensief tegen de door China gesteunde Cambodjaanse verzetsgroepen

Datum onbekend
- De Birkin wordt bedacht door een samenwerking tussen Jane Birkin en Hermès.

## Klassieke muziek
- Erkki-Sven Tüür voltooit zijn Symfonie nr. 1
- 6 januari: eerste totaaluitvoering van Der gelbe Klang van Alfred Schnittke
- 8 januari: eerste uitvoering van Songs of innocence and of experience van William Bolcom
- 4 maart: eerste uitvoering (postuum) van Benjamin Brittens Jubilate Deo in Es
- 24 maart: eerste uitvoering (postuum) van Frederick Delius' Suite voor viool en orkest
- 10 april: eerste uitvoering van Fluitconcert nr. 2 van Vagn Holmboe
- 15 mei: eerste uitvoering van Symfonie nr. 1 van Isang Yun
- 3 juni: eerste uitvoering van Vioolconcert in D van William Bolcom
- 7 juli: eerste uitvoering van Kuningas lähtee Ranskaan, opera van Aulis Sallinen
- 21 augustus: eerste uitvoering (postuum) van Benjamin Brittens A.M.D.G.
- 1 september: eerste uitvoering van Kalevi Aho's Celloconcert
- 1 oktober: eerste uitvoering van Liederen en dansen van de Dood een bewerking van Modest Moessorgskis liederencyclus door Kalevi Aho
- 23 november: eerste uitvoering van Således saae Johannes van Poul Ruders
- 15 december: eerste uitvoering van Concerto for organ and string orchestra van Johan Kvandal

## Beeldende kunst

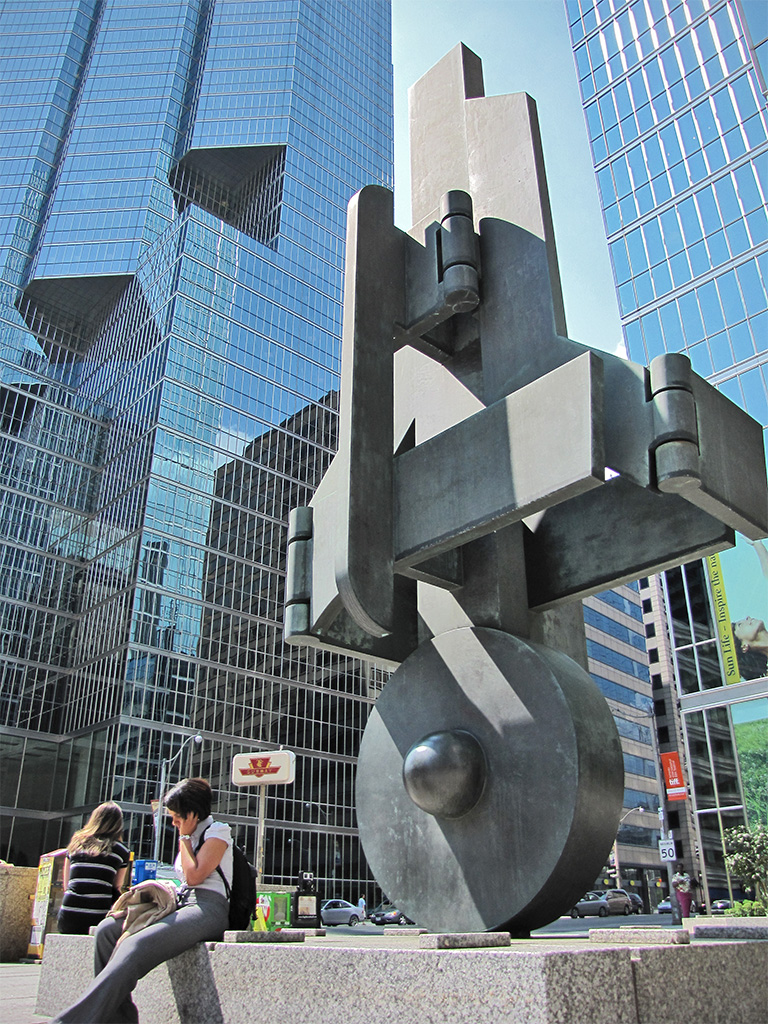
Sunlife (1984) Sorel Etrog, Toronto (Canada)

## Bouwkunst
- In het centrum van Rotterdam komen de kubuswoningen, naar ontwerp van de architect Piet Blom, gereed
- In Den Bosch worden de bolwoningen opgeleverd, ontworpen door Dries Kreijkamp

## Geboren

### Januari

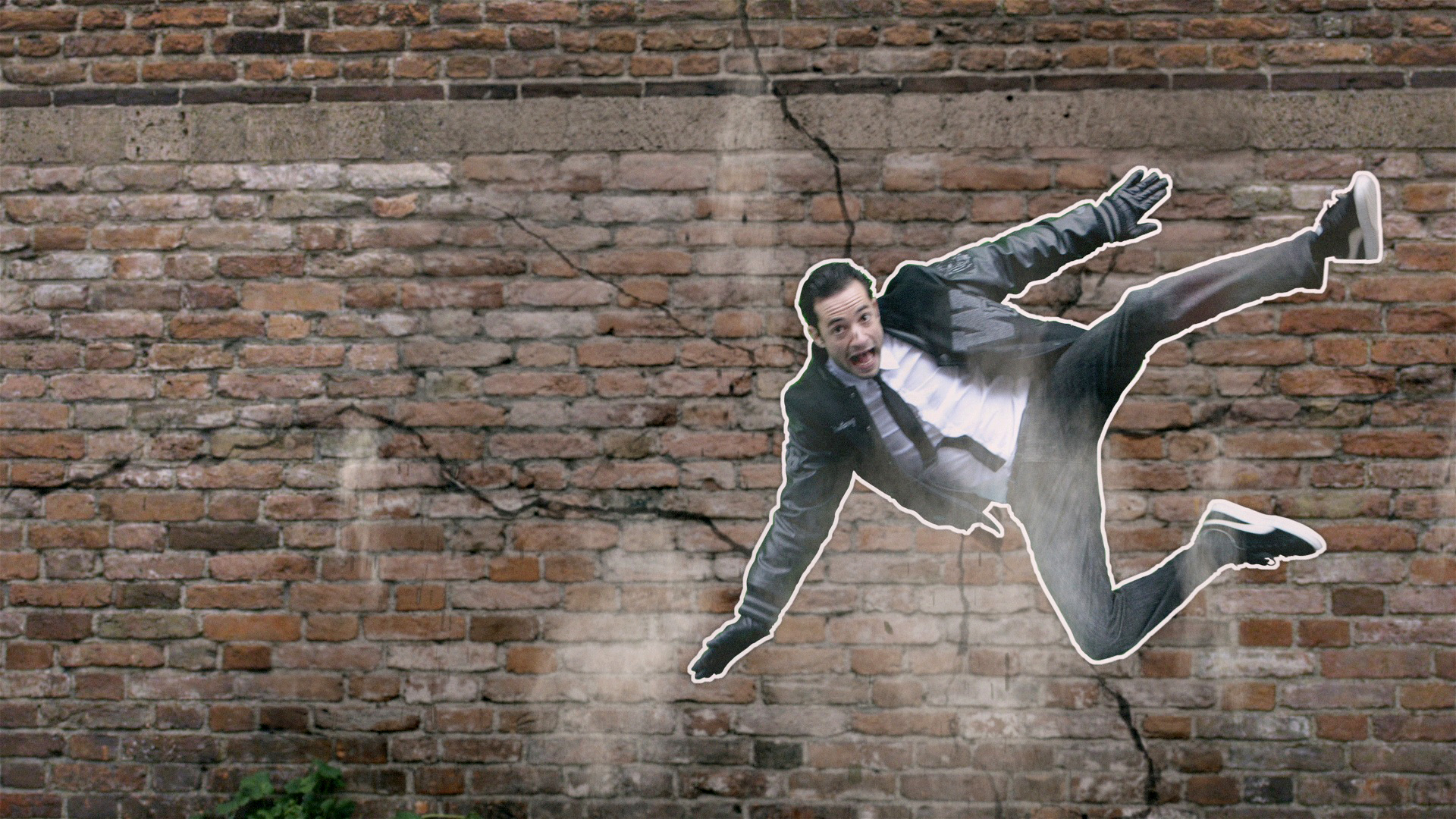
Valerio Zeno,
geboren op 2 januari

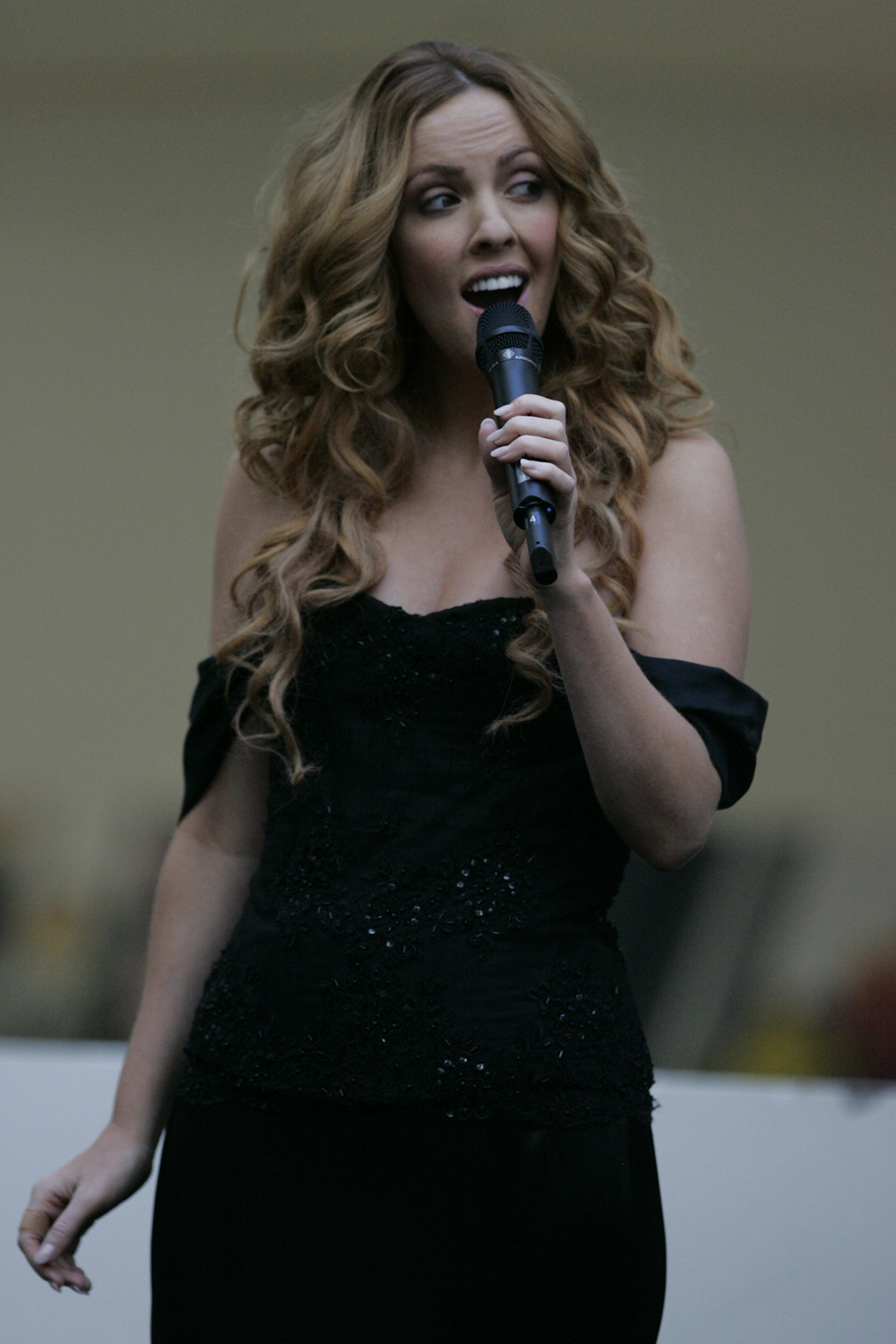
Lisa Lambe,
geboren op 8 januari

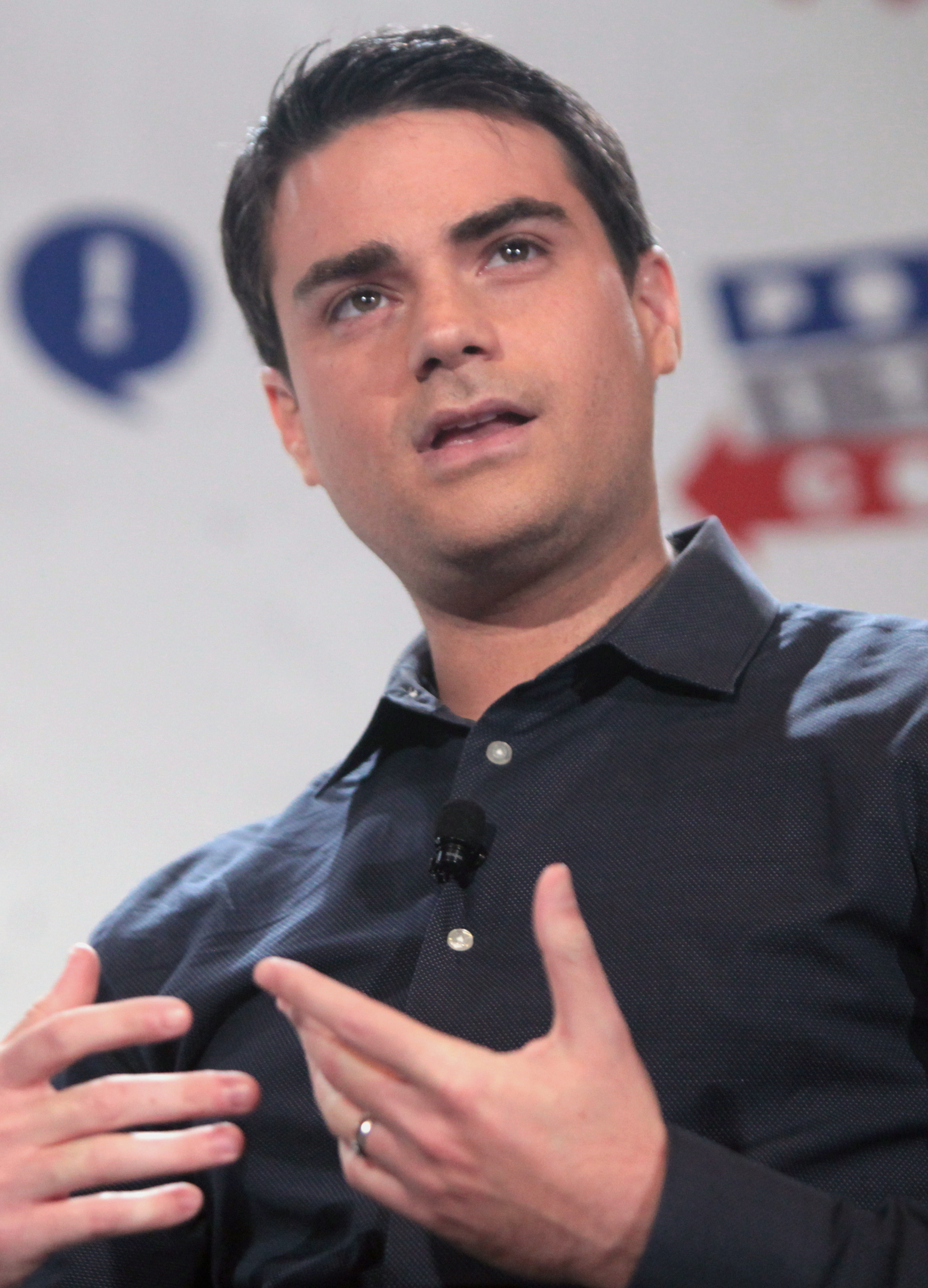
Ben Shapiro,
geboren op 15 januari

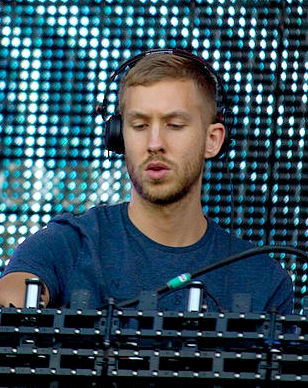
Calvin Harris,
geboren op 17 januari

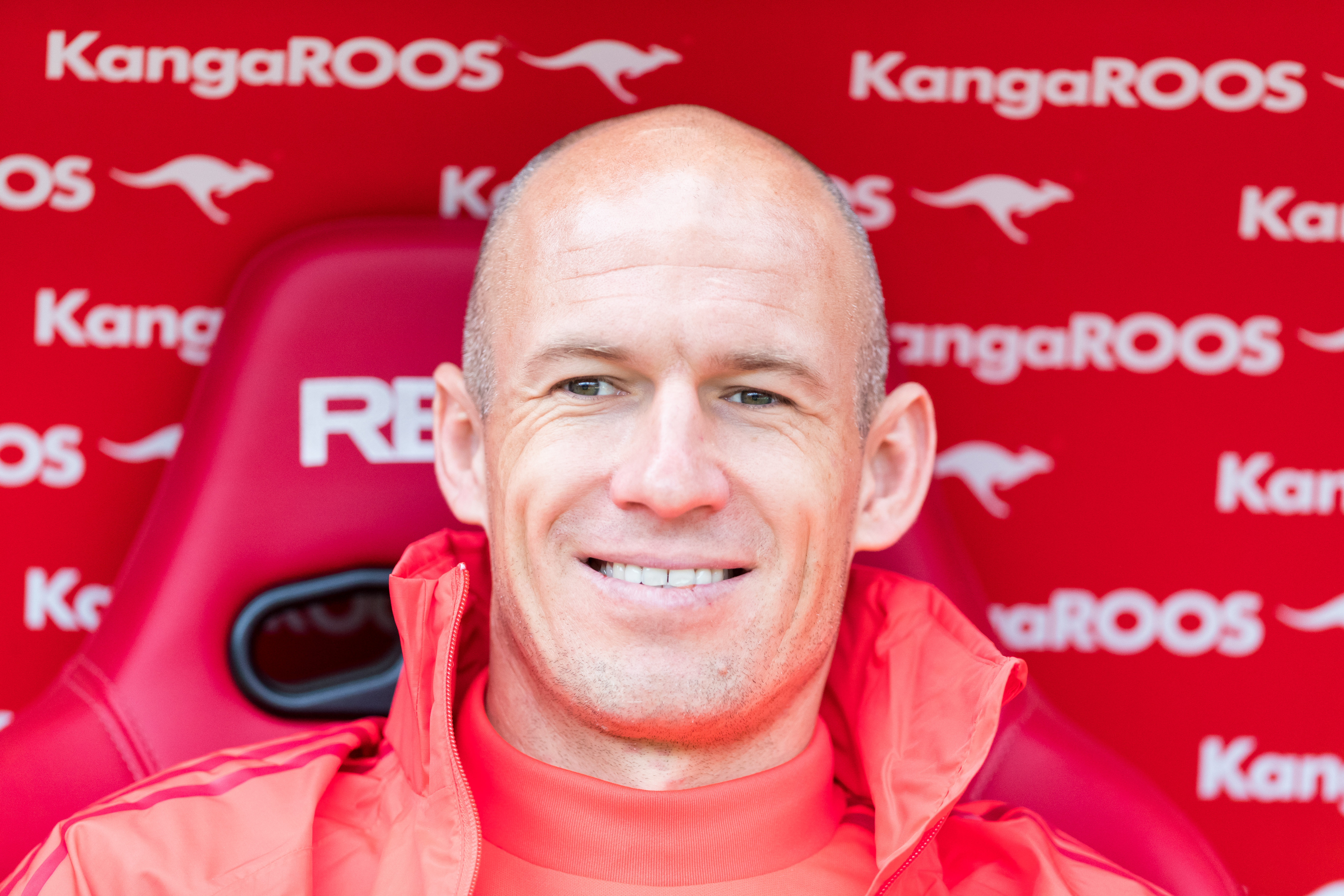
Arjen Robben,
geboren op 23 januari

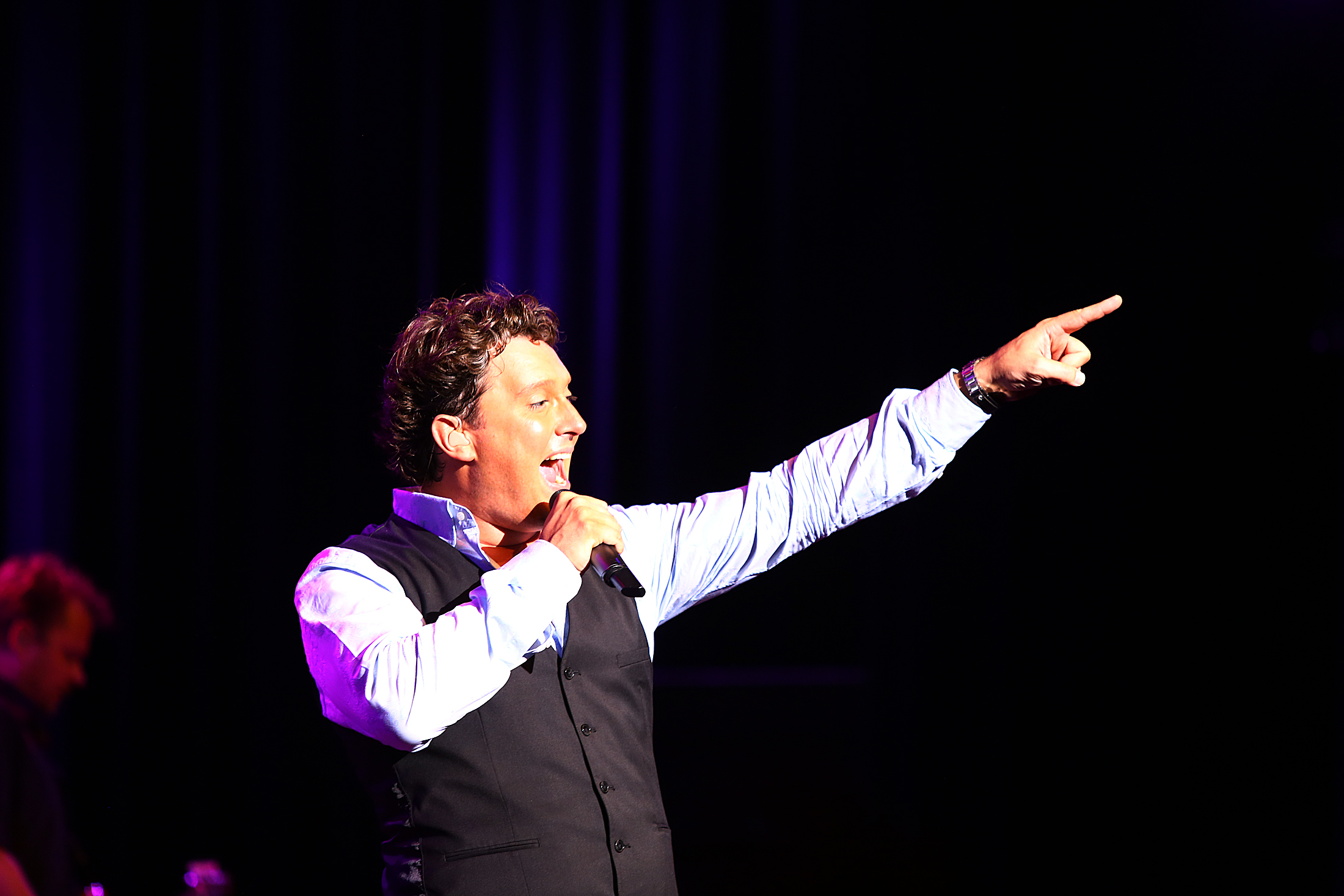
Tino Martin,
geboren op 27 januari

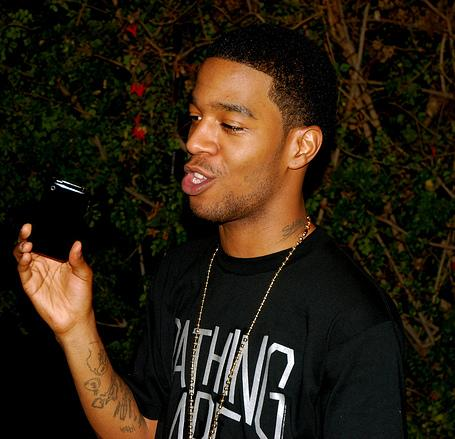
Kid Cudi,
geboren op 30 januari

- 1 - José Paolo Guerrero, Peruviaans voetballer
- 1 - Sjoerd Schrier, Nederlands voetballer
- 1 - Shareefa, Amerikaans zangeres
- 2 - Frank van Mosselveld, Nederlands voetballer
- 2 - Valerio Zeno, Nederlands televisiepresentator
- 3 - Dennis, Nederlands zangeres
- 3 - Maximilian Mechler, Duits schansspringer
- 3 - Thomas Mermillod Blondin, Frans alpineskiër
- 4 - Francisco Martos, Spaans voetballer
- 5 - Shakeel Abbasi, Pakistaans hockeyer
- 5 - Victor Abeln, Nederlands televisiepersoonlijkheid
- 5 - Derrick Atkins, Bahamaans atleet
- 5 - Fabien Libiszewski, Frans schaker
- 6 - Belinda Goss, Australisch wielrenster
- 6 - Jan Roodzant, Arubaans zwemmer
- 7 - Xavier Margairaz, Zwitsers voetballer
- 7 - Luke McShane, Brits schaker
- 7 - Mohamed Messoudi, Marokkaans-Belgisch voetballer
- 7 - Mascha de Rooij, Nederlands presentatrice
- 7 - Jan Soetens, Belgisch veldrijder
- 8 - Andrés González, Colombiaans voetballer
- 8 - Lisa Lambe, Iers zangeres
- 8 - Stephen Simpson, Zuid-Afrikaans autocoureur
- 9 - Derlis Florentín, Paraguayaans voetballer (overleden 2010)
- 9 - Oliver Jarvis, Brits autocoureur
- 10 - Solomon Bushendich, Keniaans atleet
- 10 - Marouane Chamakh, Frans-Marokkaans voetballer
- 10 - Dex Elmont, Nederlands judoka
- 10 - Ariane Friedrich, Duits atlete
- 10 - Davit Kajaia, Georgisch autocoureur
- 11 - Heamin Choi, Zuid-Koreaans autocoureur
- 11 - Patrick Küng, Zwitsers alpineskiër
- 11 - Filip Salaquarda, Tsjechisch autocoureur
- 11 - Stijn Schaars, Nederlands voetballer
- 11 - Maria Elena Kiriakou, Cypriotisch zangeres
- 12 - Oribe Peralta, Mexicaans voetballer
- 12 - Chaunté Lowe, Amerikaans atlete
- 13 - Raif Badawi, Saoedisch blogger
- 13 - Kepa Blanco González, Spaans voetballer
- 13 - Mulu Seboka, Ethiopisch atlete
- 14 - Joeri Priloekov, Russisch zwemmer
- 15 - Megan Jendrick, Amerikaans zwemster
- 15 - Ben Shapiro, Amerikaans conservatief politiek commentator
- 15 - Jan Werle, Nederlands schaker
- 16 - Joan van den Akker, Nederlands atlete
- 16 - Rudi van Houts, Nederlands mountainbiker
- 16 - Stephan Lichtsteiner, Zwitsers voetballer
- 16 - Yuki Yamazaki, Japans snelwandelaar
- 17 - Calvin Harris, Schots singer-songwriter
- 17 - Filip Hološko, Slowaaks voetballer
- 17 - Zhou Yafei, Chinees zwemster
- 18 - Nasserredine Fillali, Algerijns bokser
- 19 - Dirk Bellemakers, Nederlands wielrenner
- 19 - Karun Chandhok, Indiaas autocoureur
- 20 - Lil Scrappy, Amerikaans rapper
- 21 - Bram De Ly, Belgisch voetballer
- 21 - Sativa Rose, Mexicaans pornoactrice
- 22 - Dennis Kimetto, Keniaans atleet
- 22 - Maceo Rigters, Nederlands voetballer
- 22 - Elise Tamaëla, Nederlands tennisster
- 23 - Dragan Mrdja, Servisch voetballer
- 23 - Arjen Robben, Nederlands voetballer
- 23 - Günther Vanaudenaerde, Belgisch voetballer
- 24 - Emerse Faé, Frans-Ivoriaans voetballer
- 24 - Yana Toboso, Japans mangaka
- 24 - Boy Waterman, Nederlands voetbaldoelman
- 25 - Sara Aerts, Belgisch atlete
- 25 - Jay Briscoe, Amerikaans worstelaar (overleden 2023)
- 25 - Stefan Kießling, Duits voetballer
- 25 - Robinho, Braziliaans voetballer
- 26 - Carlos Mastretta Aguilera, Mexicaans autocoureur
- 26 - Joeri Trofimov, Russisch wielrenner
- 26 - Grzegorz Wojtkowiak, Pools voetballer
- 27 - Monique Angermüller, Duits langebaanschaatsster
- 27 - Tino Martin, Nederlands volkszanger
- 30 - Kid Cudi, Amerikaans hiphopartiest
- 31 - Jonathan Lardot, Belgisch voetbalscheidsrechter
- 31 - Alessandro Rosina, Italiaans voetballer
- 31 - Mohamed Tchité, Belgisch-Congolees voetballer
- 31 - Jeremy Wariner, Amerikaans atleet

### Februari
- 1 - David Hauss, Frans triatleet

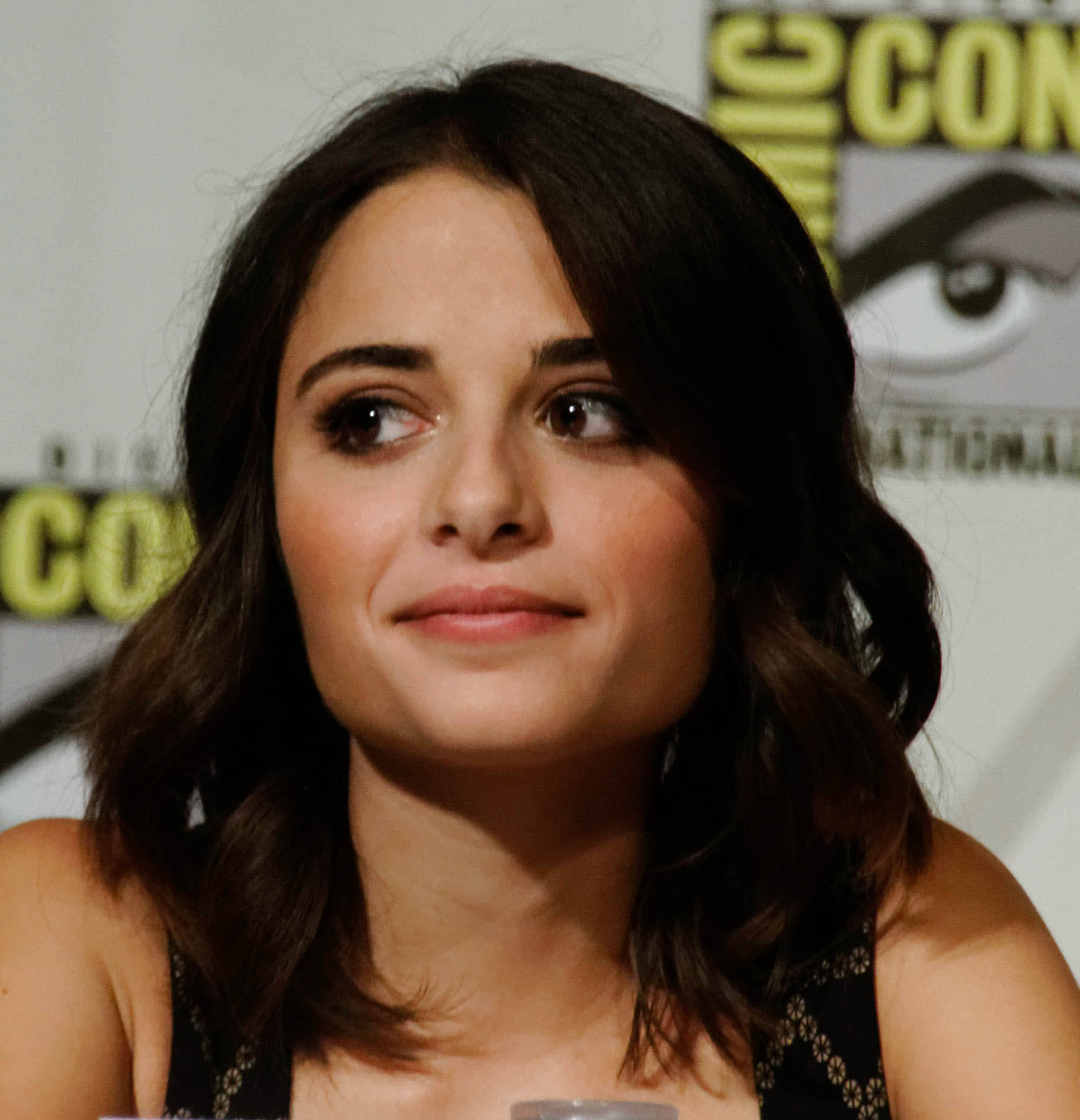
Stephanie Leonidas,
geboren op 14 februari

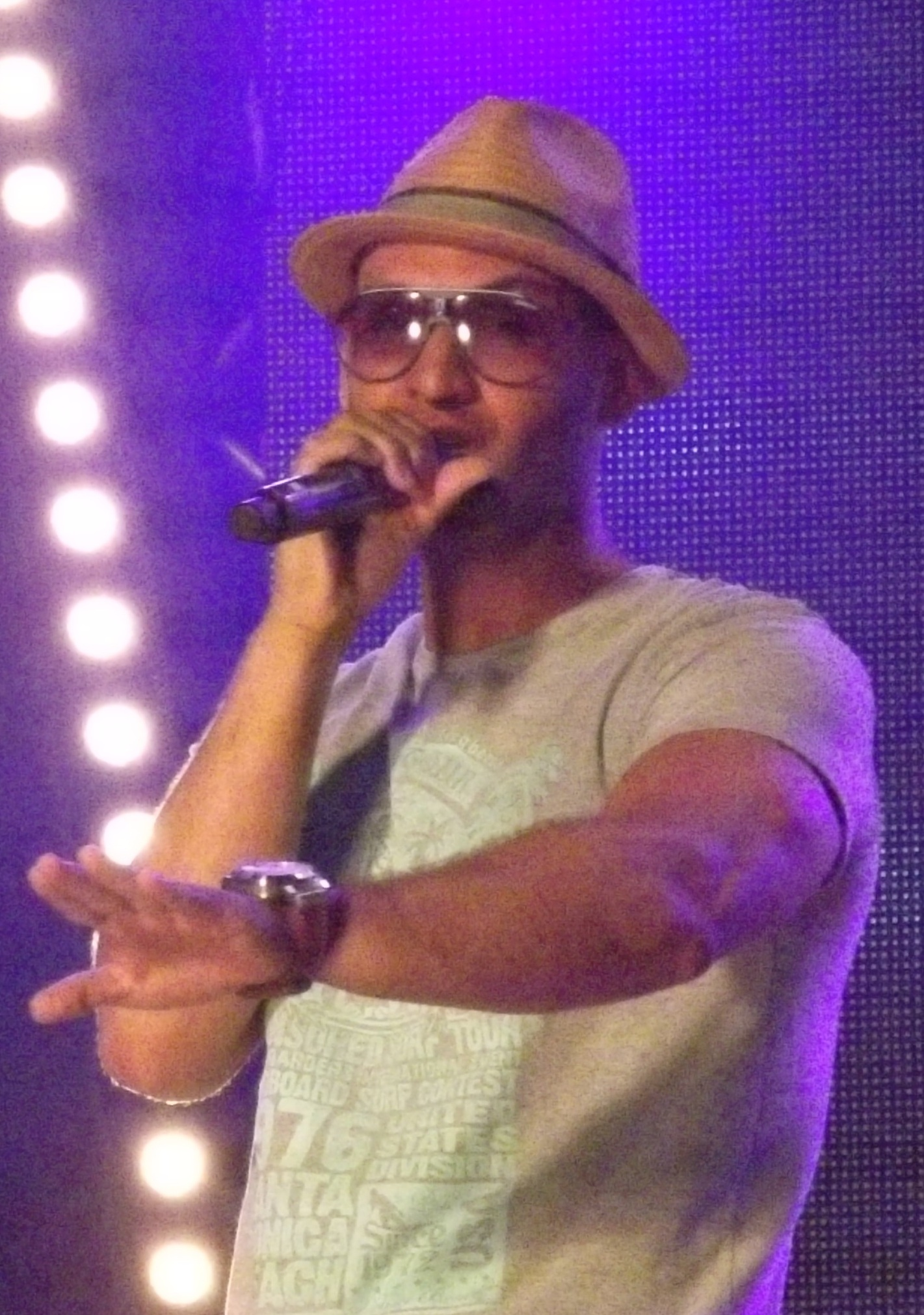
Brahim Attaeb,
geboren op 24 februari

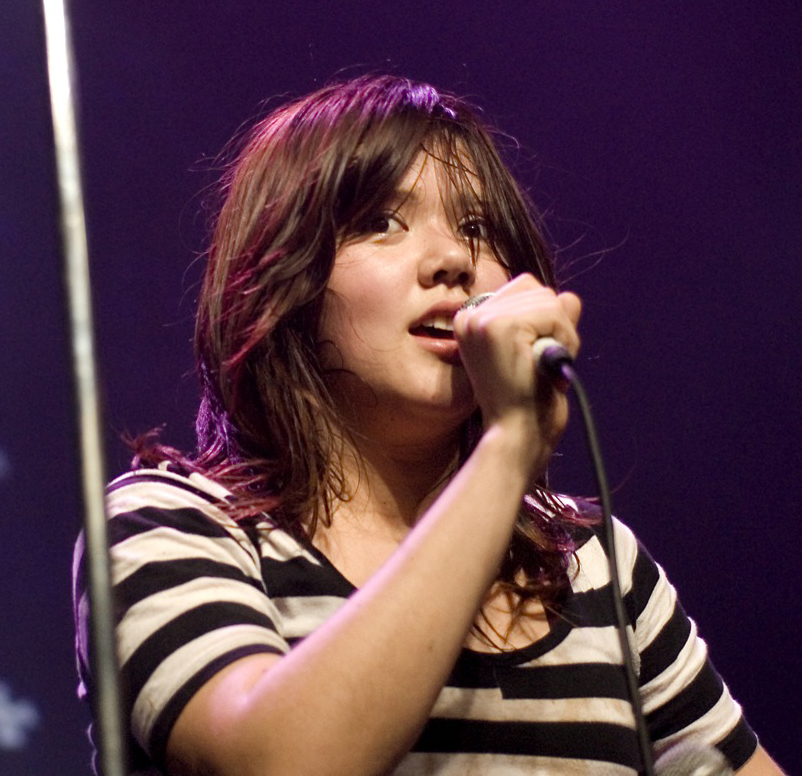
Lovefoxxx,
geboren op 25 februari

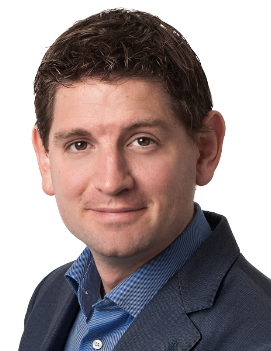
Jan Paternotte,
geboren op 26 februari

- 2 - Pieter De Schepper, Belgisch atleet
- 2 - Roman Hontjoek, Oekraïens judoka
- 4 - Randy Rustenberg, Nederlands voetballer
- 5 - Carlos Tévez, Argentijns voetballer
- 6 - Darren Bent, Engels voetballer
- 6 - Joep van den Ouweland, Nederlands voetballer
- 6 - Joelia Tsjekaleva, Russisch langlaufster
- 7 - Andreas Giglmayr, Oostenrijks triatleet
- 7 - Trey Hardee, Amerikaans atleet
- 7 - Jessica Lindell-Vikarby, Zweeds skiester
- 8 - Manon Flier, Nederlands volleybalster
- 8 - Simone Iacone, Italiaans autocoureur
- 8 - Manuel Osborne-Paradis, Canadees alpineskiër
- 10 - Adnan Alisic, Nederlands voetballer
- 10 - Holly Crawford, Australisch snowboardster
- 10 - Jemma Simpson, Brits atlete
- 11 - Maarten Heisen, Nederlands atleet
- 11 - Dario Krešić, Kroatisch voetbaldoelman
- 11 - Marco Marcato, Italiaans wielrenner
- 12 - Alexandra Dahlström, Zweeds actrice
- 12 - Caterine Ibargüen, Colombiaans atlete
- 12 - Andrei Sidorenkov, Estisch voetballer
- 12 - Peter Utaka, Nigeriaans voetballer
- 12 - Peter Vanderkaay, Amerikaans zwemmer
- 13 - Hinkelien Schreuder, Nederlands zwemster
- 14 - Hanna Bervoets, Nederlands schrijfster, journaliste en columniste
- 14 - Stephanie Leonidas, Brits actrice
- 14 - Tim Veldt, Nederlands wielrenner
- 14 - Bart Voncken, Nederlands zanger
- 15 - Erik Cadée, Nederlands atleet
- 15 - Marc de Maar, Nederlands/Curaçaos wielrenner
- 15 - Dorota Rabczewska, Pools zangeres
- 16 - Sofia Arvidsson, Zweeds tennisster
- 16 - Vincent Voorn, Nederlands springruiter
- 17 - Álvaro Barba, Spaans autocoureur
- 17 - Tim Gudsell, Nieuw-Zeelands wielrenner
- 17 - Anne van de Staak, Nederlands paralympisch sportster
- 18 - Carlos Kameni, Kameroens voetballer
- 18 - Laurent Vidal, Frans triatleet (overleden 2015)
- 18 - Kathrin Wörle, Duits tennisster
- 19 - Renske de Greef, Nederlands schrijfster
- 19 - Peter Terting, Duits autocoureur
- 20 - Balázs Berke, Hongaars voetbalscheidsrechter
- 20 - Raivis Broks, Lets bobsleeër
- 21 - Victor Almström, Zweeds golfer
- 21 - David Odonkor, Duits voetballer
- 21 - Antti Ruuskanen, Fins atleet
- 21 - Andreas Seppi, Italiaans tennisser
- 22 - Branislav Ivanović, Servisch voetballer
- 22 - Patrick Murphy, Australisch zwemmer
- 23 - Pete McLeod, Canadees piloot
- 23 - Nick Van Peborgh, Belgisch atleet
- 24 - Brahim Attaeb, Vlaams zanger
- 24 - Tom Høgli, Noors voetballer
- 24 - Clivio Piccione, Monegaskisch autocoureur
- 24 - Filip Šebo, Slowaaks voetballer
- 25 - Heinrich Haussler, Duits wielrenner
- 25 - Lovefoxxx (Luísa Hanaê Matsushita), Braziliaans-Japans zangeres
- 25 - Alejandro Núñez, Spaans autocoureur
- 25 - João Pereira, Portugees voetballer
- 25 - Emmanuel Piget, Frans autocoureur
- 25 - Xing Huina, Chinees hardloopster
- 26 - Emmanuel Adebayor, Togolees voetballer
- 26 - Alex de Angelis, San Marinees motorcoureur
- 26 - Jeffrey Bruinier, Nederlands paralympisch sporter
- 26 - Natalia Lafourcade, Mexicaans zangeres, songwriter en musicus
- 26 - Jan Paternotte, Nederlands politicus
- 26 - Espen Ruud, Noors voetballer
- 29 - Cullen Jones, Amerikaans zwemmer
- 29 - Benedict Wells, Duits-Zwitsers schrijver

### Maart

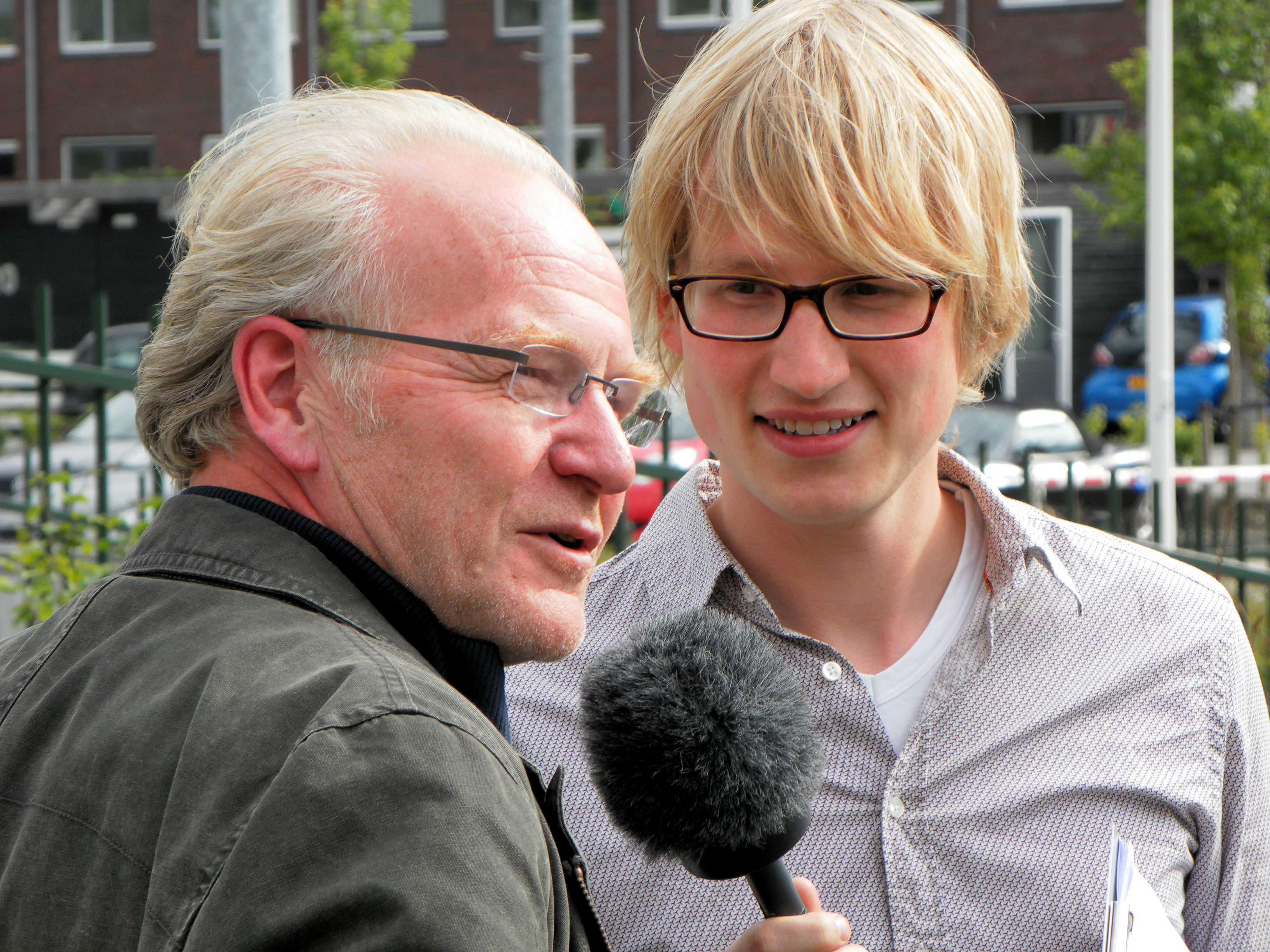
Bram Douwes (rechts),
geboren op 6 maart

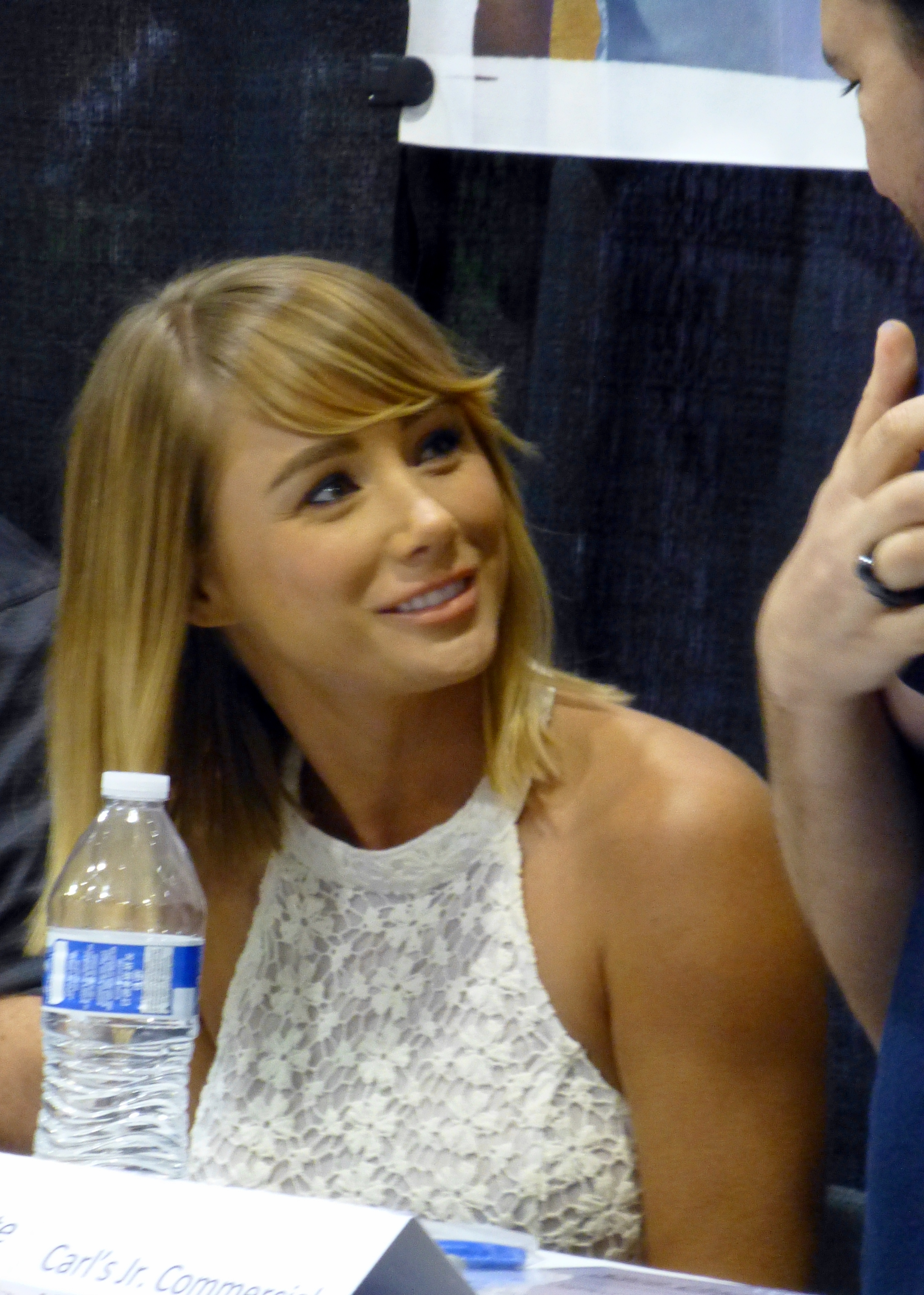
Sara Jean Underwood,
geboren op 26 maart

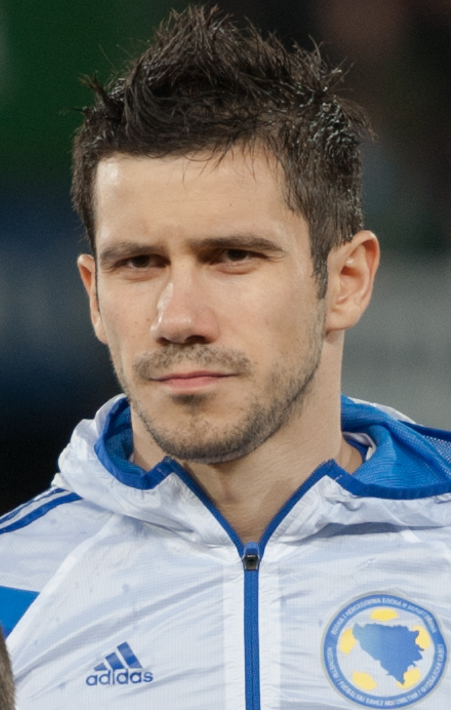
Mensur Mujdža,
geboren op 28 maart

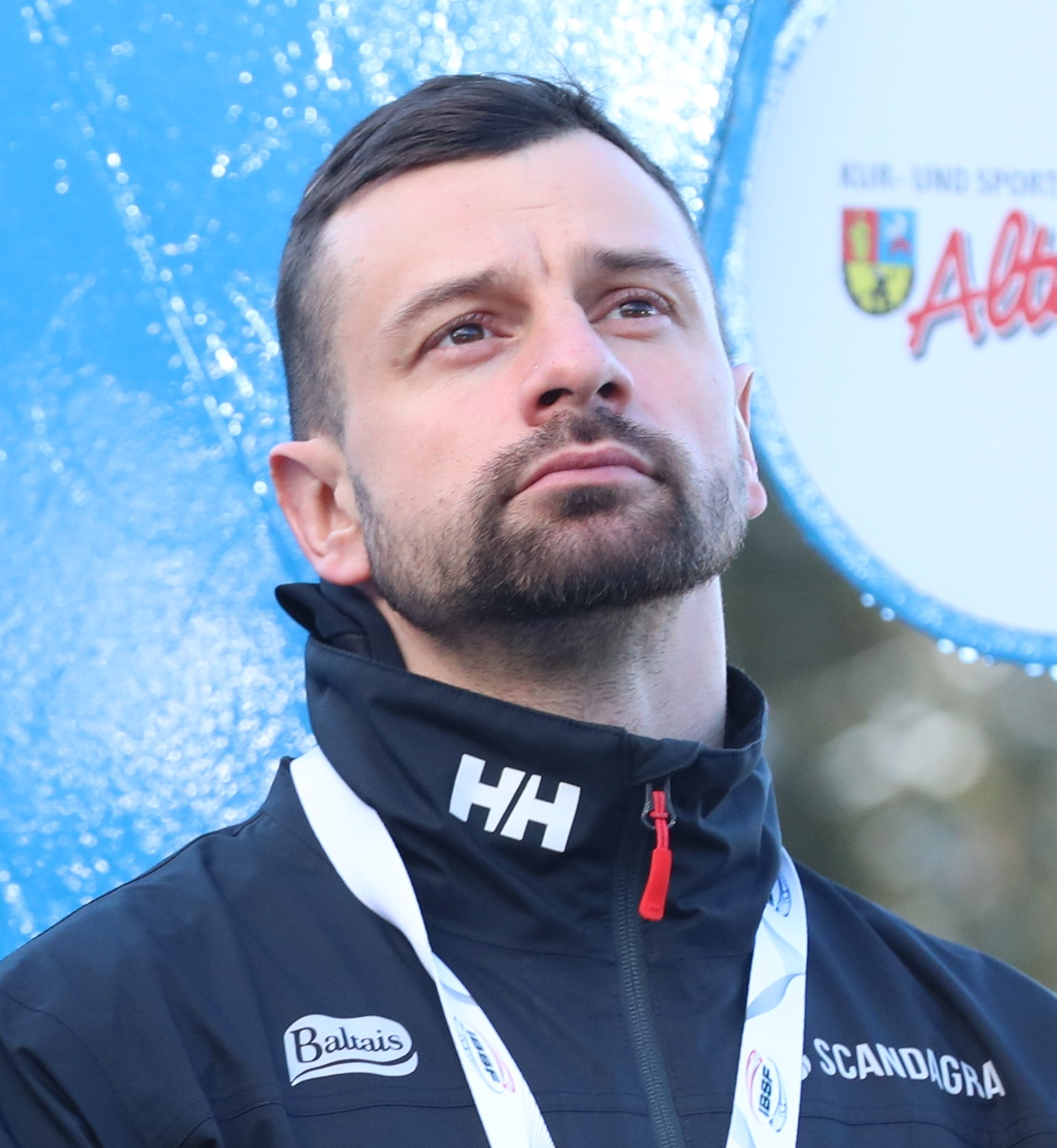
Martins Dukurs,
geboren op 31 maart

- 1 - Patrick Helmes, Duits voetballer
- 1 - Boško Janković, Servisch voetballer
- 2 - Miguel Freitas, Portugees autocoureur
- 3 - Javier Arizmendi, Spaans voetballer
- 4 - Marin Čolak, Kroatisch autocoureur
- 4 - Norbert Hosnyánszky, Hongaars waterpoloër
- 5 - Dorothea Brandt, Duits zwemster
- 6 - Bram Douwes, Nederlands verslaggever
- 6 - Daniël de Ridder, Nederlands voetballer
- 7 - Jevgeni Borisov, Russisch atleet
- 8 - Dragos Agache, Roemeens zwemmer
- 8 - Sebastiaan Steur, Nederlands voetballer
- 9 - Julia Mancuso, Amerikaans alpineskiester
- 10 - Nabil Kassel, Algerijns bokser
- 11 - Alex Gregory, Brits roeier
- 11 - Tom James, Brits roeier
- 12 - Raoul de Jong, Nederlands schrijver, columnist, programmamaker en danser
- 13 - Pieter Custers, Nederlands handboogschutter
- 13 - Steve Darcis, Belgisch tennisser
- 13 - Chanelle Scheepers, Zuid-Afrikaans tennisster
- 13 - Rieneke Terink, Nederlands zwemster
- 13 - Leonie Vestering, Nederlands politica (PvdD)
- 13 - Marc Zwiebler, Duits badmintonner
- 16 - Vladimir Arabadzhiev, Bulgaars autocoureur
- 16 - Robby Bostain, Amerikaans-Israëlisch basketballer
- 16 - Sharon Cherop, Keniaans atlete
- 16 - Jamie Westland, Nederlands drummer en dj
- 20 - Irina Chazova, Russisch langlaufster
- 20 - Tom Goyvaerts, Belgisch atleet
- 20 - Veli Lampi, Fins voetballer
- 20 - Eddie Moussa, Zweeds voetballer (overleden 2010)
- 20 - Markus Niemelä, Fins autocoureur
- 20 - Fernando Torres, Spaans voetballer
- 21 - Franck Perera, Frans autocoureur
- 21 - Katja Višnar, Sloveens langlaufster
- 22 - Olaf van Andel, Nederlands roeier
- 22 - Manuel Huerta, Puerto Ricaans triatleet
- 22 - Piotr Trochowski, Pools-Duits voetballer
- 24 - Philipp Petzschner, Duits tennisser
- 24 - Kelly Stubbins, Australisch zwemster
- 24 - Davis Tarwater, Amerikaans zwemmer
- 24 - Lucy Wangui, Keniaans atlete
- 26 - Felix Neureuther, Duits alpineskiër
- 26 - Annette Schwarz, Duits pornoactrice
- 26 - Sara Jean Underwood, Amerikaans model en actrice
- 27 - Nesar Ahmad Bahawi, Afghaans taekwondoka
- 27 - Brett Holman, Australisch voetballer
- 28 - Daumants Dreiškens, Lets bobsleeër
- 28 - Sylvia Kibet, Keniaans atlete
- 28 - Mensur Mujdža, Bosnisch voetballer
- 28 - Maaike Schoon, Nederlands onderzoeksjournaliste en tv-presentatrice
- 28 - Roman Simakov, Russisch bokser (overleden 2011)
- 28 - Nikolaj Skvortsov, Russisch zwemmer
- 29 - Jenning Huizenga, Nederlands wielrenner
- 29 - Juan Mónaco, Argentijns tennisser
- 29 - Jukka Vastaranta, Fins wielrenner
- 30 - Mario Ančić, Kroatisch tennisser
- 30 - Samantha Stosur, Australisch tennisster
- 31 - Martins Dukurs, Lets skeletonracer

### April

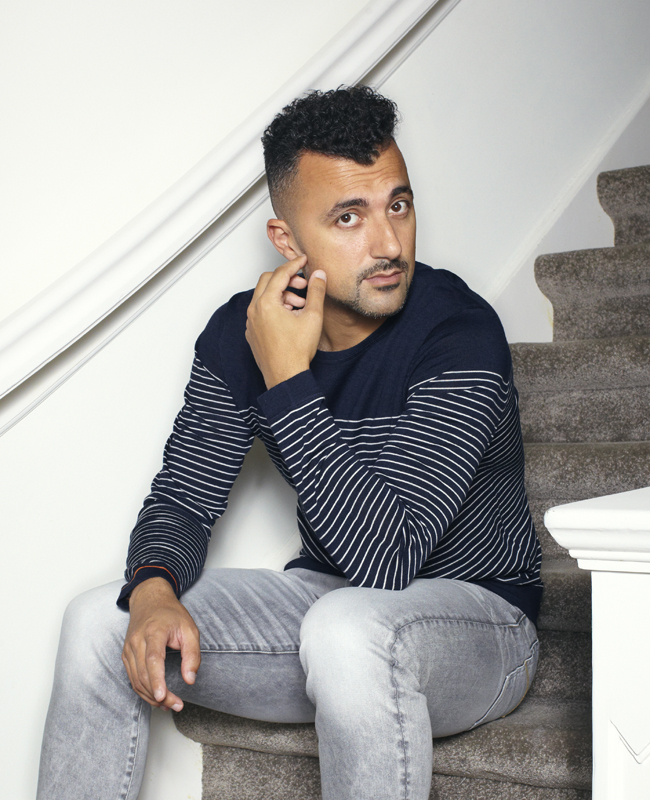
Özcan Akyol,
geboren op 7 april

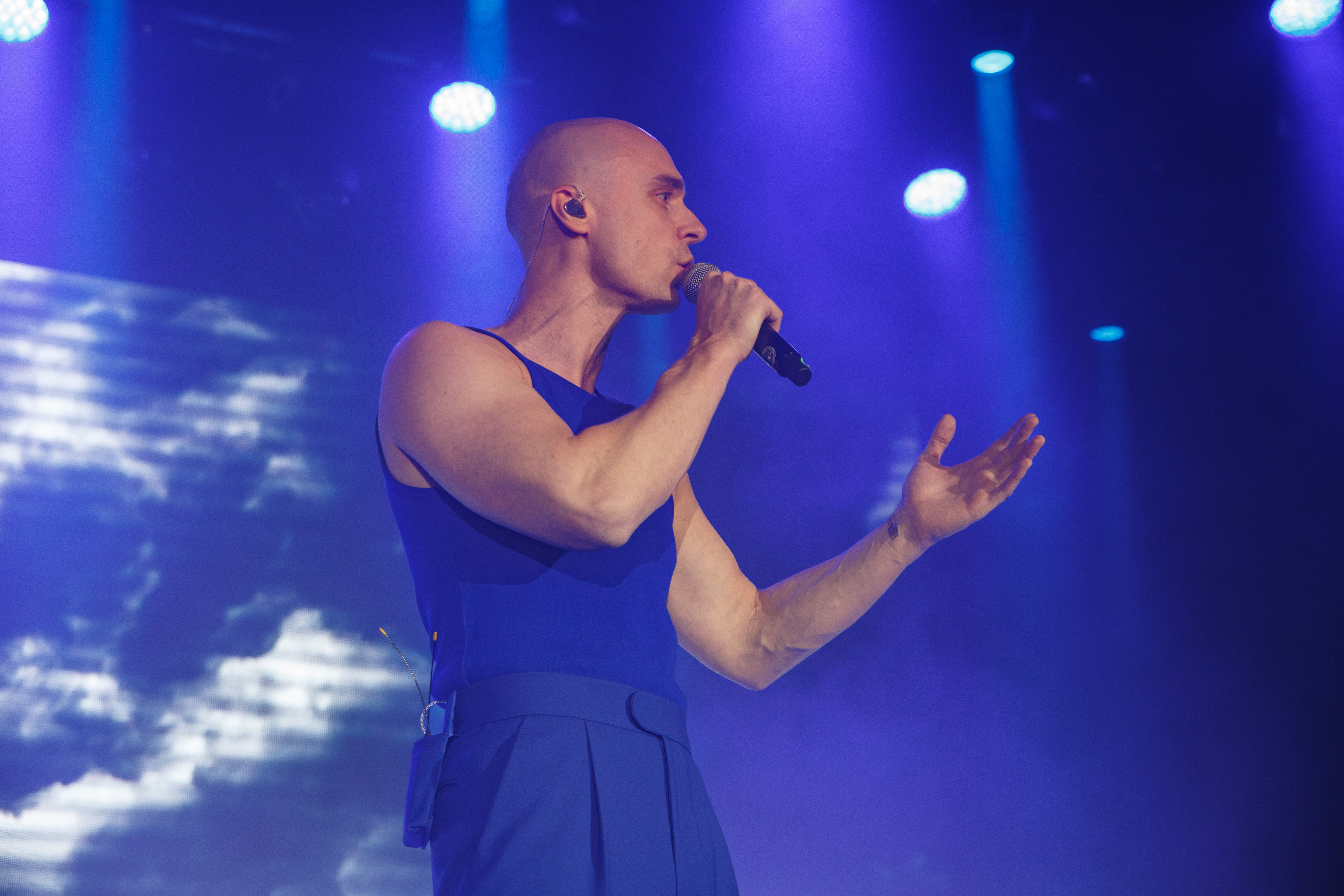
Dons,
geboren op 10 april

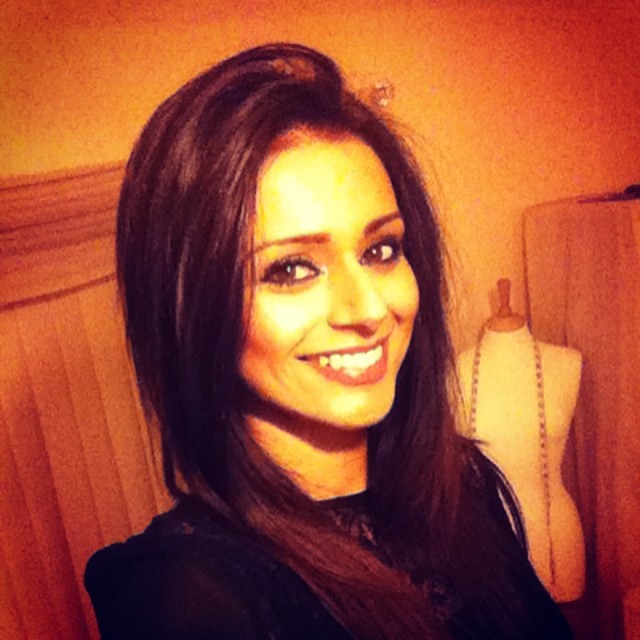
Bhavna Limbachia,
geboren op 21 april

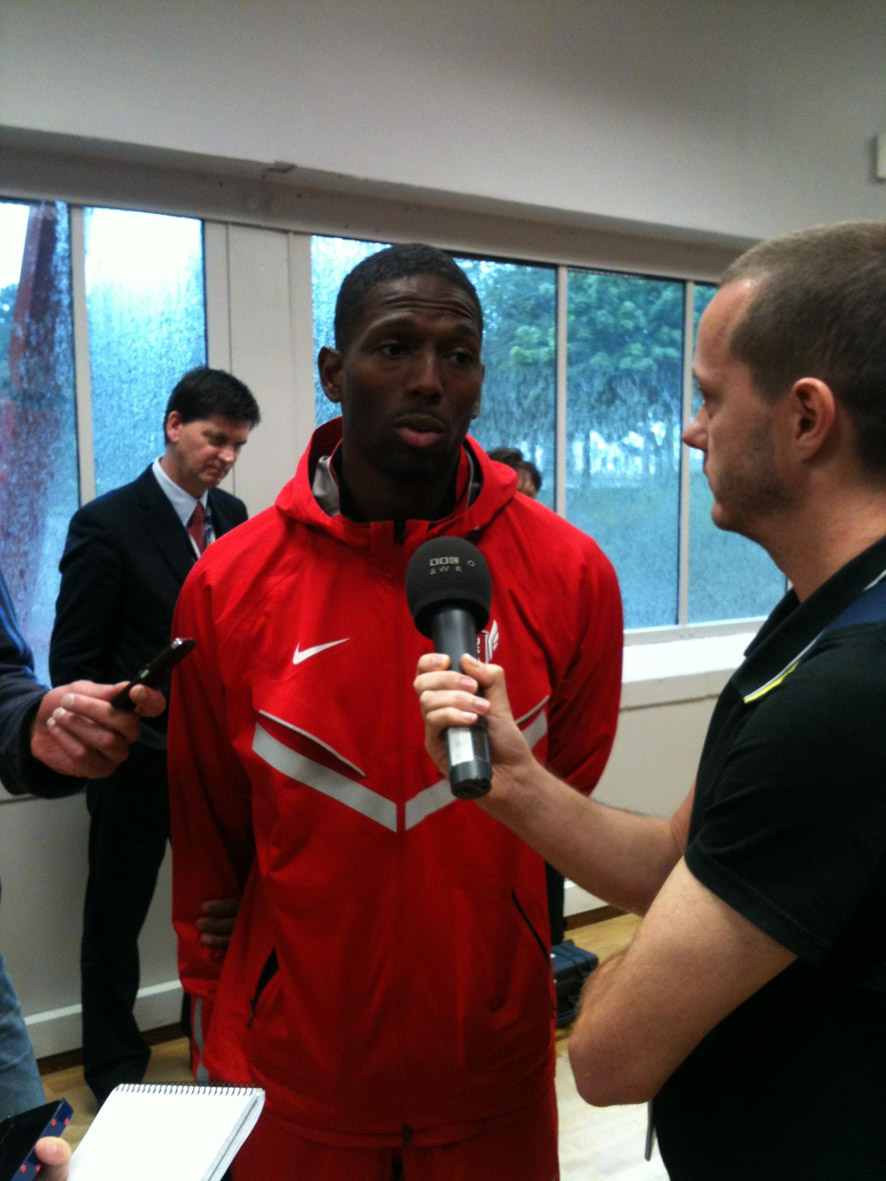
Michael Tinsley,
geboren op 21 april

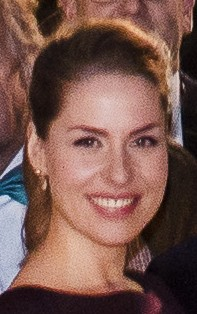
Sanne Langelaar,
geboren op 22 april

- 1 - Maximilian Osinski, Amerikaans acteur
- 2 - Nicolas Lapierre, Frans autocoureur
- 3 - Selina Gasparin, Zwitsers biatlete
- 3 - Maxi López, Argentijns voetballer
- 4 - Thomas Löfkvist, Zweeds wielrenner
- 4 - Karen Venhuizen, Nederlands kunstschaatsster
- 4 - Arkadi Vjatsjanin, Russisch zwemmer
- 5 - Rune Brattsveen, Noors biatleet
- 5 - Darija Jurak, Kroatisch tennisster
- 5 - Dejan Kelhar, Sloveens voetballer
- 5 - Jason Rees, Australisch honkballer
- 6 - Mads Christensen, Deens wielrenner
- 7 - Özcan Akyol, Nederlands schrijver en televisiepresentator
- 9 - Habiba Ghribi, Tunesisch atlete
- 10 - Dons, Lets zanger
- 10 - Gonzalo Javier Rodríguez, Argentijns voetballer
- 10 - Sanne Vogel, Nederlands actrice en regisseuse
- 11 - Nikola Karabatić, Servisch-Frans handballer
- 11 - Žan Košir, Sloveens snowboarder
- 11 - Yuki Sasahara, Japans skeletonracer
- 12 - Aleksej Dmitrik, Russisch atleet
- 13 - Ramon Zomer, Nederlands voetballer
- 13 - Hiroatsu Takahashi, Japans skeletonracer
- 14 - Josanne Lucas, atlete van Trinidad en Tobago
- 14 - Luca Pairetto, Italiaans voetbalscheidsrechter
- 14 - Pearl van der Wissel, Nederlands handbalster
- 15 - Guor Marial, Zuid-Soedanees atleet
- 15 - Stijn Stroobants, Belgisch atleet
- 16 - Romain Feillu, Frans wielrenner
- 16 - Kerron Stewart, Jamaicaans atleet
- 17 - Mathieu Lemoine, Frans ruiter
- 17 - Palion Zarka, Albanees wielrenner
- 18 - Sjoerd Rensen, Nederlands voetballer
- 20 - Nelson Évora, Portugees atleet
- 20 - Jens Fahrbring, Zweeds golfer
- 20 - Maarten Heymans, Belgisch historicus en auteur
- 21 - Jennifer Dahlgren, Argentijns atlete
- 21 - Colin Fleming, Amerikaans autocoureur
- 21 - Dominik Jackson, Brits autocoureur
- 21 - Bhavna Limbachia, Engels actrice
- 21 - Grégory Mallet, Frans zwemmer
- 21 - Michael Tinsley, Amerikaans atleet
- 22 - Steven Jeppesen, Zweeds golfer
- 22 - Sanne Langelaar, Nederlands actrice
- 24 - Jekaterina Abramova, Russisch schaatsster
- 24 - Jonas Blixt, Zweeds golfer
- 24 - Ismael Falcón, Spaans voetballer
- 24 - Marina Nigg, Liechtensteins alpineskiester
- 25 - Thomas Cammaert, Vlaams acteur
- 25 - Simon Fourcade, Frans biatleet
- 25 - Stijn Vandenbergh, Belgisch wielrenner
- 26 - Petrina Price, Australisch atlete
- 26 - Rasskulz (= Derek Oduro), Nederlands rapper
- 27 - Fabien Gilot, Frans zwemmer
- 27 - Eva Simons, Nederlands singer-songwriter en muziekproducente
- 27 - Patrick Stump, Amerikaans muzikant
- 27 - Takuya Tsuda, Japans motorcoureur
- 29 - Michał Gołaś, Pools wielrenner
- 30 - Seimone Augustus, Amerikaans basketbalster
- 30 - Shawn Daivari, Amerikaans worstelaar
- 30 - Jevgeni Vinogradov, Oekraïens atleet

### Mei

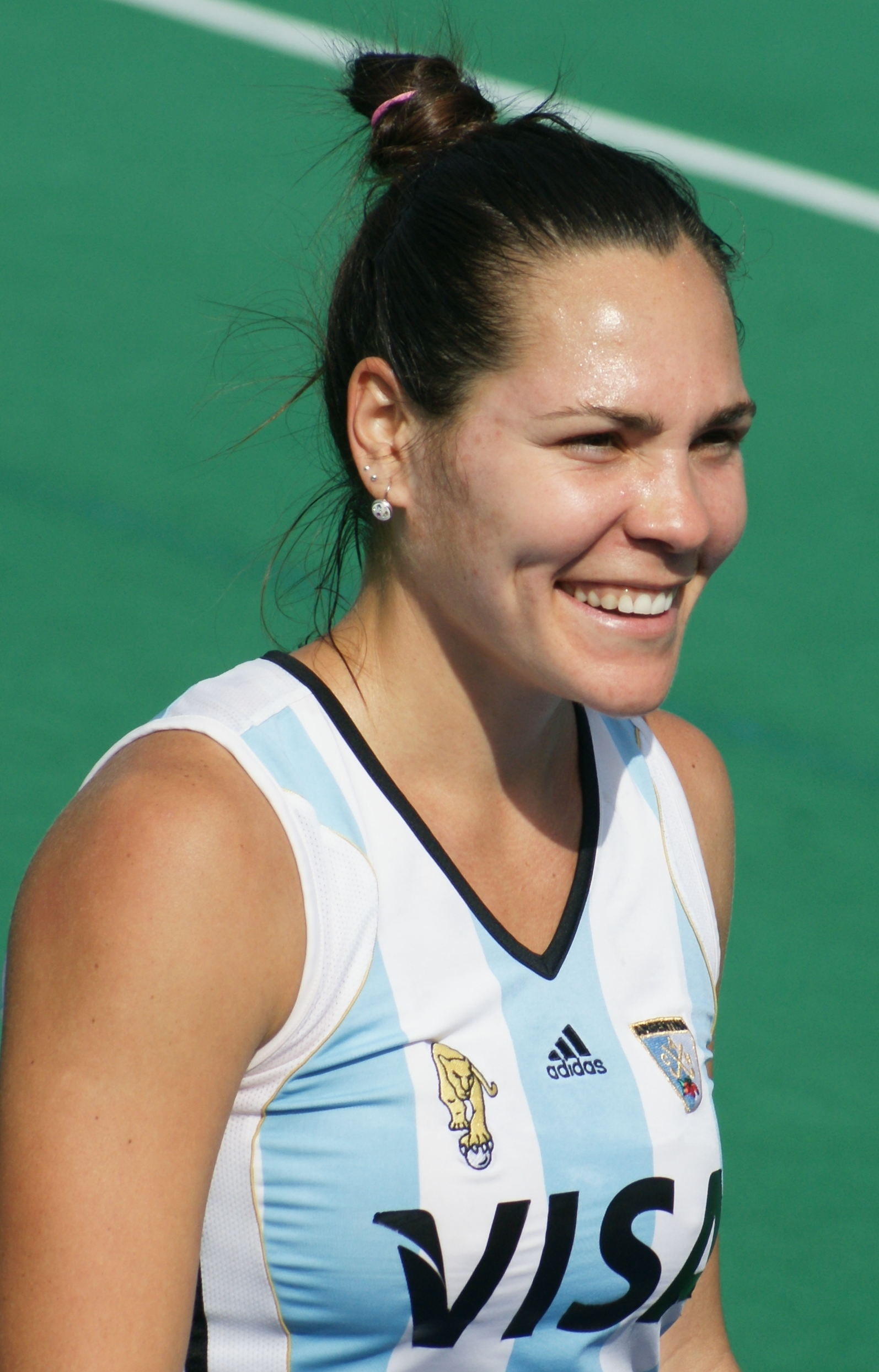
Noel Barrionuevo,
geboren op 16 mei

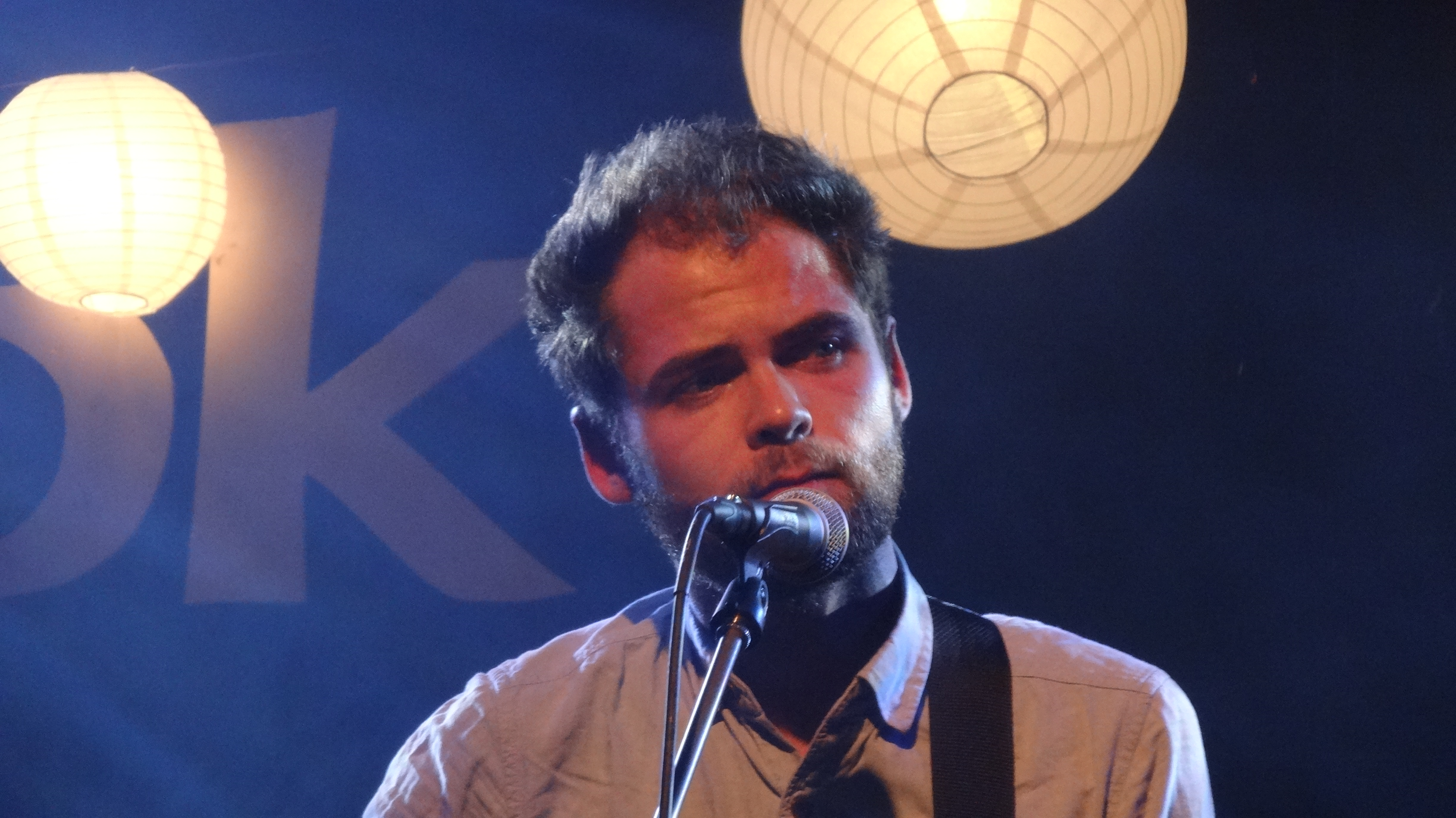
Passenger,
geboren op 17 mei

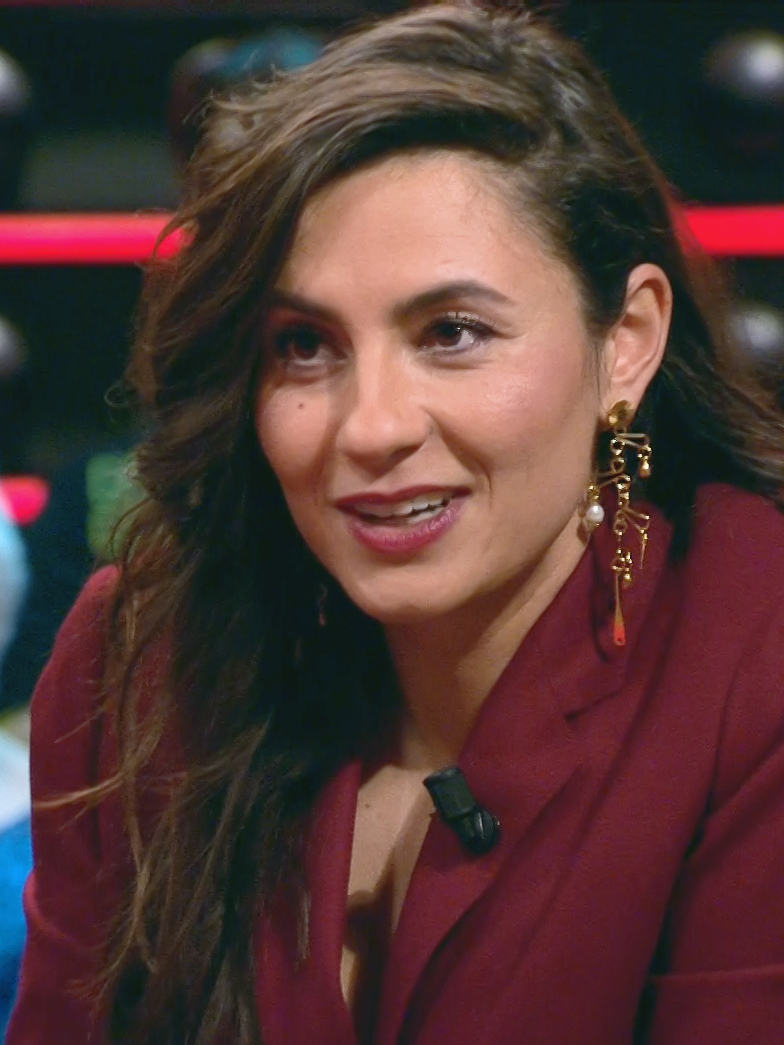
Nadia Moussaid,
geboren op 30 mei

- 1 - Mišo Brečko, Sloveens voetballer
- 1 - Farah Fath, Amerikaans actrice
- 1 - Celso Míguez, Spaans autocoureur
- 2 - Reinhard Breinburg, Nederlands voetballer
- 3 - Oscar Florén, Zweeds golfer
- 4 - Sarah Meier, Zwitsers kunstschaatsster
- 4 - Daniel Siebert, Duits voetbalscheidsrechter
- 6 - Chiara Costazza, Italiaans alpineskiester
- 10 - Emmanuel Callender, atleet van Trinidad en Tobago
- 10 - Sarah Katsoulis, Australisch zwemster
- 11 - Joanne Cuddihy, Iers atlete
- 11- Andrés Iniesta, Spaans voetballer
- 12 - Anders Golding, Deens kleiduivenschutter
- 13 - Dawn Harper, Amerikaans atlete
- 13 - Emilie Turunen, Deens politica
- 14 - Glen Vella, Maltees zanger
- 15 - Sérgio Jimenez, Braziliaans autocoureur
- 16 - Noel Barrionuevo, Argentijns hockeyster
- 16 - Darío Cvitanich, Argentijns-Kroatisch voetballer
- 16 - Simon Keizer, Nederlands zanger
- 17 - Alejandro Edda, Mexicaans-Amerikaans acteur
- 17 - Christine Ohuruogu, Brits atlete
- 17 - Passenger (Mike Rosenberg), Engels zanger
- 18 - Kamil Kopúnek, Slowaaks voetballer
- 18 - Ivet Lalova, Bulgaars atlete
- 18 - Niki Terpstra, Nederlands wielrenner
- 20 - Eunice Kirwa, Keniaans/Bahreins atlete
- 20 - Kim Shaw, Amerikaans actrice
- 21 - Parag Agrawal, Indiaas-Amerikaans softwareontwikkelaar en internetondernemer; sinds 2021 ceo van Twitter
- 21 - Ivo Minář, Tsjechisch tennisser
- 21 - Marnie Schulenburg, Amerikaans actrice (overleden 2022)
- 25 - Marion Raven, Noors zangeres
- 27 - Nicholas Sanderson, Australisch wielrenner
- 28 - Heather McPhie, Amerikaans freestyleskiester
- 29 - Carmelo Anthony, Amerikaans basketballer
- 30 - Dennis Licht, Nederlands atleet
- 30 - Nadia Moussaid, Nederlands tv-presentatrice
- 31 - Milorad Čavić, Servisch zwemmer
- 31 - Thomas Lambert, Zwitsers freestyleskiër
- 31 - Daniela Samulski, Duits zwemster (overleden 2018)
- 31 - Doug Van Wie, Amerikaans zwemmer

### Juni

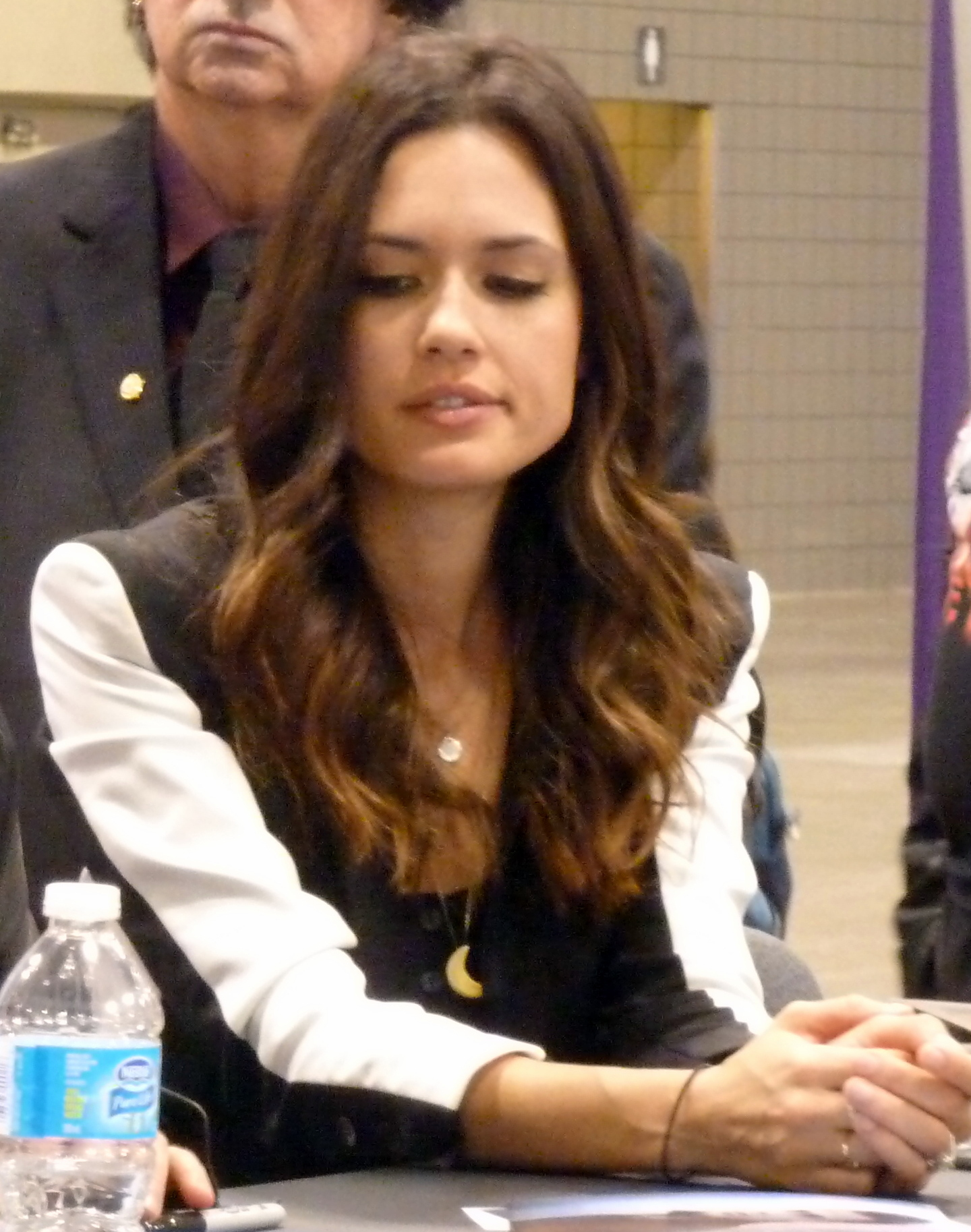
Torrey DeVitto,
geboren op 8 juni

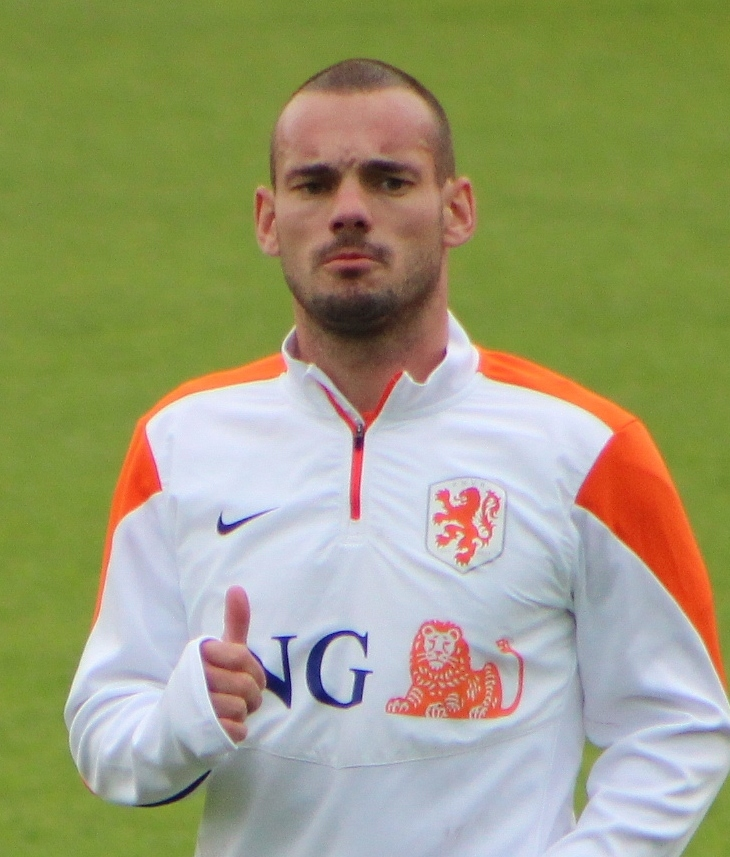
Wesley Sneijder,
geboren op 9 juni

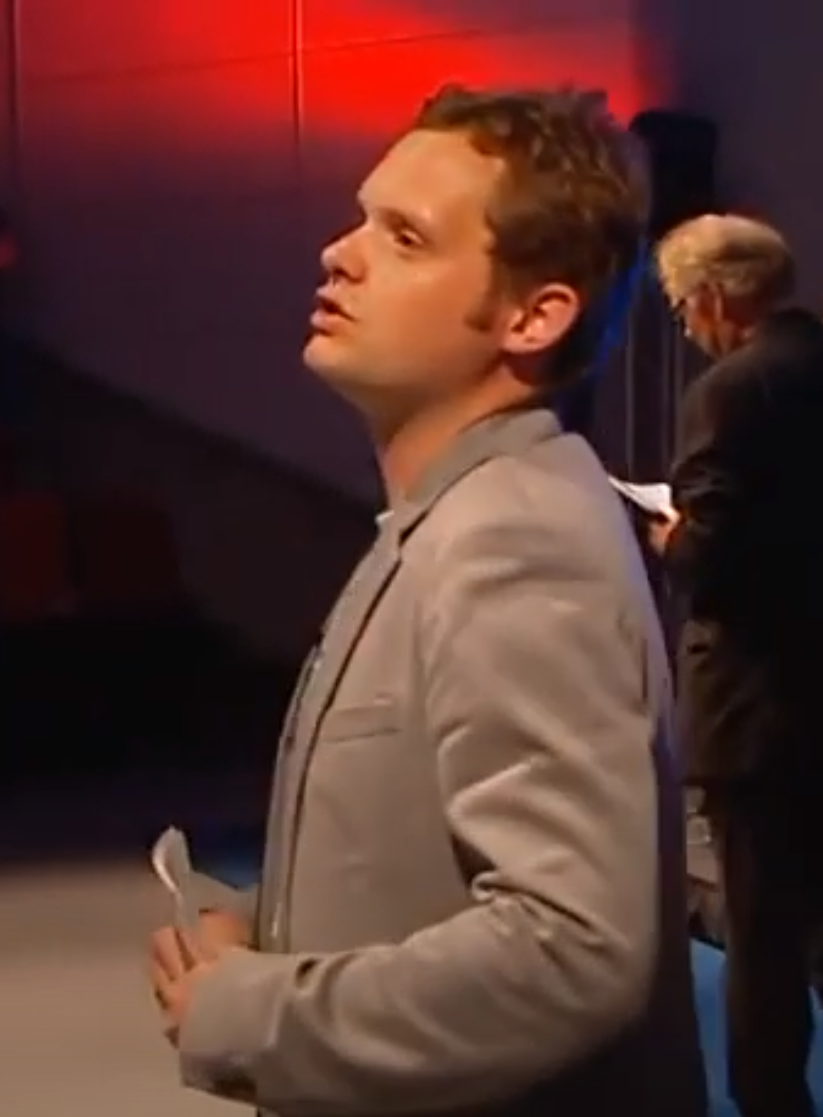
Diederik Jekel,
geboren op 22 juni

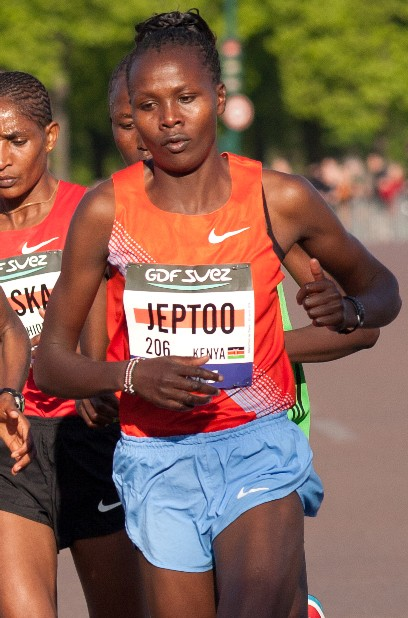
Priscah Jeptoo,
geboren op 26 juni

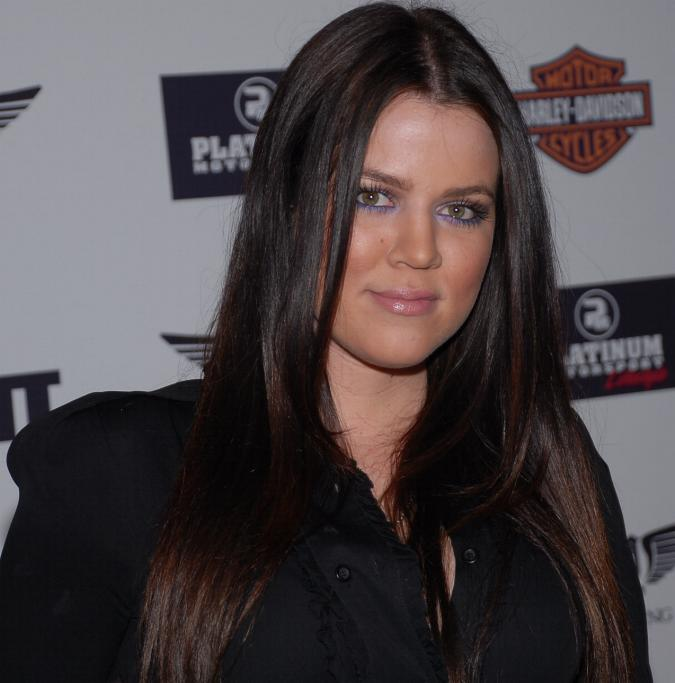
Khloé Kardashian,
geboren op 27 juni

- 1 - Jean Beausejour, Chileens voetballer
- 1 - Zhao Chengliang, Chinees atleet
- 1 - Nathan Coe, Australisch voetballer
- 1 - Takuya Izawa, Japans autocoureur
- 1 - Darko Lukanović, Bosnisch-Kroatisch-Zweeds voetballer
- 1 - Tuvshinbayar Naidan, Mongools judoka
- 1 - David Neville, Amerikaans atleet
- 1 - Olivier Tielemans, Nederlands autocoureur
- 2 - Ihor Borysyk, Oekraïens zwemmer
- 2 - Tyler Farrar, Amerikaans wielrenner
- 2 - Erika Villaécija, Spaans zwemster
- 3 - Faneva Ima Andriatsima, Malagassisch voetballer
- 3 - Martijn Middel, Nederlands radio-dj
- 3 - Todd Reid, Australisch tennisser (overleden 2018)
- 4 - Rosario Luchetti, Argentijns hockeyster
- 5 - Trond Erik Bertelsen, Noors voetballer
- 5 - Iris van Herpen, Nederlands modeontwerpster
- 6 - Brandon Scott Jones, Amerikaans acteur en scenarioschrijver
- 8 - Andrea Casiraghi, zoon van prinses Caroline van Monaco
- 8 - Alexander Khateeb, Brits-Libanees autocoureur
- 8 - Javier Mascherano, Argentijns voetballer
- 8 - Maximiliano Pereira, Uruguayaans voetballer
- 8 - Torrey DeVitto, Amerikaans actrice, producer, violiste en voormalig model
- 9 - Christina Beier, Duits kunstschaatsster
- 9 - Ondřej Moravec, Tsjechisch biatleet
- 9 - Wesley Sneijder, Nederlands voetballer
- 10 - Ivan Cremer, Nederlands beeldend kunstenaar
- 10 - Michael Jansen, Nederlands voetballer
- 10 - Meo, Nederlands rapper
- 10 - Shunske Sato, Japans (alt)violist
- 10 - Dirk Van Tichelt, Belgisch judoka
- 11 - Štěpán Kučera, Tsjechisch voetballer
- 11 - Kobe Van Herwegen, Vlaams acteur en presentator
- 12 - Marco Bandiera, Italiaans wielrenner
- 13 - Kaori Icho, Japans worstelaar
- 14 - Saul Weigopwa, Nigeriaans atleet
- 15 - Stanley Leleito, Keniaans atleet
- 17 - Kevin Pu, Chinees autocoureur
- 17 - Ilaria Salis, Italiaans activist en politicus
- 21 - Eric Hoffmann, Luxemburgs voetballer
- 22 - Luciano van den Berg, Nederlands voetballer (overleden 2005)
- 22 - Diederik Jekel, Nederlands wetenschapsjournalist en schrijver
- 22 - Adam Miller, Australisch atleet
- 22 - Marije te Raa, Nederlands atlete
- 22 - Jaap Robben, Nederlands (toneel)schrijver
- 22 - Janko Tipsarević, Servisch tennisser
- 23 - Takeshi Matsuda, Japans zwemmer
- 23 - Phi Nguyen, Nederlands acteur
- 23 - Duffy, Welshe zangeres en songwriter
- 24 - Michael Mathieu, Bahamaans atleet
- 25 - Wesley Zandstra, Nederlands voetballer
- 26 - Igor Bugaiov, Moldavisch voetballer
- 26 - Priscah Jeptoo, Keniaans atlete
- 26 - Sander Schimmelpenninck, Nederlands journalist
- 26 - Li Yanxi, Chinees atleet
- 26 - Duncan Tappy, Brits autocoureur
- 27 - Khloé Kardashian, Amerikaanse tv-persoonlijkheid en socialite
- 28 - Ramazan Özcan, Oostenrijks voetballer
- 28 - Andrij Pjatov, Oekraïens voetballer
- 28 - Eva Willemarck, Belgisch atlete en bobsleester
- 29 - Leonardo Chacón, Costa Ricaans triatleet
- 29 - Satrio Hermanto, Indonesisch autocoureur
- 29 - Gosja Roebtsjinski, Russisch modeontwerper
- 30 - Benson Cherono, Keniaans/Qatarees atleet

### Juli

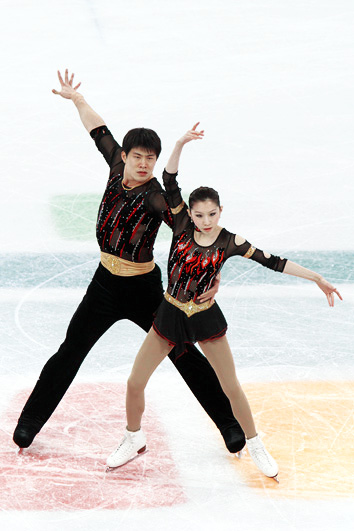
Zhang Hao (links),
geboren op 6 juli

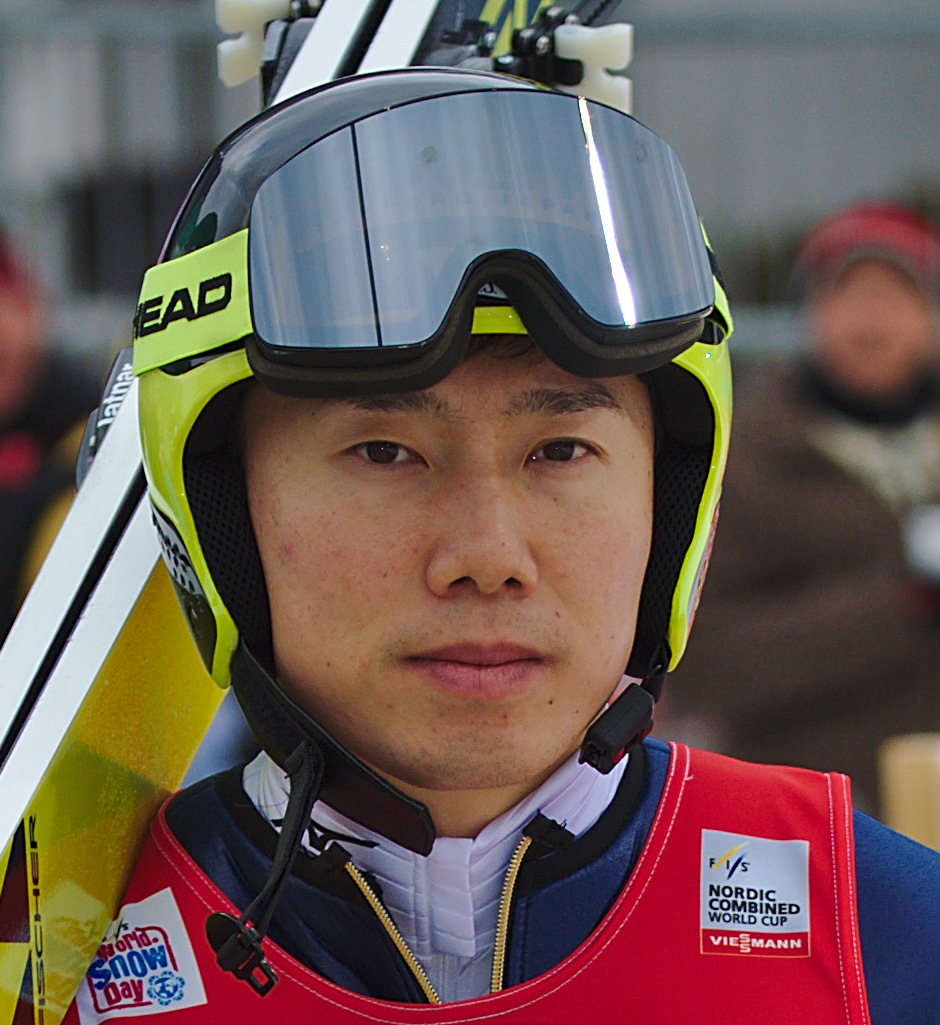
Taihei Kato,
geboren op 30 juli

- 1 - Jaysuma Saidy Ndure, Gambiaans-Noors atleet
- 1 - Donald Thomas, Bahamaans atleet
- 1 - Chaouki Ben Saada, Tunesisch voetballer
- 2 - Joost van Leijen, Nederlands wielrenner
- 2 - Maarten Martens, Belgisch voetballer
- 2 - Johnny Weir, Amerikaans kunstrijder
- 3 - Michael Agazzi, Italiaans voetballer
- 3 - Stacey Cook, Amerikaans alpineskiester
- 3 - Sofia Maccari, Argentijns hockeyster
- 3 - Churandy Martina, Curaçaos/Nederlands atleet
- 3 - Nicolas Roche, Iers-Frans wielrenner
- 3 - Sandrine Van Handenhoven, Vlaams zangeres
- 5 - Danay García, Cubaans actrice
- 5 - Marion Thees, Duits skeletonster
- 6 - Zhang Hao, Chinees kunstschaatser
- 8 - Rachel van Cutsen, Nederlands badmintonster
- 8 - Daniella Sarahyba, Braziliaans topmodel
- 8 - Mariem Alaoui Selsouli, Marokkaans atlete
- 8 - John Martin, Australisch autocoureur
- 9 - Olusoji Fasuba, Nigeriaans atleet
- 9 - Vanessa Selbst, Amerikaans pokerspeler
- 9 - Jessica Van Der Steen, Belgisch model
- 10 - Eva Koreman, Nederlands dj en presentatrice
- 11 - Tanith Belbin, Canadees-Amerikaans kunstschaatsster
- 11 - Christian Landu-Tubi, Congolees voetballer
- 11 - Serinda Swan, Canadees televisie- en filmactrice
- 12 - Lore Dijkman, Nederlands actrice
- 12 - Eladio Sánchez, Spaans wielrenner
- 12 - Yuki Takahashi, Japans motorcoureur
- 14 - Mounir El Hamdaoui, Nederlands voetballer
- 14 - Samir Handanovič, Sloveens voetballer
- 14 - Otar Martsvaladze, Georgisch voetballer
- 15 - Édgar Barreto, Paraguayaans voetballer
- 15 - Veronika Zuzulová, Slowaaks alpineskiester
- 16 - Hayanari Shimoda, Japans autocoureur
- 17 - Katie Uhlaender, Amerikaans skeletonster
- 18 - Kathrin Hölzl, Duits alpineskiester
- 18 - Tariku Jufar, Ethiopisch atleet
- 18 - Caroline Lahaye, Belgisch atlete
- 19 - Laurent Didier, Luxemburgs wielrenner
- 19 - Diana Mocanu, Roemeens zwemster en olympisch kampioene (2000)
- 19 - Eelco Veldhuijzen, Nederlands atleet
- 20 - James Mackay, Australisch acteur
- 20 - Joost van Leijen, Nederlands wielrenner
- 22 - Damien Pasini, Frans autocoureur
- 23 - Walter Gargano, Uruguayaans voetballer
- 24 - Joris Putman, Nederlands acteur
- 24 - Debby Stam, Nederlands volleyballer
- 25 - Javier Culson, Puerto Ricaans atleet
- 26 - Kyriakos Ioannou, Grieks-Cypriotisch atleet
- 27 - Willy Kanis, Nederlands wielrenster
- 27 - Jim Williams, Welsh darter
- 28 - DeMeco Ryans, Amerikaans Americanfootballspeler
- 28 - Vincent Vianen, Nederlands danser en choreograaf
- 29 - Anna Bezsonova, Oekraïens turnster
- 30 - Robin van Aggele, Nederlands zwemmer
- 30 - Taihei Kato, Japans noordse combinatieskiër
- 30 - Frank Rommel, Duits skeletonracer

### Augustus

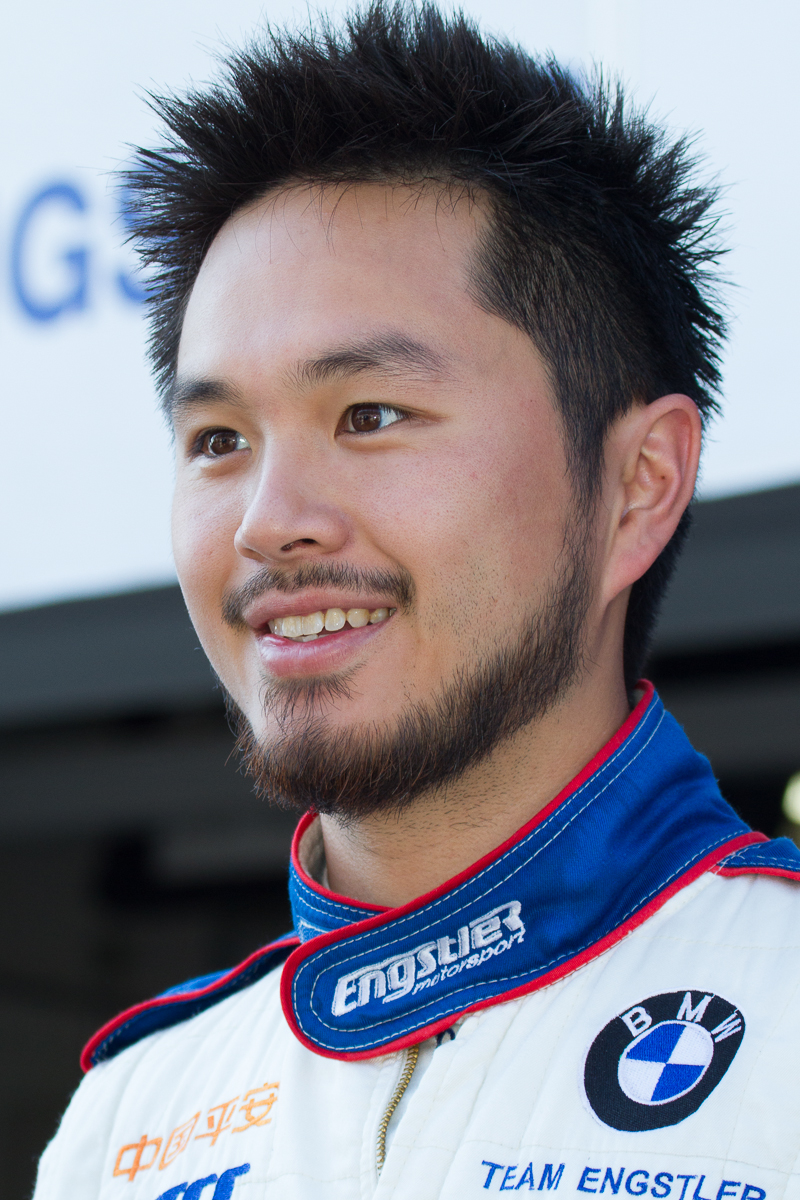
Charles Ng,
geboren op 1 augustus

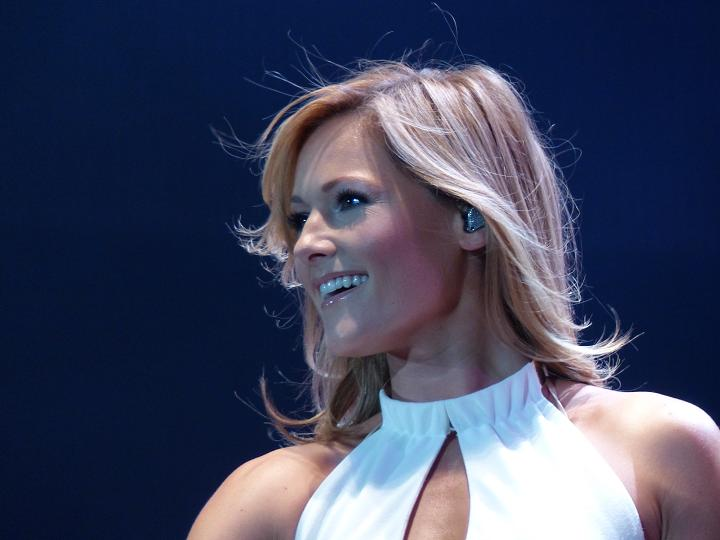
Helene Fischer,
geboren op 5 augustus

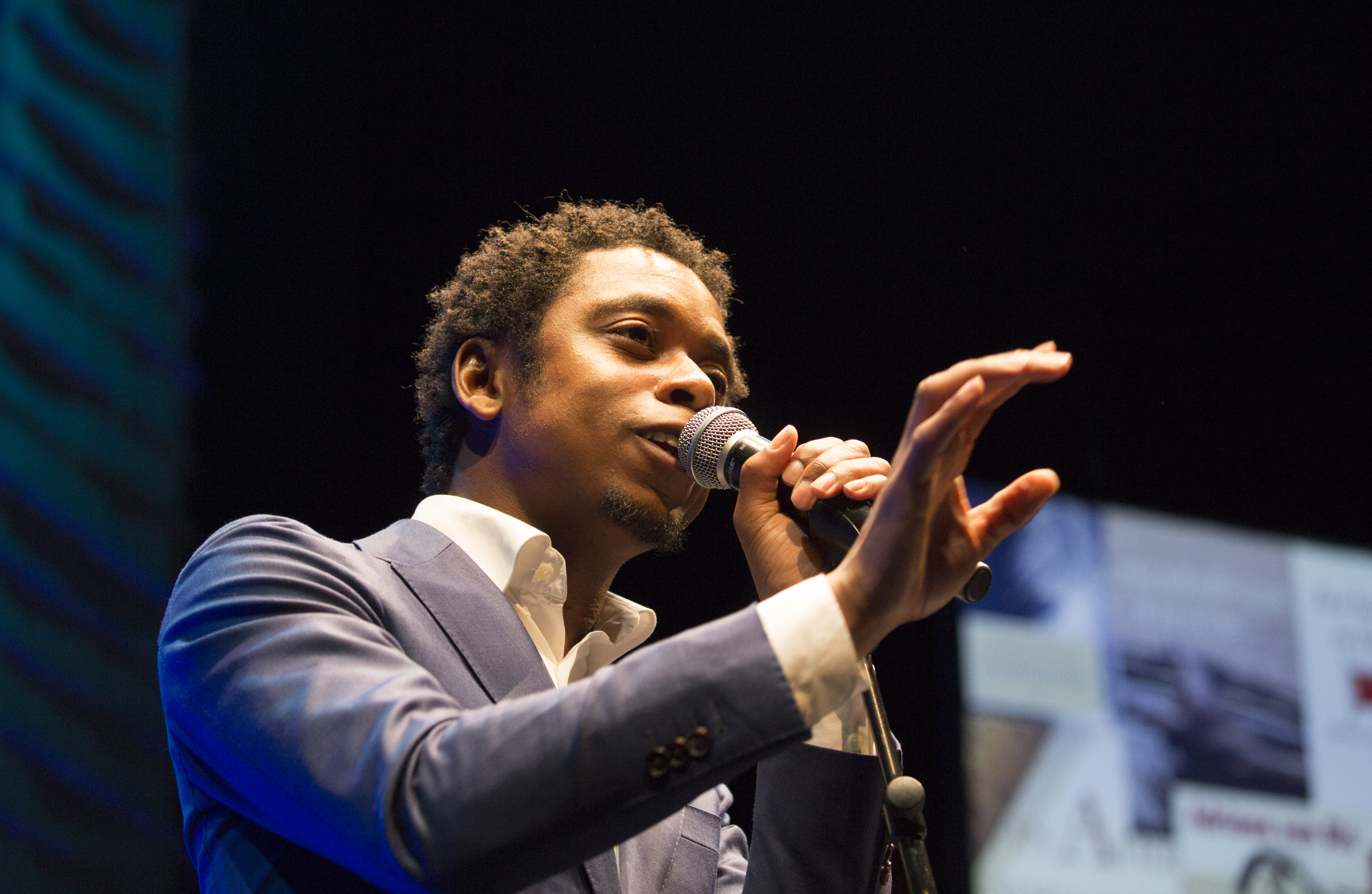
Typhoon,
geboren op 6 augustus

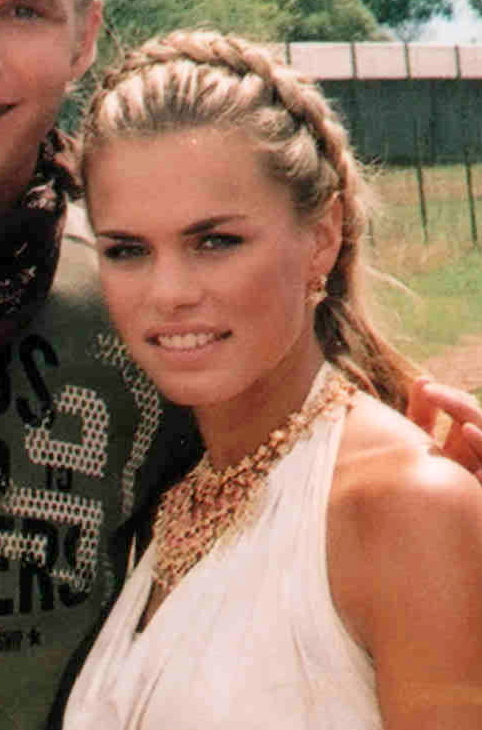
Nicolette van Dam,
geboren op 14 augustus

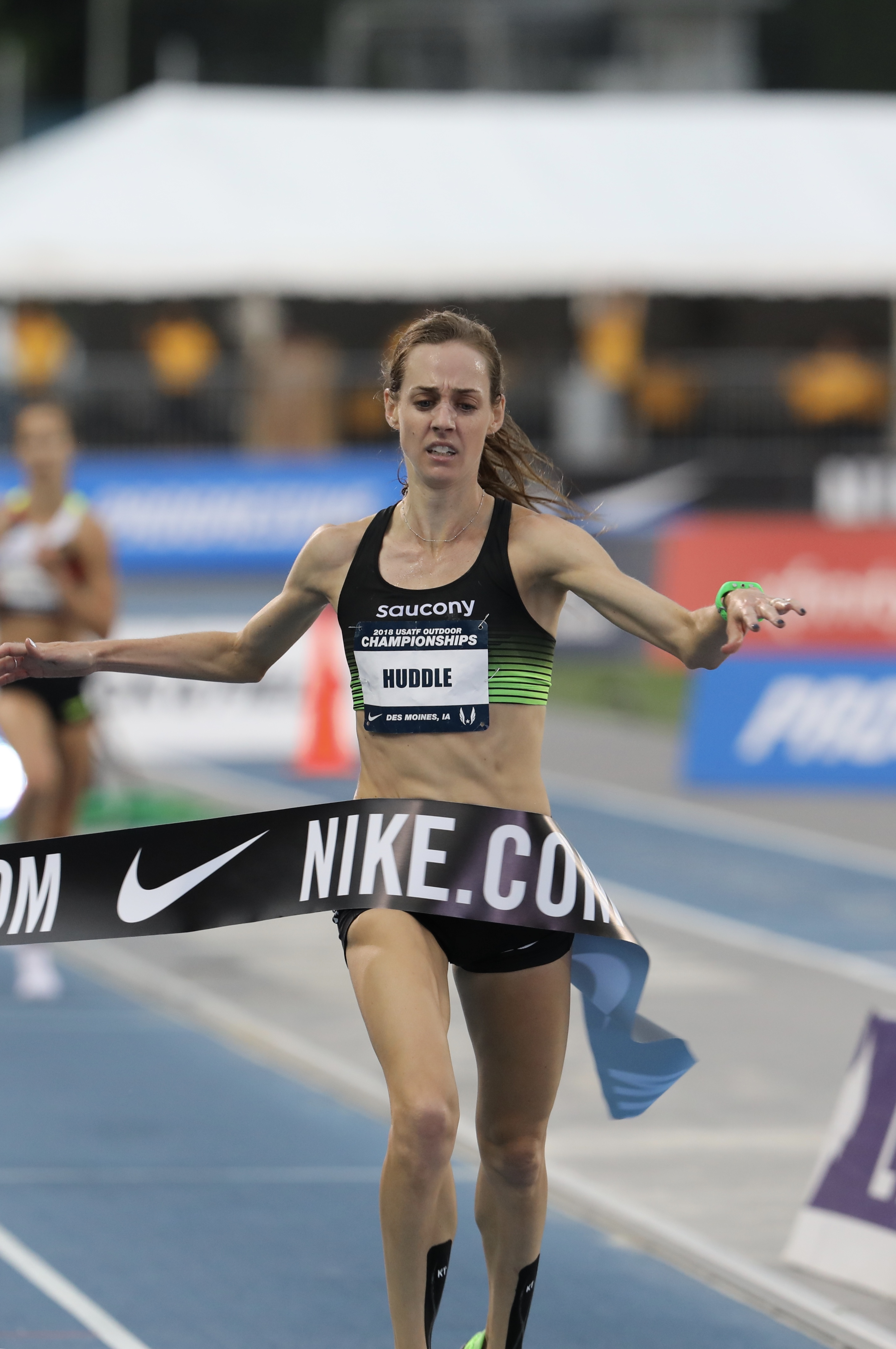
Molly Huddle,
geboren op 31 augustus

- 1 - Mladen Božović, Montenegrijns voetballer
- 1 - Francesco Gavazzi, Italiaans wielrenner
- 1 - Charles Ng, Hongkongs autocoureur
- 1 - Linn-Kristin Riegelhuth, Noors handbalster
- 1 - Bastian Schweinsteiger, Duits voetballer
- 2 - Kenneth Kipkemoi, Keniaans atleet
- 2 - Adelheid Morath, Duits mountainbikester
- 2 - Giampaolo Pazzini, Italiaans voetballer
- 2 - Sophie Polkamp, Nederlands hockeyster
- 2 - James David Vance, Amerikaans Republikeins politicus
- 3 - Kasper Andersen, Deens autocoureur
- 3 - Sunil Chhetri, Indiaas voetballer
- 3 - Ryan Lochte, Amerikaans zwemmer
- 4 - Aletha Leidelmeijer, Nederlands presentatrice
- 4 - Caroline Wensink, Nederlands volleybalster
- 5 - Helene Fischer, Duits zangeres
- 6 - Typhoon, Nederlands rapper
- 6 - Vedad Ibišević, Bosnisch voetballer
- 7 - Tyrone Smith, Bermudaans atleet
- 8 - Inge van Calkar, Nederlands zangeres
- 8 - Matej Jurčo, Slowaaks wielrenner
- 8 - Norbert Michelisz, Hongaars autocoureur
- 10 - Hayden Stoeckel, Australisch zwemmer
- 12 - Sherone Simpson, Jamaicaanse atlete
- 13 - Aljona Bondarenko, Oekraïens tennisster
- 13 - Niko Kranjčar, Kroatisch voetballer
- 14 - Eva Birnerová, Tsjechisch tennisster
- 14 - Nicolette van Dam, Nederlands actrice en televisiepresentatrice
- 14 - Robin Söderling, Zweeds tennisser
- 15 - Congfu Cheng, Chinees autocoureur
- 15 - Ruth van der Meijden, Nederlands atlete
- 16 - Matteo Anesi, Italiaans schaatser
- 16 - Konstantin Vassiljev, Estisch voetballer
- 19 - Simon Bird, Engels acteur, scenarioschrijver en regisseur
- 19 - Caitlin Doughty, Amerikaanse Youtuber en uitvaartonderneemster
- 20 - Diego Puyo, Spaans autocoureur
- 21 - Alizée, Frans zangeres
- 21 - Eve Torres, Amerikaans professioneel worstelaarster
- 21 - Martin Vunk, Estisch voetballer
- 22 - Jacques van Bremen, Nederlands snelwandelaar
- 22 - Lee Camp, Noord-Iers voetballer
- 22 - Tomomi Morita, Japans zwemmer
- 22 - Manuel Ortiz Toribio, Spaans voetballer
- 23 - Martijn Barto, Nederlands voetballer
- 23 - Lydiah Chepkurui, Keniaans atlete
- 23 - Glen Johnson, Engels voetballer
- 24 - Melissa Navia, Amerikaans actrice
- 26 - Arnie David Girat, Cubaans atleet
- 27 - David Bentley, Engels voetballer
- 27 - Natali Dizdar, Kroatisch zangeres
- 27 - Tomáš Kostka, Tsjechisch autocoureur
- 27 - Sulley Muntari, Ghanees voetballer
- 27 - Hans Olsson, Zweeds alpineskiër
- 27 - Danijel Subašić, Kroatisch voetbaldoelman
- 27 - Mika Sugimoto, Japans judoka
- 28 - Anastasiya Kuzmina, Russisch-Slowaaks biatlete
- 29 - Helge Meeuw, Duits zwemmer
- 29 - Karim Soltani, Frans voetballer
- 29 - Gil Suray, Belgisch wielrenner
- 30 - Liu Yan, Chinees kunstschaatsster
- 31 - Molly Huddle, Amerikaans atlete
- 31 - Ted Ligety, Amerikaans alpineskiër
- 31 - David Morris, Australisch freestyleskiër

### September
- 1 - Steven Boen, Belgisch acteur

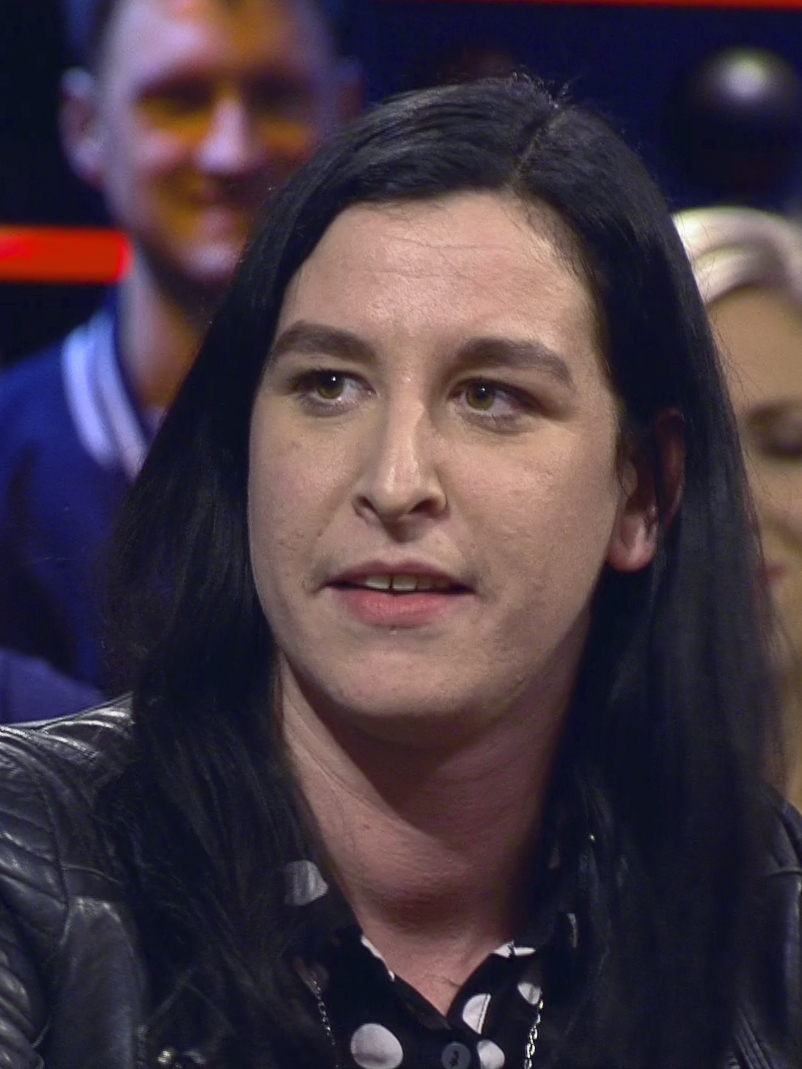
Raven van Dorst,
geboren op 11 september

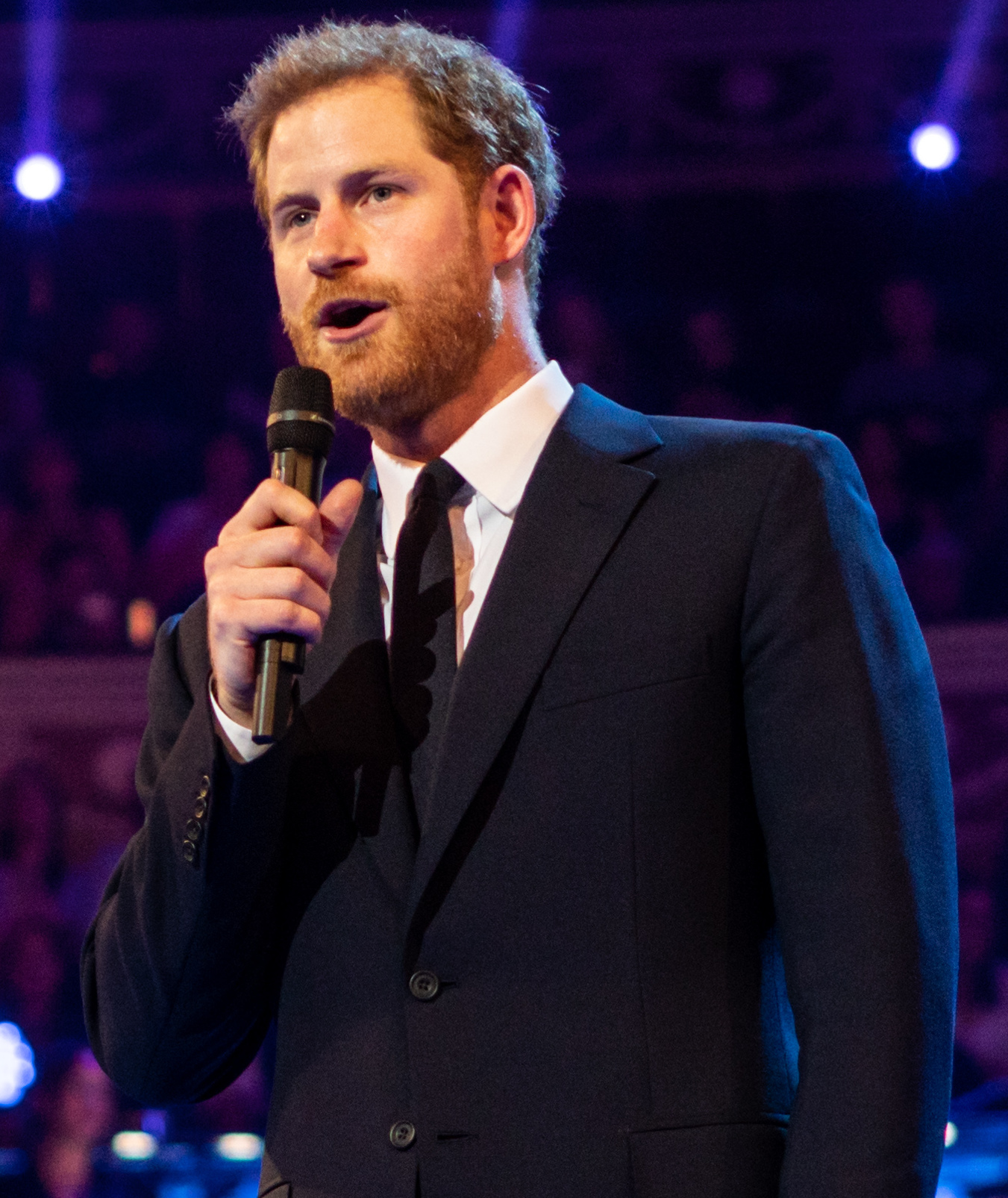
Harry van Sussex,
geboren op 15 september

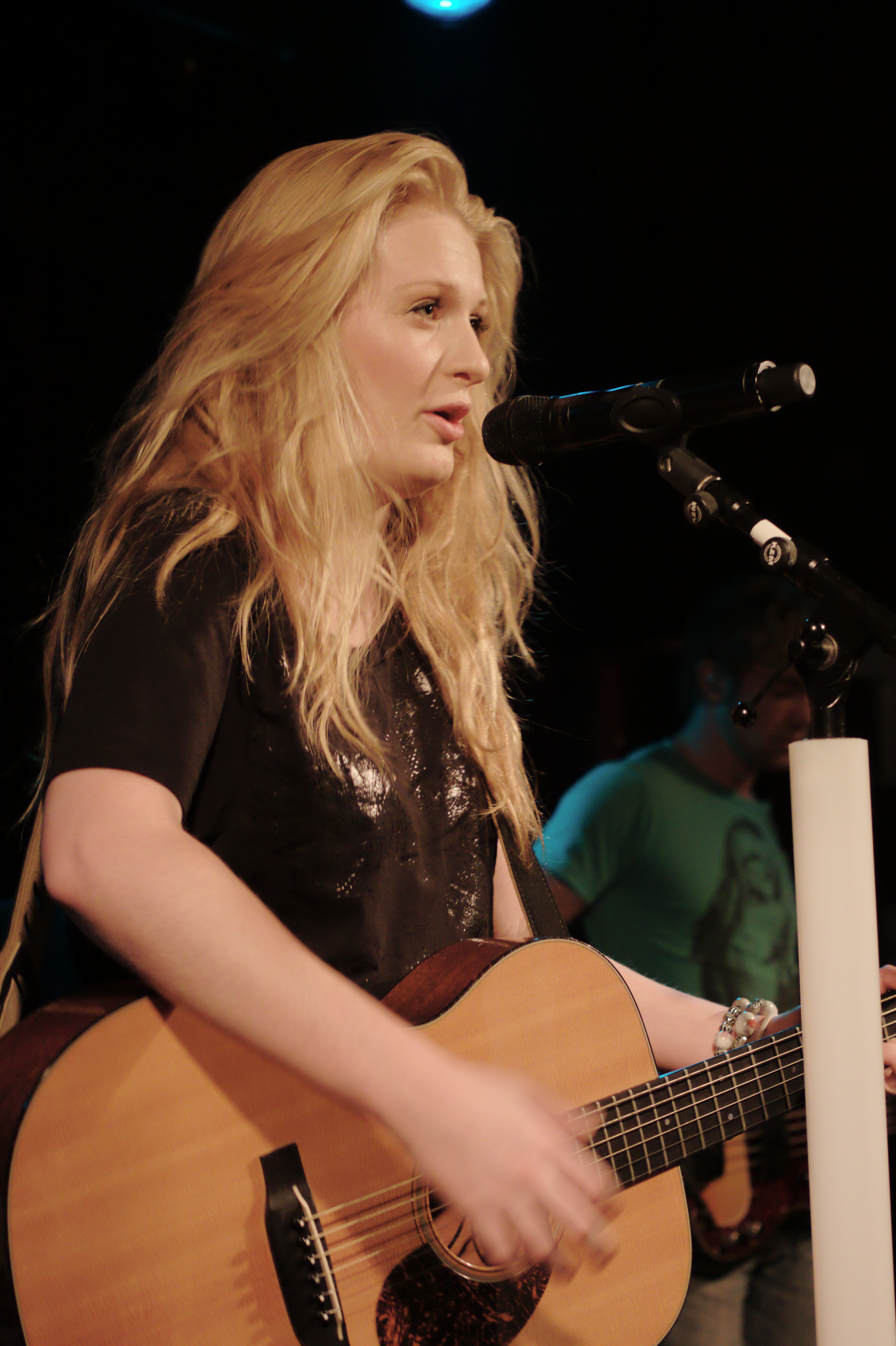
Sanne Hans,
geboren op 22 september

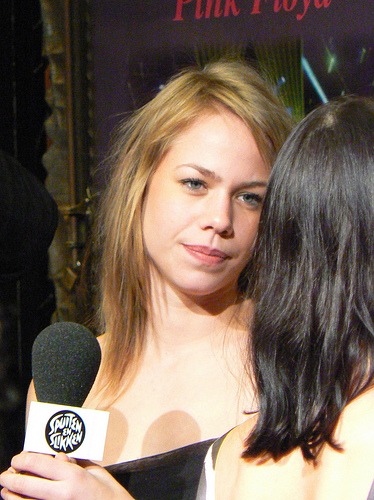
Nicolette Kluijver,
geboren op 29 september

- 1 - Huub Duyn, Nederlands wielrenner
- 1 - Joe Trohman, Amerikaans gitarist
- 2 - Jaroslav Bába, Tsjechisch atleet
- 2 - Nick Ingels, Belgisch wielrenner
- 3 - Garrett Hedlund, Amerikaans acteur
- 3 - Mario Mutsch, Luxemburgs voetballer
- 4 - Jonathan Adam, Schots autocoureur
- 5 - Erik Huseklepp, Noors voetballer
- 5 - Chris Anker Sørensen, Deens wielrenner (overleden 2021)
- 6 - Luc Abalo, Frans handballer
- 6 - David Alegre, Spaans hockeyer
- 6 - Jaroslav Babušiak, Slowaaks alpineskiër
- 6 - Fabio Caracciolo, Belgisch voetballer
- 6 - Thomas Dekker, Nederlands wielrenner
- 6 - Andraž Kirm, Sloveens voetballer
- 7 - Miranda, Braziliaans voetballer
- 7 - Carla Rebecchi, Argentijns hockeyster
- 7 - Ivan Vasiljev, Russisch triatleet
- 7 - Vera Zvonarjova, Russisch tennisster
- 8 - Whitney Myers, Amerikaans zwemster
- 8 - Vitali Petrov, Russisch autocoureur
- 9 - Rosanne Hertzberger, Nederlands microbiologe, columniste en schrijfster
- 9 -  Andrej Silnov, Russisch atleet
- 10 - Thomas Dold, Duits atleet
- 10 - Gebre-egziabher Gebremariam, Ethiopisch atleet
- 10 - Lukáš Hlava, Tsjechisch schansspringer
- 10 - Chris Sutton, Australisch wielrenner
- 11 - Raven van Dorst, Nederlands rockartiest, acteur en presentator
- 12 - Rhoshandiatelly-neshiaunneveshenk Koyaanfsquatsiuty Williams, Amerikaanse met de langste voornaam in de wereld
- 13 - David De Geest, Belgisch dirigent (ex-dirigent van Het Schola Cantorum Cantate Domino)
- 14 - Duco Hoogland, Nederlands politicus
- 14 - Jack Lemvard, Thais autocoureur
- 14 - Anna Ringsred, Amerikaans langebaanschaatsster
- 14 - Christopher Zeller, Duits hockeyer
- 15 - Prins Harry van het Verenigd Koninkrijk
- 15 - Loek van Mil, Nederlands honkballer (overleden 2019)
- 16 - Dušan Borković, Servisch autocoureur
- 16 - Maryam Jamal, Ethiopisch-Bahreins atlete
- 16 - Katie Melua, Brits zangeres
- 16 - Johanna Schnarf, Italiaans skiester
- 17 - Michel Fabrizio, Italiaans motorcoureur
- 17 - Patrick van Luijk, Nederlands atleet
- 17 - Mary Mohler, Amerikaans zwemster
- 18 - David Alerte, Frans atleet
- 18 - Babs Olusanmokun, Nigeriaans-Amerikaans acteur
- 18 - Adrien Théaux, Frans alpineskiër
- 18 - Marien Willemsen, Nederlands voetballer (overleden 2023)
- 19 - Aristide Bancé, Burkinees voetballer
- 19 - Shannon Rowbury, Amerikaans atlete
- 19 - Kevin Zegers, Amerikaans acteur
- 20 - Pieter Derks, Nederlands cabaretier en columnist
- 21 - Marijn Beuker, Nederlands sportbestuurder
- 21 - László Köteles, Hongaars voetballer
- 21 - Benjamin Wildman-Tobriner, Amerikaans zwemmer
- 22 - Yukiya Arashiro, Japans wielrenner
- 22 - Sanne Hans, Nederlands singer-songwriter
- 22 - Matteo Pellegrino, Italiaans autocoureur
- 23 - Dylan Moscovitch, Canadees kunstschaatser
- 23 - Marilyn Okoro, Brits atlete
- 23 - Anneliese van der Pol, Nederlands-Amerikaans actrice en zangeres
- 24 - Matthias Guggenberger, Oostenrijks skeletonracer
- 24 - Adam Lacko, Tsjechisch autocoureur
- 24 - Ljoedmyla Josypenko, Oekraïens atlete
- 25 - Marshevet Hooker, Amerikaans atlete
- 26 - Frank Dancevic, Canadees tennisser
- 26 - Anastasia Dobromyslova, Russisch dartster
- 27 - Avril Lavigne, Canadees popartieste
- 27 - Anna Ringsred, Amerikaans langebaanschaatsster
- 27 - Dalibor Stevanovič, Sloveens voetballer
- 27 - Askale Tafa, Ethiopisch atlete
- 27 - Wouter Weylandt, Belgisch wielrenner (overleden 2011)
- 28 - Kaylin Richardson, Amerikaans alpineskiester
- 28 - Ronald Schröer - Nederlands atleet
- 28 - Mathieu Valbuena, Frans voetballer
- 29 - Rune Jarstein, Noors voetballer
- 29 - Nicolette Kluijver, Nederlands presentatrice en model
- 29 - Per Mertesacker, Duits voetballer
- 30 - Soraya Haddad, Algerijns judoka
- 30 - Irakli Kvirikasjvili, Georgisch voetbalscheidsrechter
- 30 - Nemanja Rnić, Servisch voetballer

### Oktober

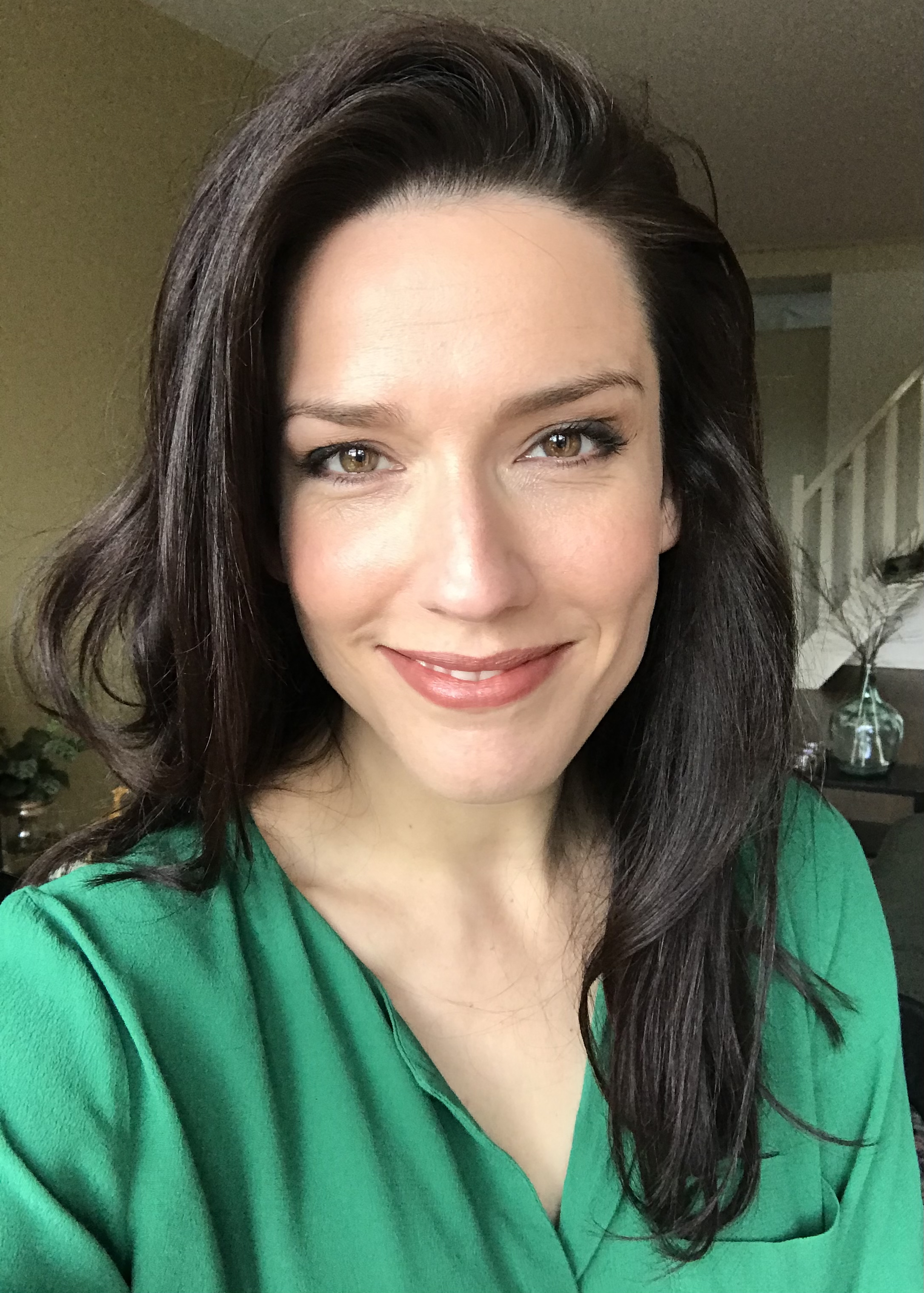
Renée van Wegberg,
geboren op 14 oktober

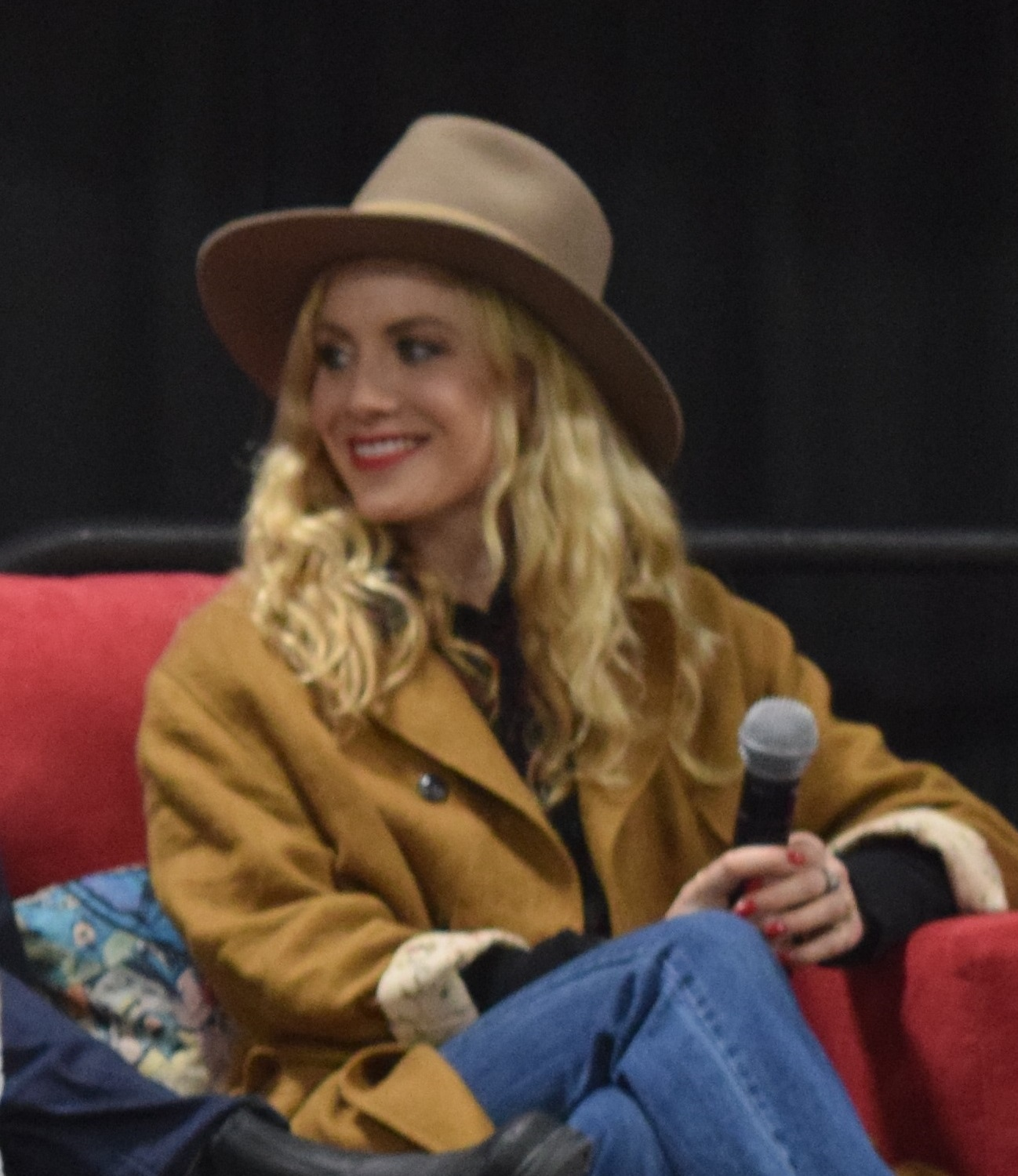
Alex McKenna,
geboren op 15 oktober

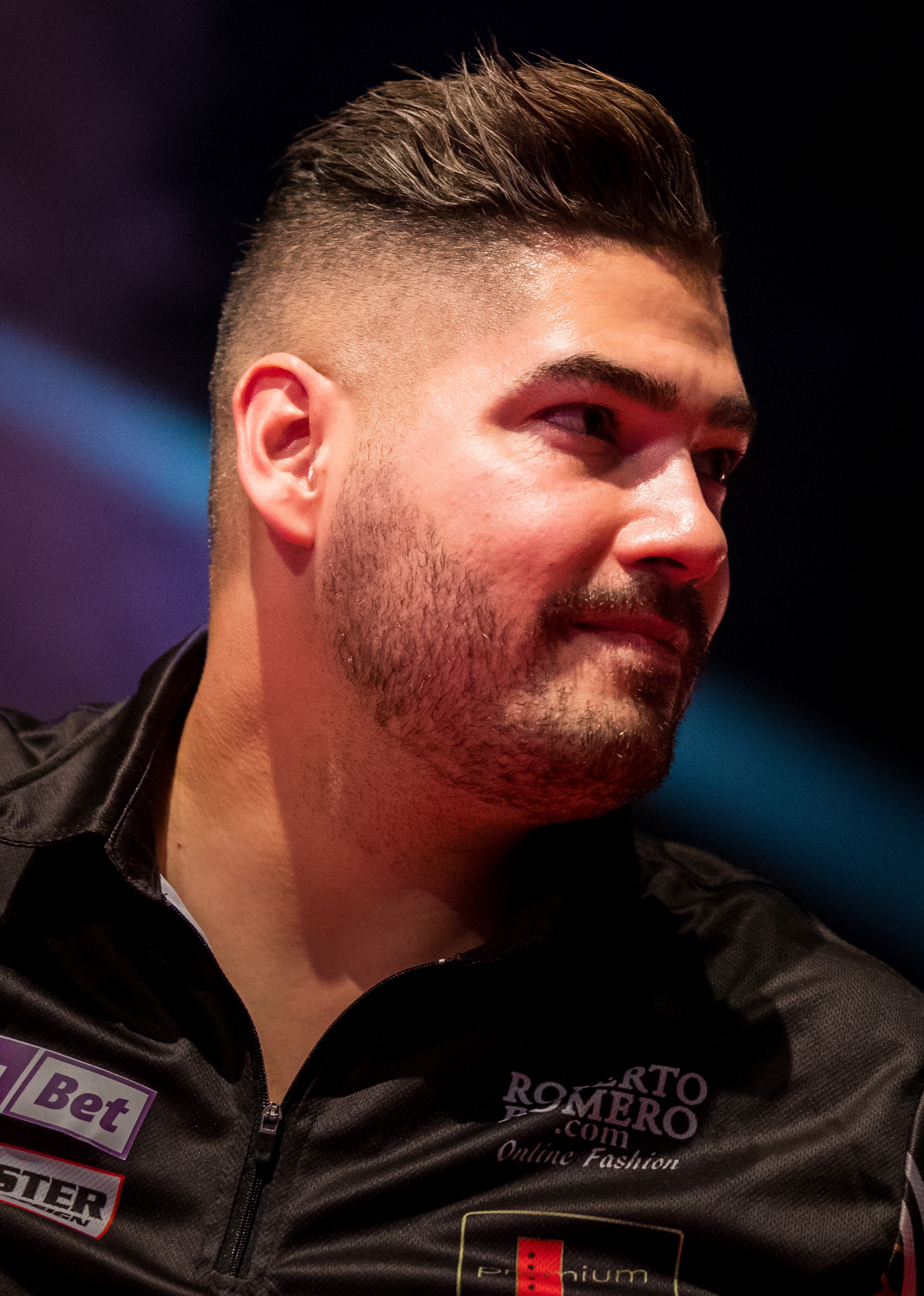
Jelle Klaasen,
geboren op 17 oktober

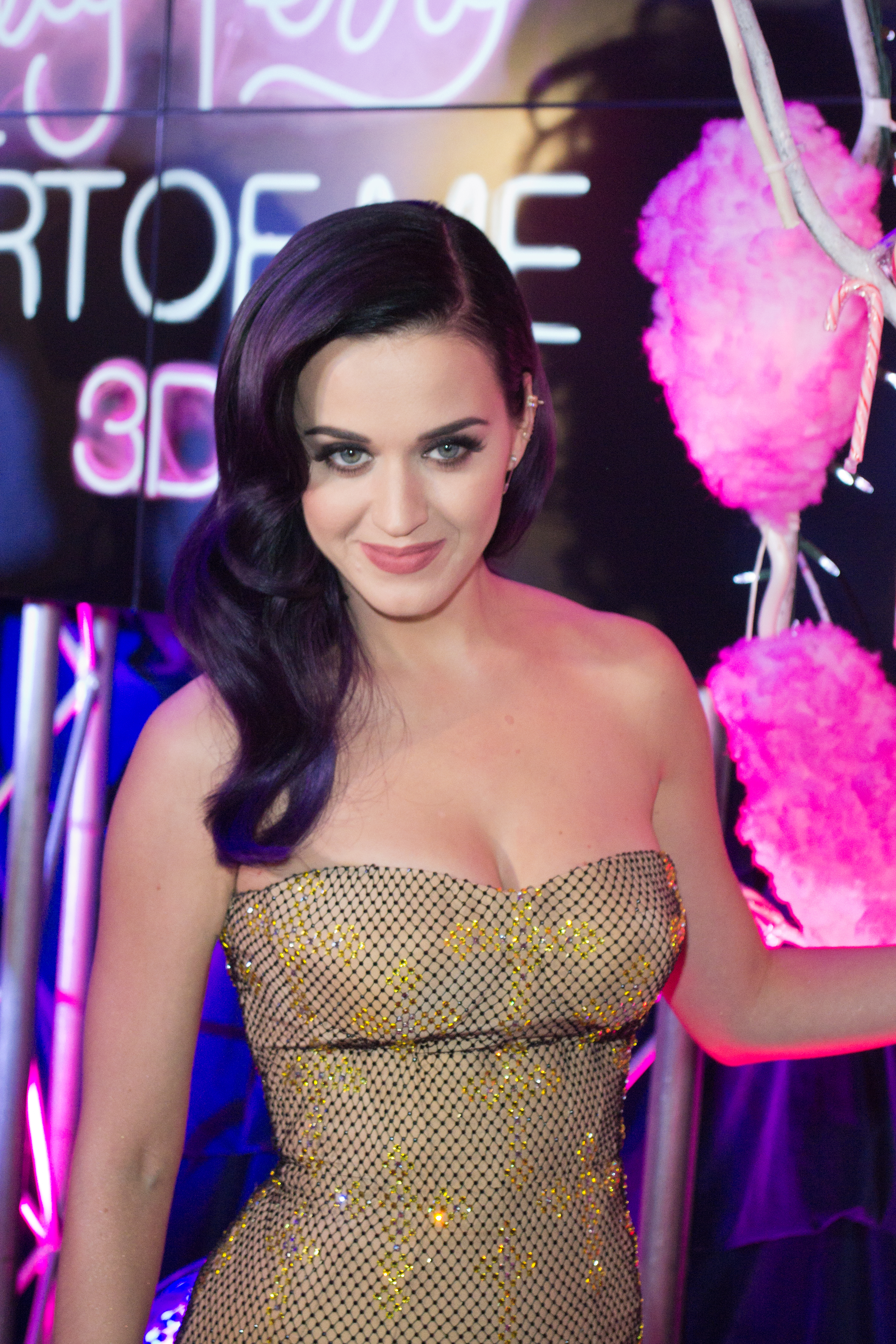
Katy Perry,
geboren op 25 oktober

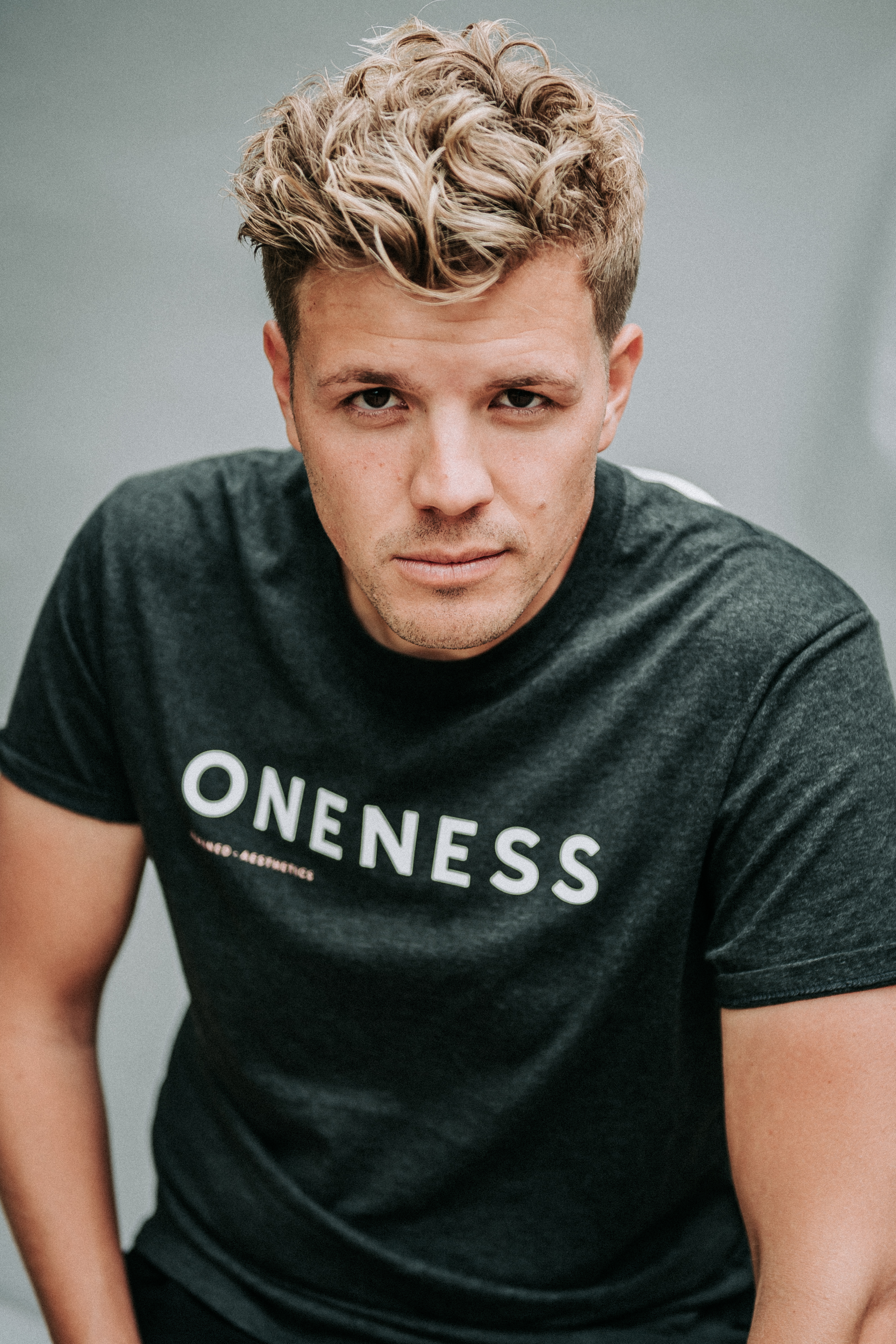
Jaap Reesema,
geboren op 28 oktober

- 2 - Marion Bartoli, Frans tennisster
- 2 - Goran Popov, Macedonisch voetballer
- 3 - Mark Knowles, Australisch hockeyer
- 3 - Chris Marquette, Amerikaans acteur
- 3 - Nicolas Pierre, Belgisch atleet
- 3 - Miguel Ángel Rubiano, Colombiaans wielrenner
- 4 - Anton Hahn, Duits schaatser
- 4 - Lena Katina, Russisch zangeres
- 4 - Chirine Njeim, Libanees alpineskiester en atlete
- 5 - Zlatko Dedič, Sloveens voetballer
- 5 - Laura Mononen, Fins langlaufster
- 5 - Angel Perkins, Amerikaans atlete
- 6 - Valerie Adams, Nieuw-Zeelands atlete
- 6 -  Aleksandr Geynrix, Oezbeeks voetballer
- 7 - Simon Poulsen, Deens voetballer
- 7 - Mauro Santambrogio, Italiaans wielrenner
- 8 - Trent Lowe, Australisch wielrenner
- 10 - Valeri Dmitriev, Kazachs wielrenner
- 10 - Jean-Baptiste Grange, Frans alpineskiër
- 10 - Dirk Taat, Nederlands acteur
- 10 - Carola Uilenhoed, Nederlands judoka
- 11 - Sebastian Ernst, Duits atleet
- 11 - Aleksandr Smirnov, Russisch kunstschaatser
- 12 - Manu Dagher, Liberiaans voetballer
- 12 - Emmanuel Mutai, Keniaans atleet
- 13 - Anton Koesjnir, Wit-Russisch freestyleskiër
- 14 - Karen Bardsley, Brits voetbalster
- 14 - Svetlana Bolshakova, Belgisch atlete van Russische afkomst
- 14 - Renée van Wegberg, Nederlands zangeres en (musical)actrice
- 15 - Marco Fontana, Italiaans veldrijder
- 15 - Alex McKenna, Amerikaans actrice
- 16 - Adrian Durant, atleet uit de Amerikaanse Maagdeneilanden
- 16 - Roberto Hilbert, Duits voetballer
- 16 - Caroline Ruhnau, Duits zwemster
- 16 - David Salom, Spaans motorcoureur
- 17 - Jos Eggink, Nederlands diskjockey
- 17 - Robert van der Horst, Nederlands hockeyer
- 17 - Jelle Klaasen, Nederlands darter
- 17 - Jared Tallent, Australisch atleet
- 18 - Robert Harting, Duits atleet
- 18 - Annekatrin Thiele, Duits roeister
- 18 - Lindsey Vonn, Amerikaans alpineskiester
- 20 - John Kyui, Keniaans atleet
- 20 - Mitchell Adam Lucker, Amerikaans zanger (overleden 2012)
- 21 - Anna Bogdanova, Russisch atlete
- 21 - Kieran Richardson, Engels voetballer
- 21 - Arlette van Weersel, Nederlands schaakster
- 23 - Mareno Michels, Nederlands darter
- 23 - Keiren Westwood, Iers voetballer
- 24 - Willem Van Schuerbeeck, Belgisch atleet
- 24 - Fredrika Stahl, Zweeds zangeres
- 25 - Katy Perry, Amerikaans zangeres
- 25 - Karolina Šprem, Kroatisch tennisster
- 26 - Jefferson Farfán, Peruviaans voetballer
- 27 - Kelly Osbourne, Brits televisiepersoonlijkheid, actrice en zangeres
- 28 - Moritz Fürste, Duits hockeyer
- 28 - Obafemi Martins, Nigeriaans voetballer
- 28 - Jaap Reesema, Nederlands zanger
- 29 - Eric Staal, Canadees ijshockeyer
- 31 - Hanna Hilton, Amerikaans pornoactrice

### November

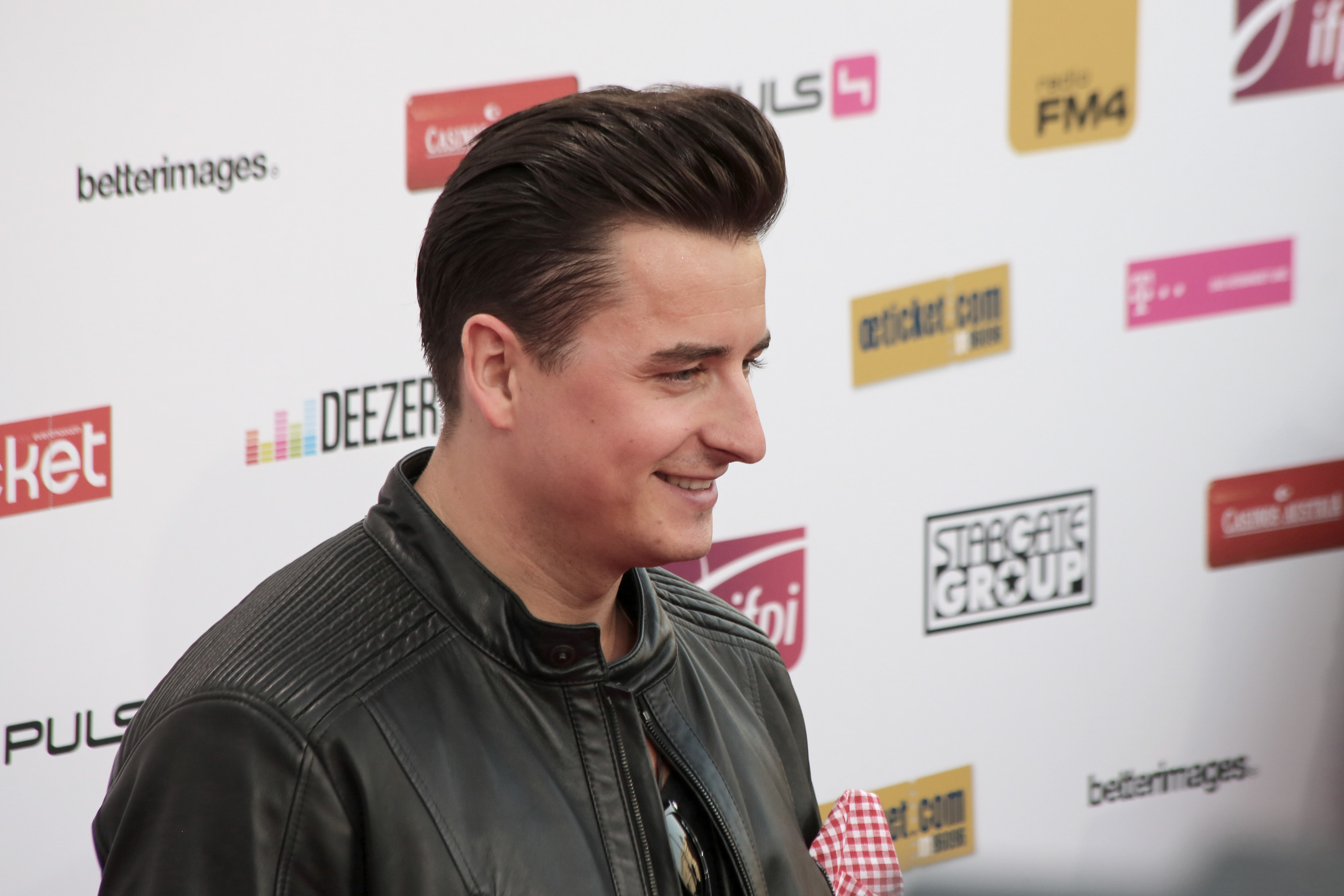
Andreas Gabalier,
geboren op 21 november

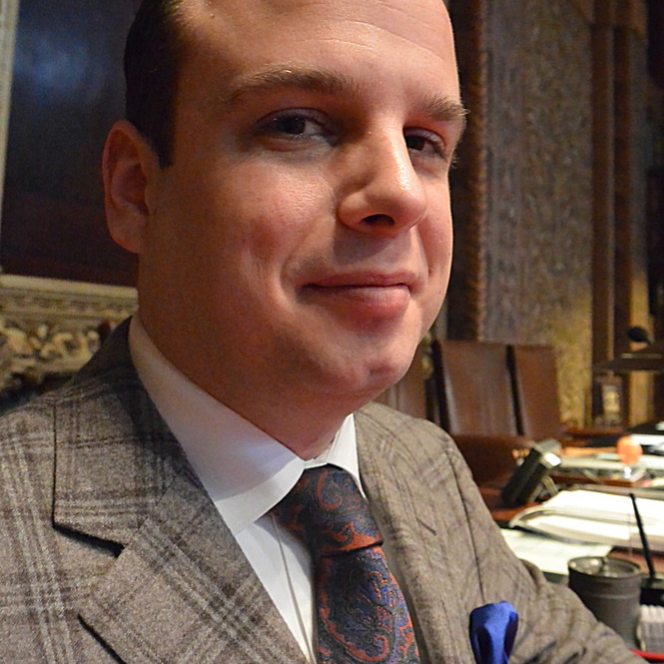
Alexander Kops,
geboren op 23 november

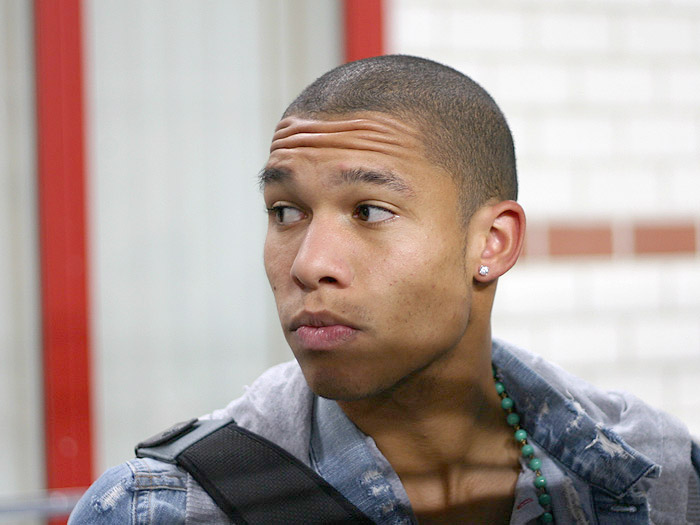
Nigel de Jong,
geboren op 30 november

- 1 - Ismail Ahmed Ismail, Soedanees atleet
- 1 - Miloš Krasić, Servisch voetballer
- 1 - Natalia Tena, Engels actrice en zangeres
- 2 - Arnold Kruiswijk, Nederlands voetballer
- 3 - Christian Bakkerud, Deens autocoureur
- 5 - Sebastian Hohenthal, Zweeds autocoureur
- 5 - Eliud Kipchoge, Keniaans atleet
- 7 - Mihkel Aksalu, Estisch voetballer
- 7 - Roberto Miña, Ecuadoraans voetballer
- 9 - Delta Goodrem, Australisch zangeres
- 9 - Mihai Pintilii, Roemeens voetballer
- 10 - Thierry Hupond, Frans wielrenner
- 10 - Olga Zajtseva, Russisch atlete
- 11 - Julian Theobald, Duits autocoureur
- 12 - Sepp De Roover, Belgisch voetballer
- 12 - Aya Terakawa, Japans zwemster
- 13 - Lucas Barrios, Paraguayaans voetballer
- 14 - Vincenzo Nibali, Italiaans wielrenner
- 14 - Marija Šerifović, Servisch zangeres
- 15 - Kyle Jones, Canadees triatleet
- 18 - Dominik Meichtry, Zwitsers zwemmer
- 18 - Karen Van Proeyen, Belgisch atlete
- 19 - Jorge Fucile, Uruguayaans voetballer
- 20 - Ferdinando Monfardini, Italiaans autocoureur
- 20 - María Florencia Mutio, Argentijns hockeyster
- 20 - Monique van der Vorst, Nederlands paralympisch sportster
- 21 - Andreas Gabalier, Oostenrijks zanger
- 21 - Ides Meire, Belgisch acteur
- 21 - Yasemin Smit, Nederlandse waterpoloster
- 22 - Thomas Berkhout, Nederlands wielrenner
- 22 - Davide Chiumiento, Zwitsers voetballer
- 22 - J. Holiday, Amerikaans R&B zanger
- 22 - Scarlett Johansson, Amerikaans actrice
- 22 - Macarena Simari Birkner, Argentijns skiester
- 23 - Alexander Kops, Nederlands politicus
- 24 - Kagisho Dikgacoi, Zuid-Afrikaans voetballer
- 24 - Naoya Kikuchi, Japans voetballer
- 24 - Lisa Nordén, Zweeds triatlete
- 24 - Maria Höfl-Riesch, Duits alpineskiester
- 25 - Tirfi Tsegaye, Ethiopisch atlete
- 25 - Gaspard Ulliel, Frans filmacteur (overleden 2022)
- 26 - Jermaine Gonzales, Jamaicaans atleet
- 26 - Antonio Puerta, Spaans voetballer (overleden 2007)
- 26 - Shannon Rempel, Canadees schaatsster
- 27 - Florian Eisath, Italiaans alpineskiër
- 27 - Daniël Komen, Keniaans atleet
- 27 - Massimo Roccoli, Italiaans motorcoureur
- 28 - Andrew Bogut, Australisch basketballer
- 28 - Dušan Perniš, Slowaaks voetballer
- 29 - Michael Devaney, Iers autocoureur
- 29 - Rasmus Lindgren, Zweeds voetballer
- 29 - Katlego Mphela, Zuid-Afrikaans voetballer
- 29 - Sylvia Nooij, Nederlands voetballer (overleden 2017)
- 30 - Alan Hutton, Schots voetballer
- 30 - Nigel de Jong, Nederlands voetballer
- 30 - Olga Rypakova, Kazachs atlete

### December

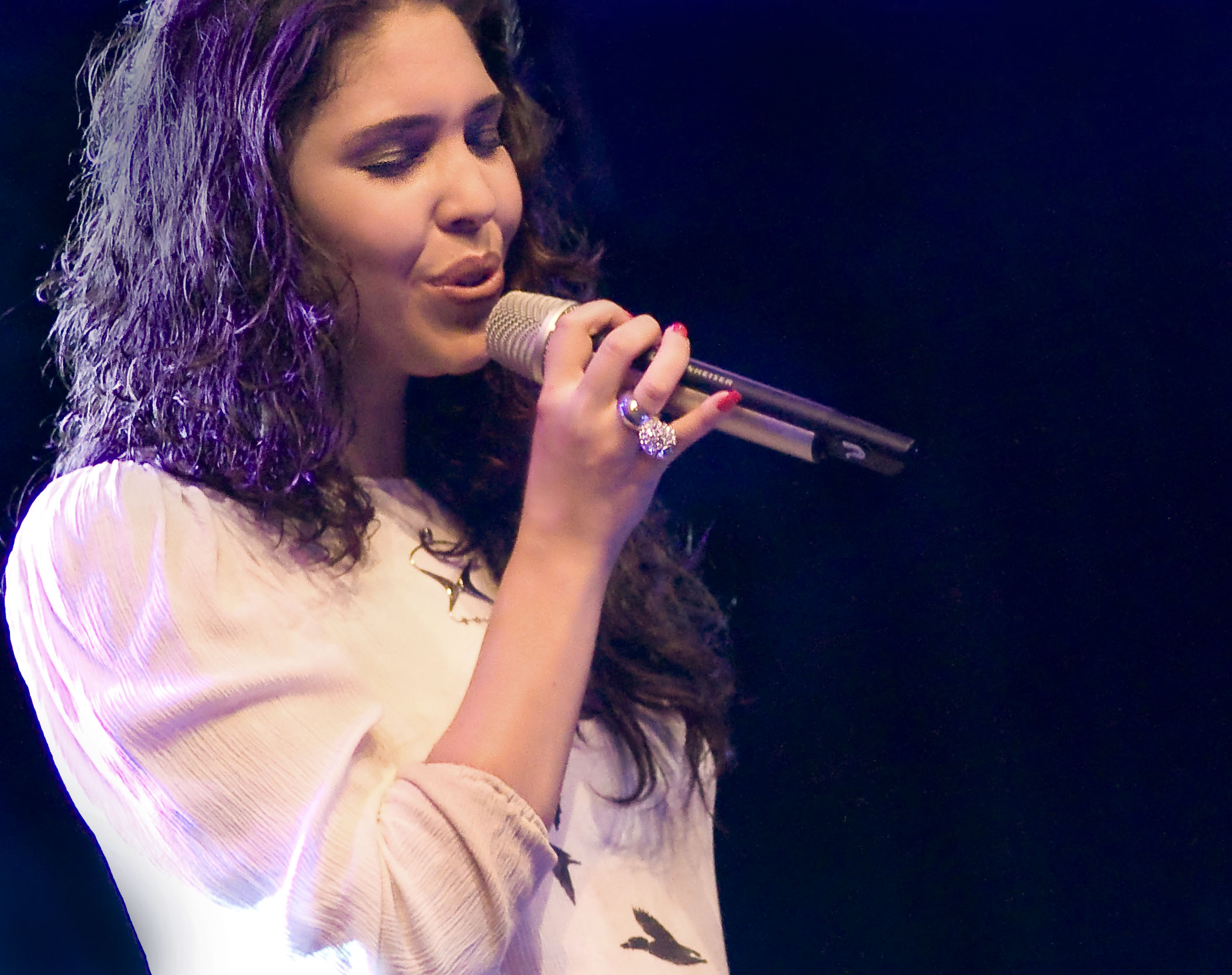
Hind Laroussi,
geboren op 3 december

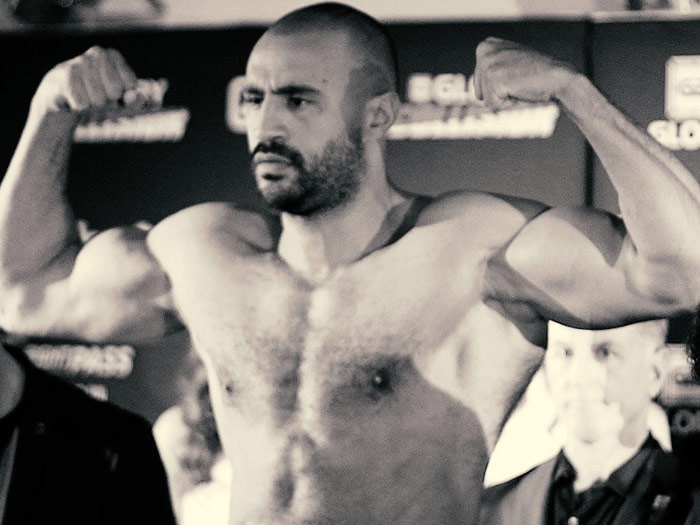
Badr Hari,
geboren op 8 december

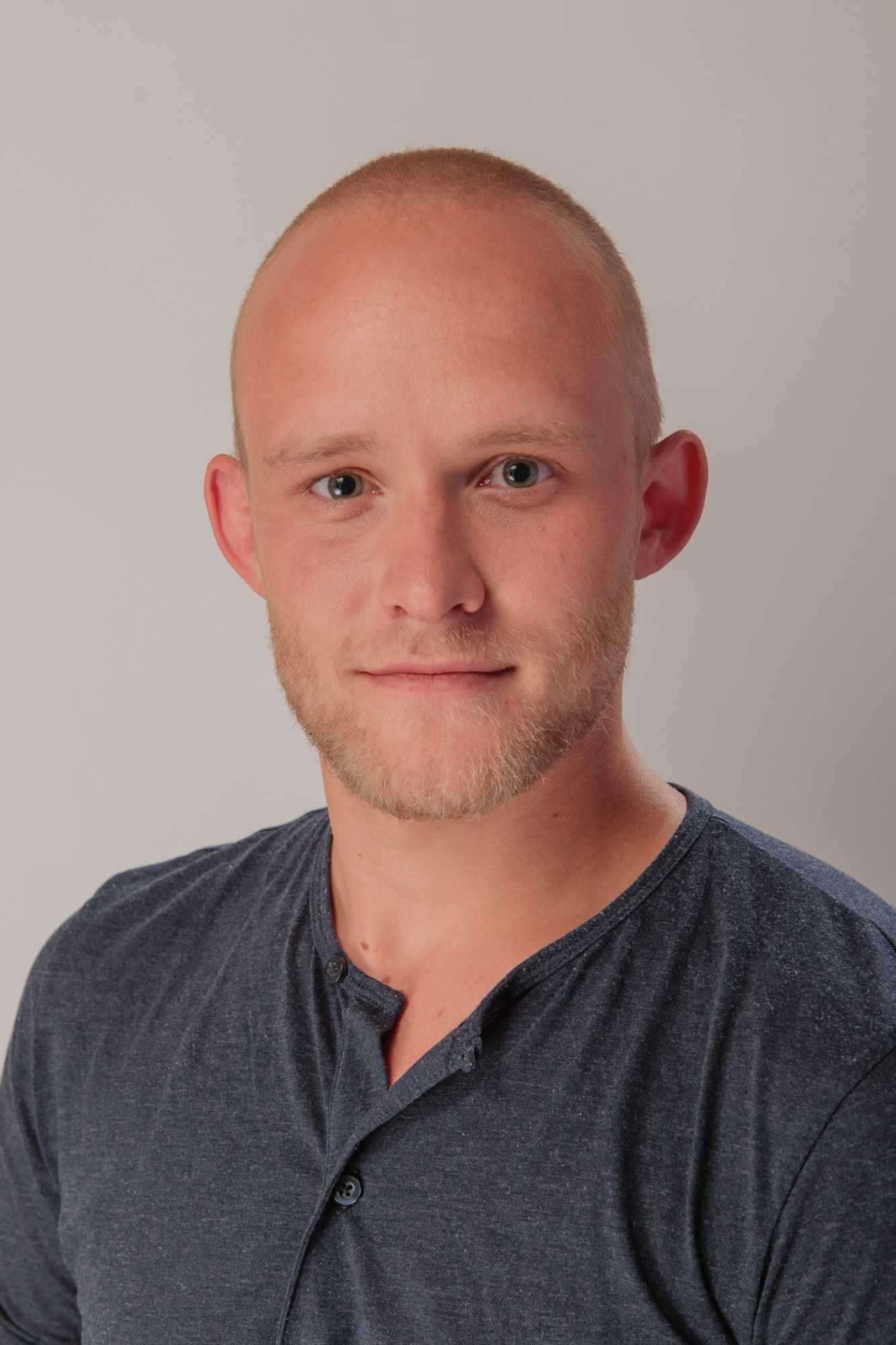
Peter Kwint,
geboren op 19 december

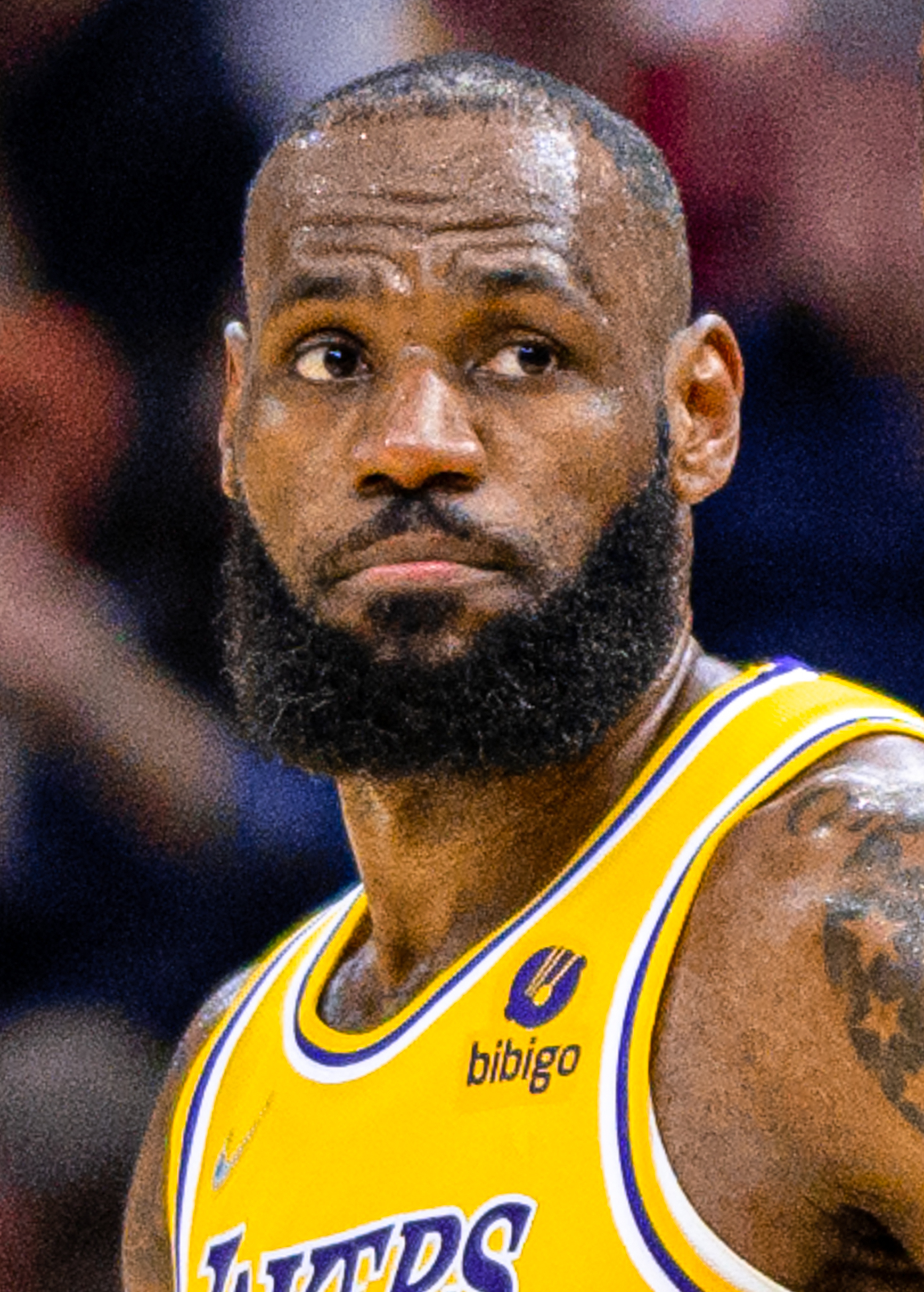
LeBron James,
geboren op 30 december

- 2 - Arnout Hoekstra, Nederlands politicus
- 3 - Pablo Donoso, Chileens autocoureur
- 3 - Hind Laroussi, Nederlands zangeres
- 3 - Andrea Lazzari, Italiaans voetballer
- 5 - Chris Solinsky, Amerikaans atleet
- 6 - Yuichi Hosoda, Japans triatleet
- 6 - Daryl Impey, Zuid-Afrikaans wielrenner
- 6 - Davita Prendergast, Jamaicaans atlete
- 7 - Jan Bárta, Tsjechisch wielrenner
- 8 - Emma Green, Zweeds atlete
- 8 - Badr Hari, Marokkaans-Nederlands kickbokser
- 10 - Jonas Van Geel, Vlaams acteur
- 12 - Daniel Agger, Deens voetballer
- 12 - Therese Borssén, Zweeds alpineskiester
- 12 - Gilles De Schryver, Belgisch acteur
- 12 - Sophie Edington, Australisch zwemster
- 12 - Matthieu Ladagnous, Frans wielrenner
- 12 - Steve Missillier, Frans alpineskiër
- 12 - Jérémy Perbet, Frans voetballer
- 13 - Santi Cazorla, Spaans voetballer
- 13 - Michal Kadlec, Tsjechisch voetballer
- 13 - Hanna-Maria Seppälä, Fins zwemster
- 14 - Daniele Chiffi, Italiaans voetbalscheidsrechter
- 14 - Nika Fleiss, Kroatisch alpineskiester
- 15 - Lukáš Bajer, Tsjechisch voetballer
- 15 - Martyn Bernard, Brits atleet
- 15 - Véronique Mang, Frans atlete
- 15 - Yu Fengtong, Chinees schaatser
- 18 - Giuliano Razzoli, Italiaans alpineskiër
- 18 - Maxine Seear, Australisch triatlete
- 18 - Galina Voskobojeva, Russisch tennisster
- 18 - Joël Stoppels, Nederlands oorlogshistoricus
- 19 - Peter Kwint, Nederlands politicus
- 19 - Chen Yibing, Chinees gymnast
- 19 - Konrad Wasielewski, Pools roeier
- 21 - Alexandros Kefalas, Grieks skeletonracer
- 21 - Jemima Sumgong, Keniaans atlete
- 22 - Basshunter, Zweedse zanger, producer en dj
- 24 - Walter Altmann, Oostenrijks voetbalscheidsrechter
- 24 - Wallace Spearmon, Amerikaans atleet
- 25 - Georgia Moffett, Brits actrice
- 25 - Miloš Ninković, Servisch voetballer
- 26 - Hannes Minnaar, Nederlands pianist
- 26 - Alex Schwazer, Italiaans atleet
- 26 - Jonathan Tiernan-Locke, Engels wielrenner
- 27 - Draško Brguljan, Montenegrijns waterpoloër
- 27 - Shaun Higgerson, Australisch wielrenner
- 28 - Kimberley Mickle, Australisch atlete
- 28 - Duane Solomon, Amerikaans atleet
- 29 - Gionata Mingozzi, Italiaans voetballer (overleden 2008)
- 30 - Andra Day, Amerikaans zangeres en actrice
- 30 - Sergio Gadea, Spaans motorcoureur
- 30 - LeBron James, Amerikaans basketballer

### Datum onbekend
- Cecilia Bernardini, Nederlands violiste
- Patty Guggenheim, Amerikaans actrice
- RBDjan, Armeens-Nederlandse rapper
- Nadya Sewradj, Nederlands presentatrice
- Victor Vlam, Nederlands mediacommentator

## Weerextremen in België
- 8 februari: Neerslagtotaal in Chiny: 147 mm tussen 3 en 8 februari.
- mei: Mei met laagste zonneschijnduur: 90 uur (normaal 231 uur).
- 1 juli: Minimumtemperatuur in Rochefort: –1,2 °C .
- 9 juli: Hevige onweders met grote hagelstenen brengen schade aan serres en moestuinen in Oost-Vlaanderen en in Antwerpen.
- 11 juli: Tornado met veel schade in de streek van Virton.
- 10 september: Natste september-decade van de eeuw: neerslaghoeveelheid van 83,7 mm.
- september: September met hoogste neerslag van de eeuw : 198,8 mm (normaal : 63,4 mm).
- september: September met laagste zonneschijnduur: 85 uur (normaal 175 uur).
- 25 oktober: Onweders veroorzaken veel schade in Vlaanderen.
- 10 november: In heel het land bevat de regen zand uit de Sahara.
- 24 november:  Zeer winderige periode van drie dagen loopt ten einde: tot 144 km/h in Luik en 147 km/h in Antwerpen…
- 29 december: Eerste vorstdag, meest laattijdige van de eeuw. Enkele dagen later intense koudegolf.

Bron: KMI Gegevens Ukkel 1901-2003  met aanvullingen 

## Bijzonderheden
- 1984 is de titel van een roman van George Orwell.
- 1984 is de titel van een album van de rockband Van Halen.